# Campanya del Sinaí i Palestina
La campanya del Sinaí i Palestina del teatre d'operacions de l'Orient Mitjà de la Primera Guerra Mundial va ser una lluita de la Revolta Àrab i l'Imperi Britànic, contra l'Imperi Otomà i els seus aliats alemanys imperials. Va començar amb un intent otomà d'atacar el canal de Suez el 1915 i va acabar amb l'armistici de Mudros el 1918, que va conduir a la cessió de la Síria otomana.
Els combats van començar el gener de 1915, quan una força otomana liderada per alemanys va envair la península del Sinaí, llavors part del protectorat britànic d'Egipte, per assaltar sense èxit el canal de Suez. Després de la campanya de Gal·lípoli, els veterans de l'Imperi Britànic van formar la Força Expedicionària Egípcia (Egyptian Expeditionary Force, EEF), i els veterans de l'Imperi Otomà van formar el Quart Exèrcit, per lluitar per la península del Sinaí el 1916. El gener de 1917, la recentment formada Columna del Desert va completar la reconquesta del Sinaí a la batalla de Rafah. Aquesta reconquesta d'un important territori egipci va ser seguida al març i a l'abril de dues derrotes de l'EEF en territori otomà, a la Primera i Segona Batalla de Gaza al sud de Palestina.
Després d'un període d'estancament al sud de Palestina d'abril a octubre de 1917, el general Edmund Allenby va capturar Beerxeba del III Cos. Les defenses otomanes van ser capturades el 8 de novembre i va començar la persecució. Les victòries de l'EEF van continuar a la batalla de Mughar Ridge (del 10 al 14 de novembre), i a la batalla de Jerusalem (del 17 al 30 de desembre). Les greus pèrdues al front occidental el març de 1918, durant l'ofensiva de primavera alemanya d'Erich Ludendorff, van obligar l'Imperi Britànic a enviar reforços amb tropes de l'EEF. L'avanç es va estancar fins que la força d'Allenby va reprendre l'ofensiva durant la guerra de maniobres de la batalla de Meguidó al setembre. Les reeixides batalles d'infanteria a Tulkarem i Tabsor van crear buits a la primera línia otomana, permetent que el Cos Muntat del Desert encerclant la infanteria que lluitava als turons de Judea i lluitar contra la batalla de Natzaret i la batalla de Samakh, capturant Afula, Bet-Xean, Jenin i Tiberiades. En el procés, l'EEF va destruir tres exèrcits otomans durant la batalla de Sharon, la batalla de Nablus i el tercer atac del Transjordà, capturant milers de presoners i grans quantitats d'equip. Damasc i Alep van ser capturats durant la persecució posterior, abans que l'Imperi Otomà acceptés l'armistici de Mudros el 30 d'octubre de 1918, posant fi a la campanya del Sinaí i Palestina. El Mandat britànic de Palestina i el Mandat francès per Síria i el Líban es van crear per administrar els territoris capturats.
La campanya generalment no va ser ben coneguda ni entesa durant la guerra. A Gran Bretanya, el públic la considerava una operació menor, un malbaratament de recursos preciosos que es gastarien millor al front occidental, mentre que els pobles de l'Índia estaven més interessats en la campanya de Mesopotàmia i l'ocupació de Bagdad. Austràlia no va tenir cap corresponsal de guerra a la zona fins que el capità Frank Hurley, el primer fotògraf oficial australià, va arribar l'agost de 1917 després de visitar el front occidental. Henry Gullett, el primer corresponsal oficial de guerra, va arribar el novembre de 1917.
L'efecte durador d'aquesta campanya va ser la partició de l'Imperi Otomà, quan França va guanyar el mandat per Síria i el Líban, mentre que l'Imperi Britànic va guanyar els mandats per a Mesopotàmia i Palestina. La República de Turquia va néixer l'any 1923 després que la Guerra d'Independència turca acabés amb l'Imperi Otomà. Els mandats europeus van acabar amb la formació del Regne de l'Iraq el 1932, la República del Líban el 1943, l'Estat d'Israel el 1948 i el Regne haxemita de Transjordània i la República Àrab Síria el 1946.

## Antecedents
Des de 1805, Egipte havia estat de facto un estat independent sota la dinastia de Muhàmmad Alí, tot i que continuava sent de iure part de l'Imperi Otomà. L'ocupació d'Egipte per part del Regne Unit a partir de 1882 va reduir severament la independència de facto d'Egipte, però no va alterar el seu estatus legal, amb el Kediv egipci continuant tècnicament com a vassall del sultà otomà. Buscant posar fi a l'ocupació britànica del país, el Kediv Abbàs Hilmí II d'Egipte es va posar del costat de l'Imperi Otomà a l'entrada d'aquest a la Primera Guerra Mundial al costat de les Potències Centrals. Això va impulsar el Regne Unit a deposar Abb'as, a posar fi a la ficció legal encara persistent de la sobirania otomana sobre Egipte i a declarar el restabliment del sultanat d'Egipte, amb Husayn Kamil, oncle del deposat kediv, com a sultà. El sultanat s'havia d'administrar com un protectorat britànic, amb tots els assumptes rellevants a l'esforç de guerra controlats exclusivament pel Regne Unit. El canal de Suez va tenir una importància estratègica vital per als britànics, ja que va reduir el temps de navegació des de l'Índia, Nova Zelanda i Austràlia fins a Europa. Com a resultat, Egipte es va convertir en una base important durant la guerra, especialment durant la campanya de Gal·lípoli. Per a Alemanya i l'Imperi Otomà, el canal era l'enllaç més proper i més feble de les comunicacions britàniques. La defensa del canal va plantejar una sèrie de problemes, ja que només la seva grandària dificultava el seu control. No hi havia cap carretera des del Caire, mentre que només una via de ferrocarril travessava els 30 km de desert des del Caire fins a Ismaïlia pel canal abans de bifurcar-se al nord fins a Port Saïd i al sud fins a Suez. El control de l'àrea central al voltant d'Ismaïlia va tenir una gran importància estratègica perquè aquestes tres ciutats del canal depenien de l'aigua dolça del Nil a través del canal d'Aigua Dolça fins a les portes principals i les comportes properes.
A l'inici de les hostilitats entre Gran Bretanya i l'Imperi Otomà el novembre de 1914, la força de defensa britànica de 30.000 homes va evacuar la part de la península del Sinaí que es trobava a l'est del canal, concentrant les seves defenses al costat occidental del canal. La força britànica comprenia la 10a i l'11a divisions índies, la Brigada de Cavalleria del Servei Imperial, el Bikaner Camel Corps, tres bateries d'artilleria de muntanya índia, i una bateria d'artilleria egípcia. Aquests van ser recolzats pels canons dels vaixells aliats al canal. S'hi enfrontaven uns 25.000 homes, inclosa la 25a Divisió. L'Imperi Otomà va demostrar el seu interès ocupar Egipte el 1915 quan les forces otomanes van atacar les forces britàniques a Egipte. Els alemanys també van ajudar a fomentar el malestar entre els senussi a l'actual Líbia, quan van atacar l'oest d'Egipte i van amenaçar el Sudan durant la campanya dels Senussi.

### La contribució d'Egipte a l'esforç bèl·lic
Egipte no era ni un aliat independent ni membre de l'Imperi Britànic i, com a tal, tenia una posició única entre els bel·ligerants. El recentment nomenat Alt Comissionat Sir Reginald Wingate i Murray van acordar que les contribucions d'Egipte es restringirien a l'ús del ferrocarril del país i del personal egipci. No obstant això, Maxwell havia proclamat el 6 de novembre de 1914 que Egipte no hauria d'ajudar l'esforç de guerra de Gran Bretanya. La llei marcial va permetre a l'administració britànica controlar els residents europeus estrangers, vigilar agents estrangers i internar persones perilloses que eren súbdits de nacions hostils. També es va vigilar la prostitució i la venda d'alcohol. Però Les Capitulacions van proporcionar certa protecció als europeus que controlaven aquestes dues indústries. A la tardor de 1917, el Quarter General va ser traslladat del Caire al front deixant batallons de guarnició. Aquest moviment va fer que el comandant en cap de la Força Expedicionària Egípcia (Egyptian Expeditionary Force, EEF), responsable de la llei marcial, perdès el contacte amb les autoritats civils, i els disturbis a Egipte es van fer greus durant l'hivern de 1917-1918.
El 1917, 15.000 voluntaris egipcis estaven servint a l'exèrcit egipci, desplegats principalment al Sudan amb tres batallons a l'EEF, juntament amb 98.000 treballadors, 23.000 dels quals servien a l'estranger. El nombre d'allistaments egipcis no es va poder augmentar, ja que el reclutament podria amenaçar la producció d'aliments i cotó molt necessaris, i l'estabilitat d'Egipte. També en aquesta època, gran part de les línies de ferrocarril a Egipte que no eren crucials per a la producció de cotó, sucre, cereals i farratges, ja s'havien construït i utilitzat com a ferrocarril militar, excepte el ferrocarril kedivial d'Alexandria a El Dabaa, que estava disponible per a emergències. El Cos de Treball Egipci i el Cos de Transport de Camells Egipci havien realitzat un servei inestimable durant la campanya del Sinaí i realitzarien encara més serveis i dificultats durant la propera campanya de Palestina. A mesura que la guerra s'allargava i els combats es van traslladar més enllà de la frontera egípcia, molts egipcis van sentir que la guerra ja no els preocupava. Al mateix temps, la creixent necessitat de personal egipci va convertir els voluntaris en treballs forçats, encara que «ben pagats», en un sistema controlat pels mudirs locals.

## La defensa del Canal de Suez (1915-1916)
Del 26 de gener al 4 de febrer de 1915, el canal de Suez va ser atacat per una gran força de l'exèrcit otomà. A partir dels dies 26 i 27 de gener, dues columnes més petites de flanqueig de l'exèrcit otomà van fer atacs secundaris prop de El Qantara (al sector nord del Canal) i prop de Suez (al sud). Aquests van ser seguits pels atacs principals dels dies 3 i 4 de febrer al canal de Suez, des de l'est de Suez fins al ferrocarril d'El Qantara. La força expedicionària otomana de Suez de Kress von Kressenstein va avançar des del sud de Palestina per arribar al canal el 2 de febrer quan van assolir creuar el canal prop d'Ismaïlia el matí del 3 de febrer de 1915.
Només dues companyies otomanes van creuar amb èxit el canal, la resta de l'avançada va abandonar els intents de creuar com a resultat de la forta defensa britànica de 30.000 homes de la Brigada de Cavalleria del Servei Imperial i el Cos de Camells Bikaner amb el suport de l'exèrcit egipci i l'artilleria de muntanya índia. Aleshores, els britànics van reunir tropes al lloc dels fets, cosa que va fer impossible una altra travessia. Les companyies otomanes van mantenir les seves posicions fins al vespre del 3 de febrer de 1915, quan el comandant les va ordenar que es retiressin. La retirada va procedir «de manera ordenada, primer cap a un campament a 10 km a l'est d'Ismaïlia».

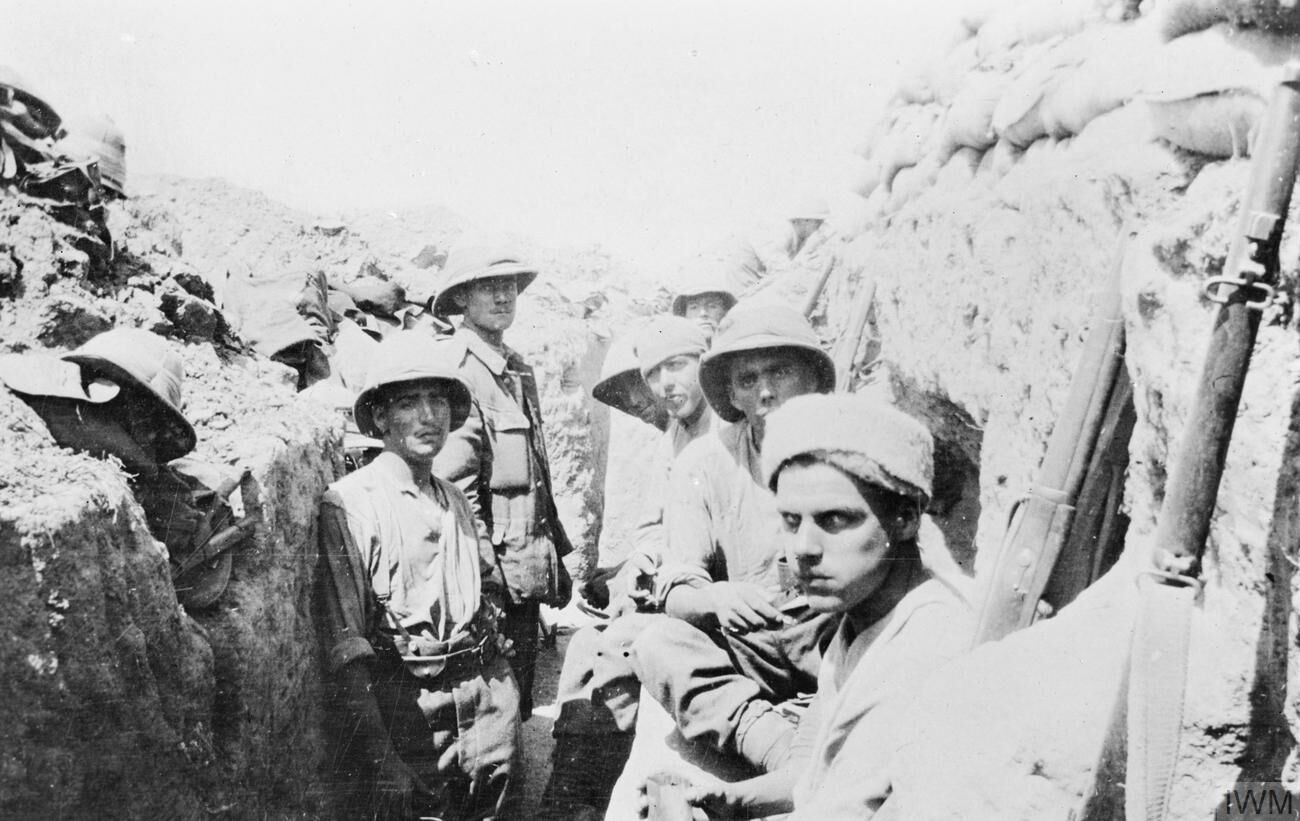
1st Herts Yeomanry a les trinxeres del canal de Suez, 1915
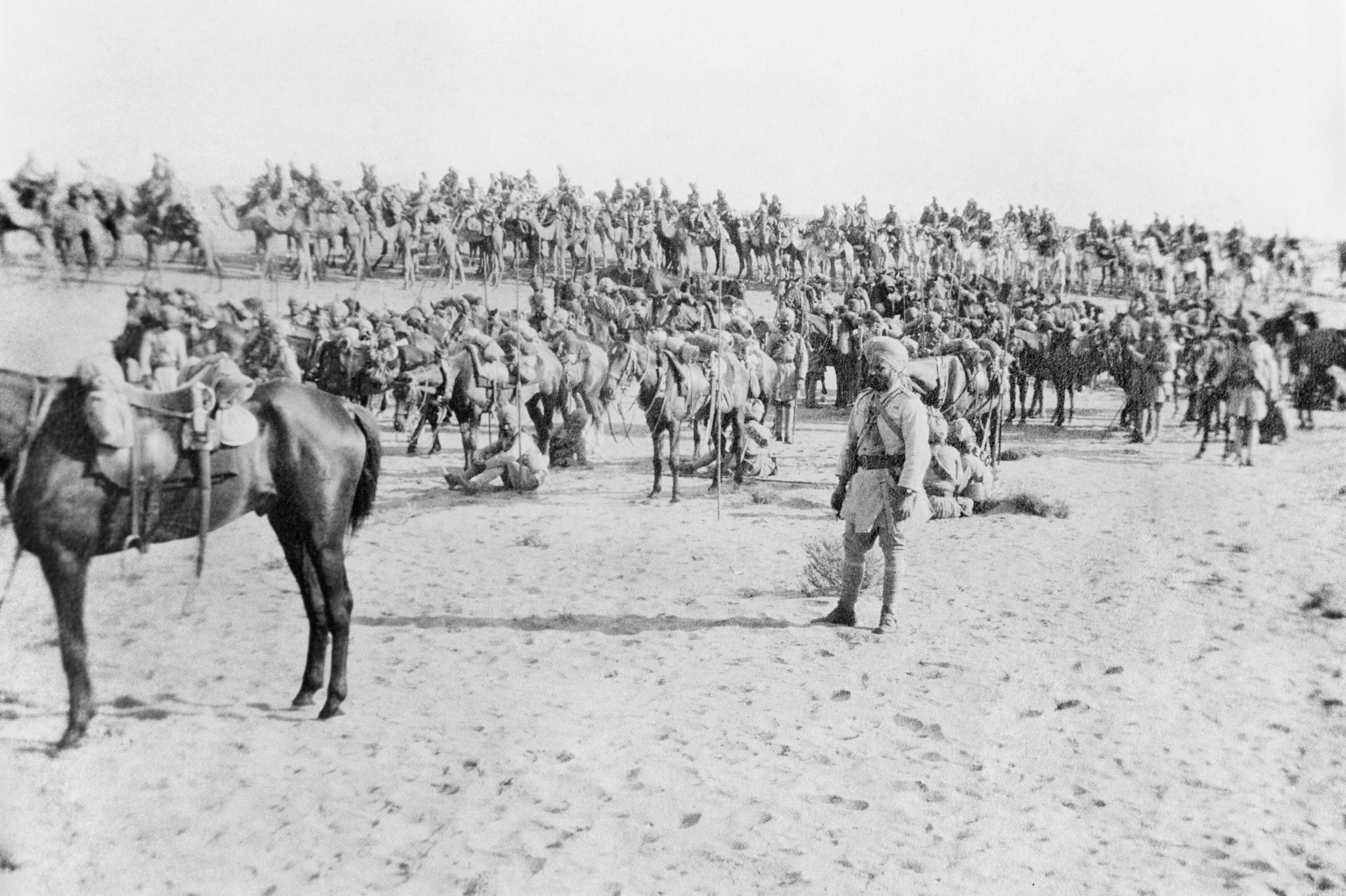
Llancers de Mysore i Llancers de Bengala junt amb el Bikanir Camel Corps en el desert del Sinaí, 1915
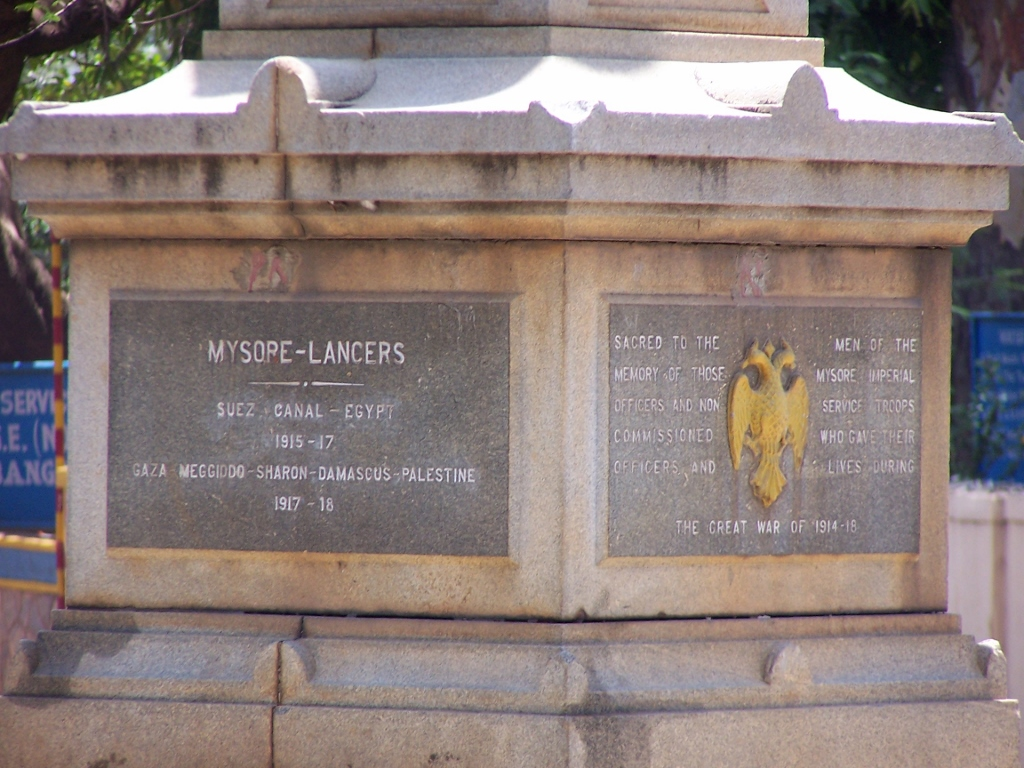
Memorial als Llancers de Mysore a Bangalore per les vides perdudes a Suez i Palestina
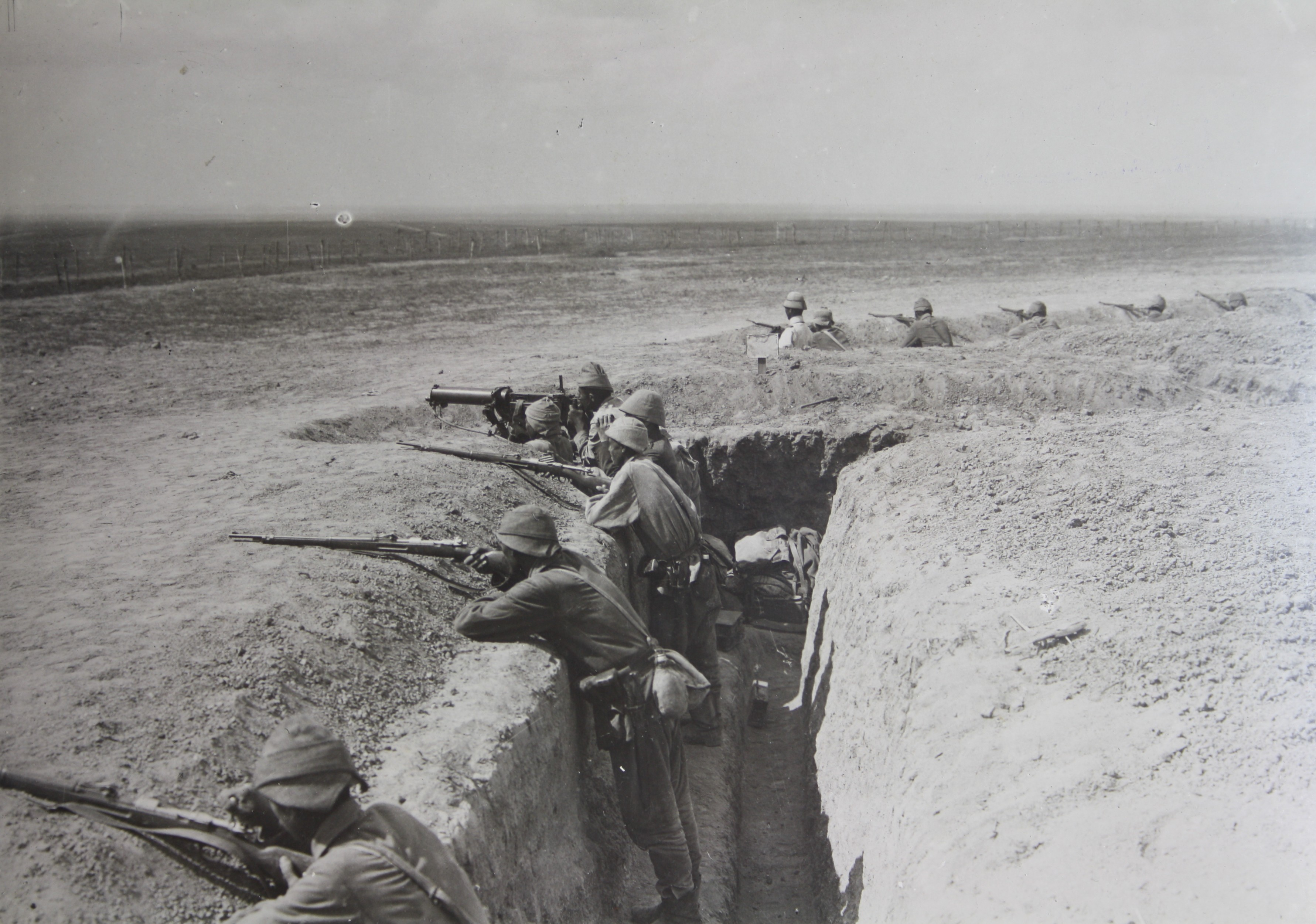
Soldats otomans a les trinxeres
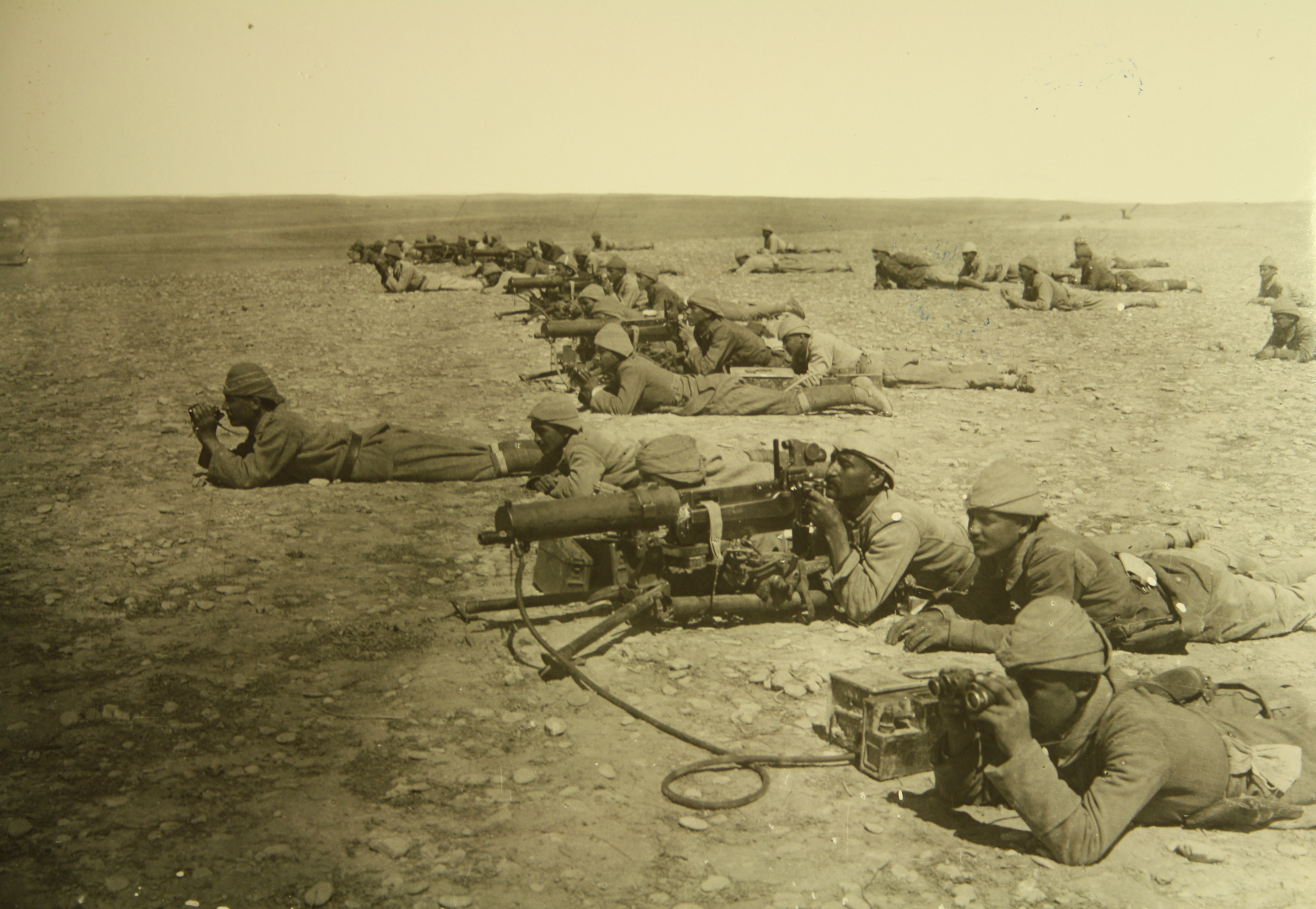
Soldats otomans amb metralladora

Posteriorment, es van mantenir les tropes i els llocs avançats otomans a la península del Sinaí en una línia entre Al-Arix i Nekhel, amb forces a Gaza i Beerxeba. Durant els mesos següents, Kress von Kressenstein va comandar unitats mòbils i va llançar una sèrie d'incursions i atacs per intentar interrompre el trànsit al Canal de Suez.
El coronel Kress von Kressenstein va fer tot el que va poder per mantenir ocupats els britànics, llançant un atac el 8 d'abril de 1915 quan es va col·locar una mina al canal de Suez, que va ser localitzada i inhabilitada per una patrulla, i entre el 5 i el 13 de maig de 1915 va dirigir personalment una càrrega. Durant la campanya de Gal·lípoli aquestes tàctiques van ser abandonades. Von Kressenstein també va exigir a les forces especials alemanyes, a les quals es va prometre que arribarien el febrer de 1916, que preparessin una altra expedició contra el Canal. A l'agost es va traslladar al quarter general del Quart Exèrcit a Ain Sofar, després al nou quarter general de Jerusalem, i va esperar els especialistes alemanys. Tanmateix, la línia de comunicació otomana es va estendre cap a Egipte, amb la finalització del tram de 100 km del ferrocarril otomà fins a Beerxeba, que es va obrir el 17 d'octubre de 1915.

### Ampliació de les defenses britàniques
Les incursions de Von Kressenstein van confirmar la impracticabilitat, identificada per Lord Kitchener, Secretari d'Estat per a la Guerra, el novembre de 1914, de defensar el canal de Suez des del costat occidental. Cap a finals de 1915, quan la campanya de Gal·lípoli s'acabava, el gabinet va autoritzar que s'establissin noves posicions al desert a uns 11.000 km a l'est del canal, reforçant la defensa del canal contra els canons de llarg abast, i va acordar proporcionar tropes addicionals.
Port Said es va convertir en el quarter general d'aquestes noves defenses, amb un quarter general avançat a El Qantara. Les defenses s'organitzaven en tres sectors:
- Sector 1 (Sud): de Suez a Kabrit (quarter general a Suez) – IX Corps.
- Sector 2 (Central): de Kabrit a Ferdan (quarter general a Ismaïlia) – I ANZAC Corps (Australian and New Zealand Army Corps).
- Sector 3 (Nord): de Ferdan a Port Said – XV Corps.

A finals de 1915, el general Sir John Maxwell, amb quarter general al Caire, tenia la responsabilitat de les tropes al delta egipci, el desert occidental i el Sudan, i administrava la llei marcial a tota la regió, inclòs el canal de Suez. L'Oficina de Guerra Britànica estava controlada a la Base del Llevant que era responsable d'administrar les forces de l'Imperi Britànic a Tessalònica, Gal·lípoli, Mesopotàmia i l'Índia, i tenia el seu quarter general a Alexandria. Les forces en retirada de Gal·lípoli i les divisions del Regne Unit van formar el Cos Expedicionari del Mediterrani (Mediterranean Expeditionary Force, MEF) comandada pel tinent general Sir Archibald Murray amb quarter general a Ismaïlia. Després de l'evacuació de Gal·lípoli, la força britànica total a Egipte era de gairebé 400.000 homes en 13 divisions d'infanteria i muntades, una força considerada com la reserva estratègica per a tot l'Imperi. El març de 1916, Sir Archibald Murray va prendre el comandament de totes aquestes forces que es van unir en la nova Força Expedicionària Egípcia (Egyptian Expeditionary Force, EEF).

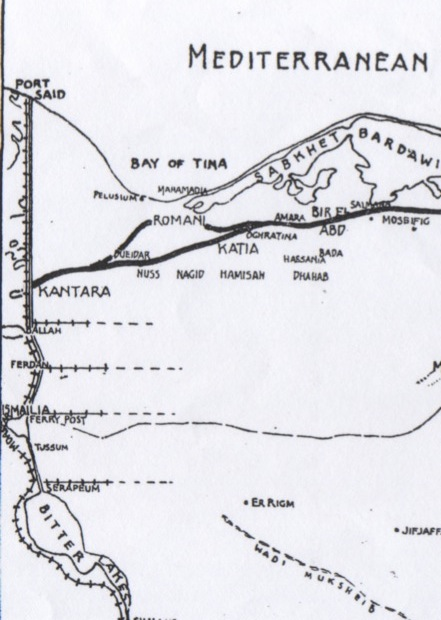
Mapa de defenses millorades
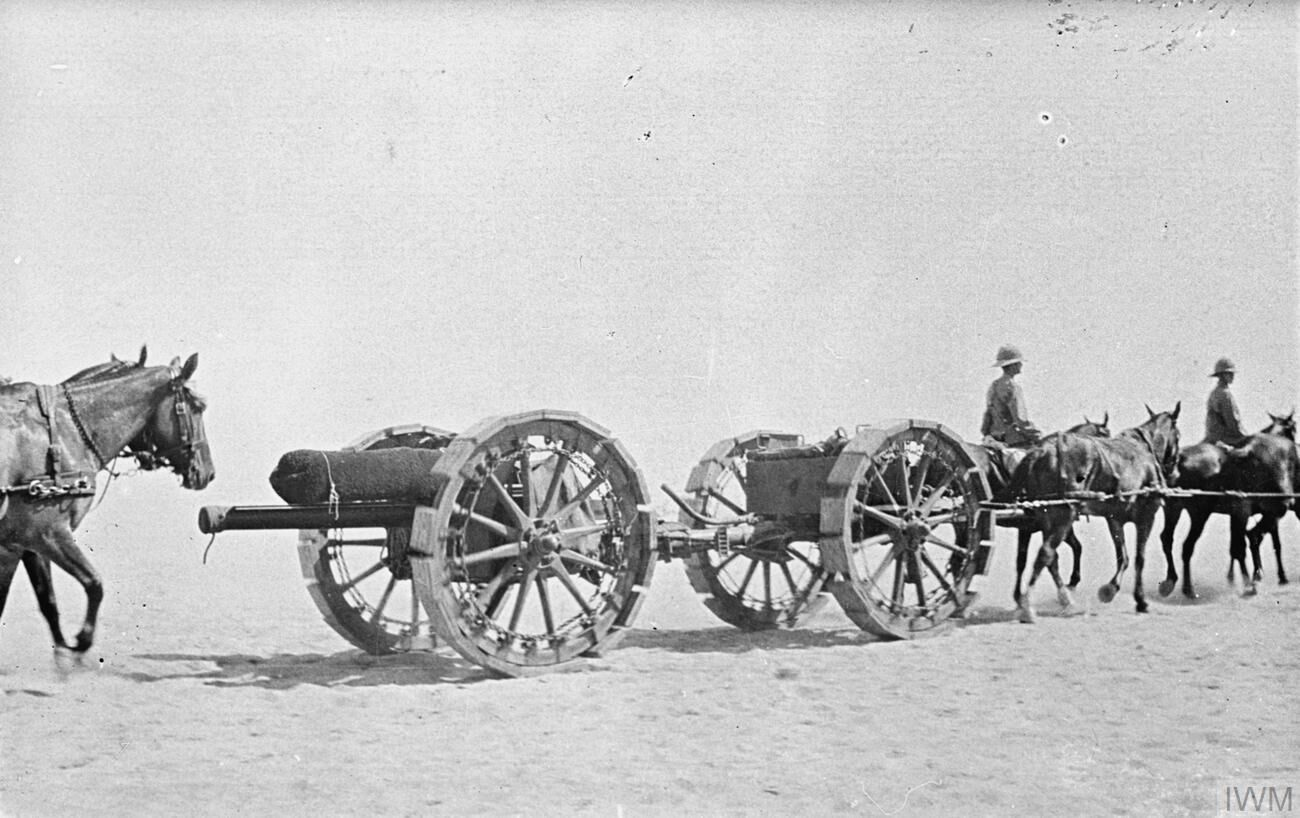
Canó de 18 lliures amb rodes per a la sorra, Defenses del canal de Suez, 1916

Murray creia que un avanç britànic al Sinaí per ocupar Qatiya/Katia seria més rendible que les defenses estàtiques recentment establertes. L'Oficina de Guerra va acceptar això, però no amb el seu pla més ambiciós d'avançar cap a la frontera otomana. Creia que la zona capturada en un avanç cap a Al-Arix o Rafa es podria mantenir amb menys tropes del que es necessitaria per a una defensa passiva del canal de Suez. Murray havia estimat que una força de 250.000 podria creuar el Sinaí i que es podrien mantenir 80.000 soldats a la zona de Katia. Si una força otomana tan gran arribava a Katia, els britànics necessitarien una força molt gran per defensar el canal de Suez. L'ocupació britànica de la zona de l'oasi que s'estenia cap a l'est des de Romani i Katia fins a Bir el Abd al llarg de l'antiga ruta de la seda negaria l'aigua potable a qualsevol força d'invasió otomana.
Murray va planejar una guarnició de 50.000 persones a l'àrea de Katia i va obtenir autoritat per construir una canonada per bombejar aigua dolça del Nil i un ferrocarril per transportar les divisions d'infanteria i els seus subministraments. També va decidir buidar les cisternes d'aigua a Moya Harab perquè la ruta central del Sinaí no pogués tornar a ser utilitzada per les columnes otomanes que avançaven des de Palestina i mantenir algunes tropes a Suez per defensar la ciutat. Aquestes operacions van començar el febrer de 1916, quan es va iniciar la construcció del tram de 25 km del ferrocarril del Sinaí de 4 peus i 8 polzades d'ample estàndard i la canonada d'aigua des de Qantara/Kantara fins a Qatiya/Katia. A finals de març o principis d'abril, s'havien col·locat 16 km de via, inclosos vies curtes al costat d'una línia de ferrocarril i que s'obre a ella, utilitzada principalment per a la maniobra o l'estacionament de trens.

### Incursió a Jifjafa
La cisterna d'aigua intacte i els pous de la carretera central a través del Sinaí encara van permetre que les forces de l'exèrcit otomà amenacessin el canal en qualsevol moment.
Entre l'11 i el 15 d'abril, 25 genets del Cos de Camells Bikaner, 10 enginyers amb 12 genets del 8è Regiment de cavalleria lleugera, 117 genets del 9è Regiment de cavalleria lleugera (30 genets lleugers armats com a Llancers), amb 127 soldats de l'Egyptian Camel Transport Corps van viatjar 52 km per destruir la cisterna d'aigua, els pous d'aigua i equips de bombeig a Jifjafa. Van capturar un oficial d'enginyers austrohongarès i 33 homes, quatre dels quals van resultar ferits, i van matar sis soldats otomans.
El 9 de juny de 1916, unitats de la Secció número 2 de les defenses del canal van formar la columna Mukhsheib, formada per part de la 3a Brigada de cavalleria lleugera, 900 camells, unitats no combatents i transport de camells escortats per un esquadró del 9è regiment de caballeria i 10 genets del Bikaner Camel Corps. Els enginyers van drenar piscines i cisternes de cinc milions de galons d'aigua al Wadi Mukhsheib, van segellar les cisternes per evitar que es reomplissin durant les pluges de la propera temporada i van tornar el 14 de juny. Al mateix temps, un destacament de Middlesex Yeomanry va avançar cap a Moiya Harab. Amb la ruta central del Sinaí ara denegada, les forces otomanes només podien avançar cap al canal de Suez al llarg de la costa nord.

### L'ocupació de Romani
Kress von Kressenstein va llançar un atac sorpresa el diumenge de Pasqua, també el dia de Sant Jordi, el 23 d'abril de 1916, a l'est del Canal i al nord de l'estació d'El Ferdan. La 5a Brigada Muntada yeomanry vigilava la canonada d'aigua i el ferrocarril que s'estava construint al desert cap a Romani. Mentre els tres regiments estaven àmpliament dispersos, els esquadrons van ser sorpresos i aclaparats a Katia i Oghratina (a l'est de Romani), patint la pèrdua d'uns dos esquadrons.
La lluita per la zona dels oasis durant una incursió a Katia i Ogratina va demostrar la seva importància per a ambdós bàndols. Des d'una base als oasis, un gran nombre de tropes otomanes podien amenaçar el canal de Suez i controlar la península del Sinaí amb l'amenaça d'un atac de flanc. La 2a Brigada de Cavalleria Lleugera d'Austràlia i les Brigades de Rifles Muntats de Nova Zelanda de la Divisió Muntada d'Austràlia i Nova Zelanda del general Harry Chauvel (Divisió Muntada de l'Anzac) van rebre l'ordre d'ocupar les rodalies de Romani l'endemà dels combats a Katia i Ogratina. Aquí, a 23 km de Kantara, van patrullar i reconèixer de manera agressiva la zona. La 1a Brigada de Cavalleria Lleugera australiana va arribar a Romani el 28 de maig de 1916.

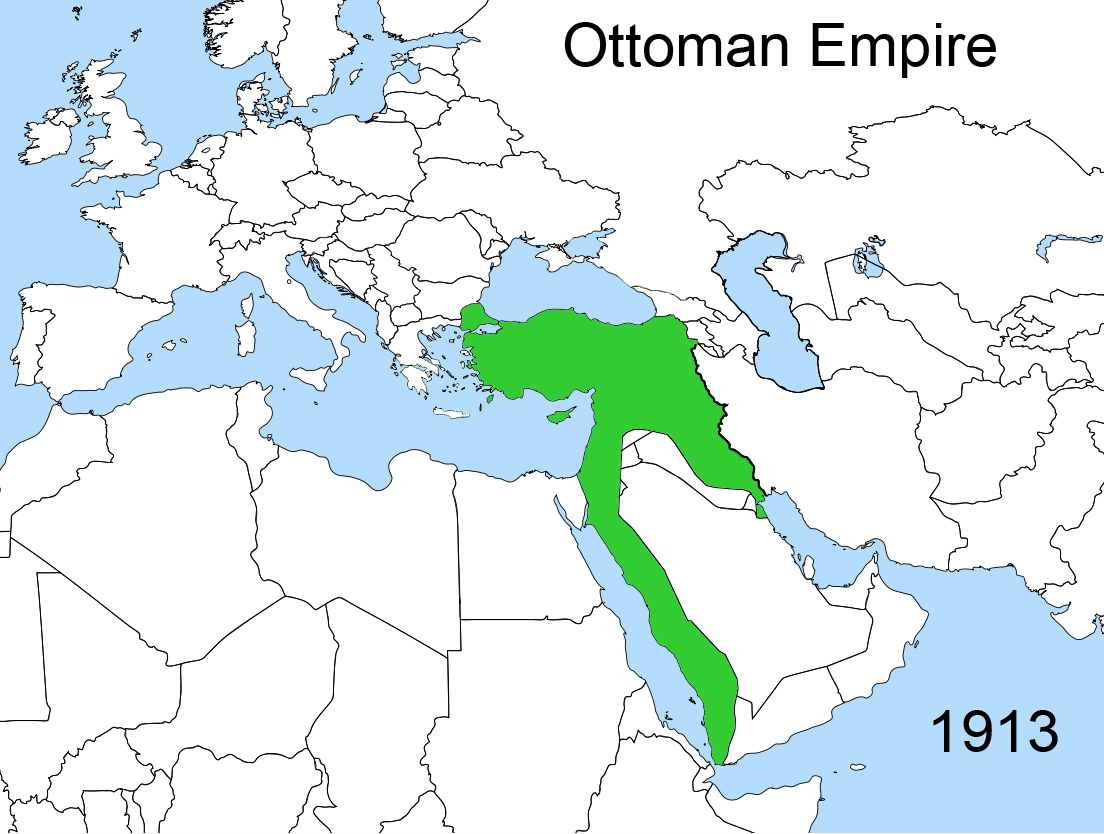
Imperi Otomà el 1913 (en verd)
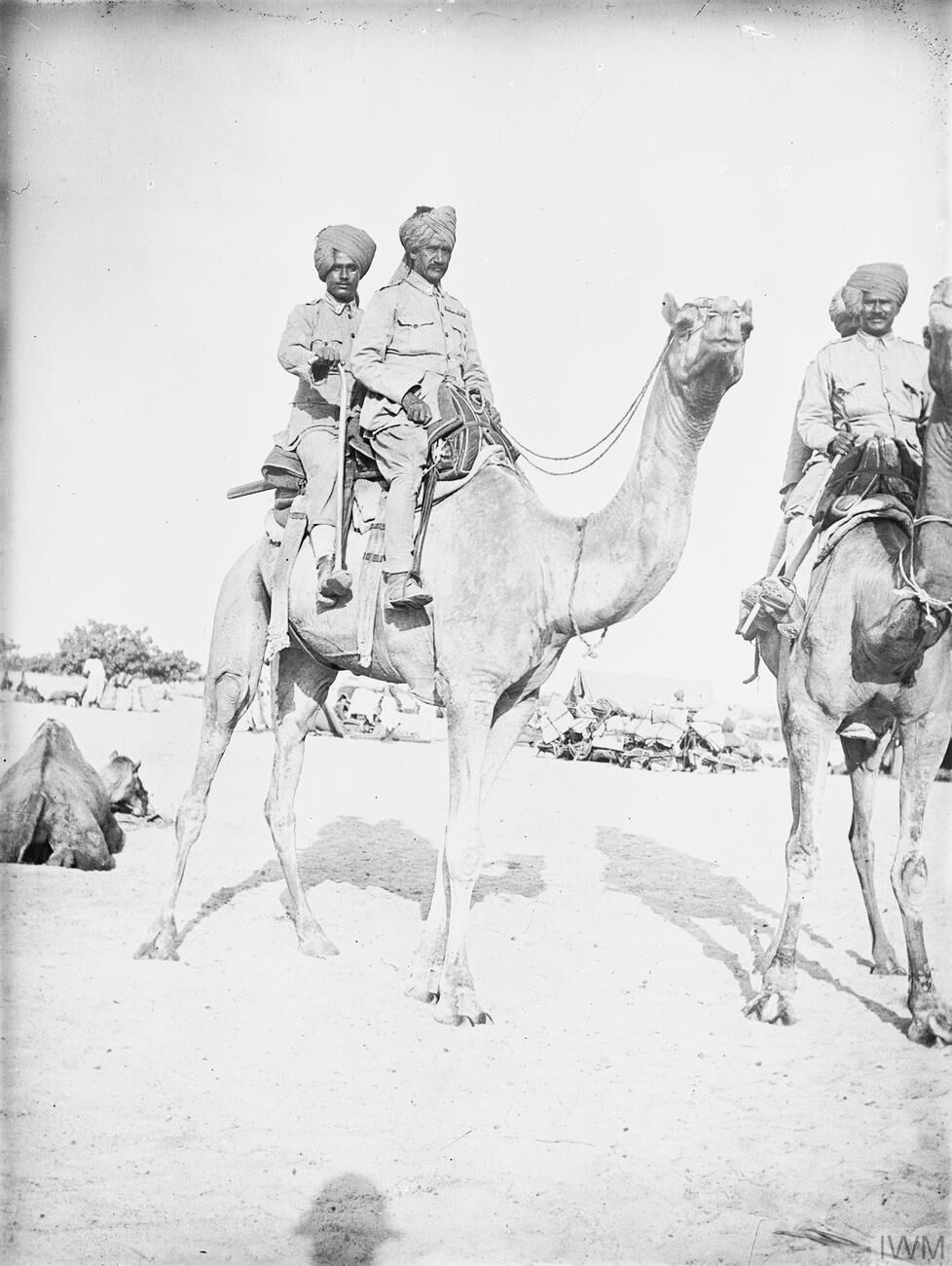
Bikaner Camel Corps, Al-Arix 1918
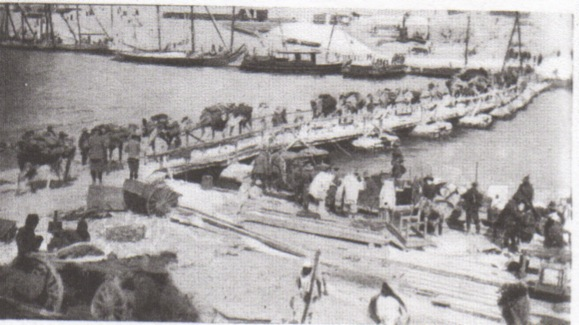
Brigades de Rifles Muntats de Nova Zelanda creuant un pont a Serapeum, 6 de març de 1916

Fins que es va construir el ferrocarril i la canonada d'aigua fins a l'estació de Pelusium i Romani, tota l'aigua, els aliments (principalment vedella en conserva i galetes de mar, ja que els mètodes d'embalatge i transport no permetien carn i verdures fresques), refugis, altres equips i municions s'havien de portar a aquesta posició a través del Cos de Transport en Camell egipci (Camel Transport Corps). Amb les mosques atretes pel fem de cavalls, etc., la disposició d'un sanejament segur era una batalla constant. Les incineradores es van construir per cremar deixalles i s'apilaven les llaunes de vedella en conserva usades plenes de sorra. Durant aquest període els homes van haver de patrullar constantment malgrat la mala alimentació, les condicions meteorològiques adverses, poc refugi del Sol i molt pocs períodes de descans.
| «                                       | Abril 1916 – Tot s'apressa. La gran escola de vol anglesa propera al nostre campament ha rebut l'ordre d'aconseguir el màxim de pilots possible i hi ha una mitjana de divuit avions a l'aire durant tot el dia, just per sobre dels nostres caps. El soroll és indescriptible, però els cavalls no miren mai cap amunt, o, en cas contrari, es fixen el més mínim en els avions. La vida d'un pilot, calculada en hores de vol, és lamentablement curta; molts d'ells moren mentre aprenen. La meva dona treballa com a ajudant voluntària en un hospital d'Ismaïlia, i ella i els seus col·laboradors estan constantment fent sudaris per aquests nois que potser han comès un petit error en el seu primer vol en solitari i ho han pagat amb la vida. L'exèrcit fa qualsevol cosa per aquests joves. Tenim l'ordre de deixar-los tenir cavalls d'equitació i de tant en tant fem una cacera bastant acreditada amb gossos saluki darrera dels xacals. | » |
| — A. B. Paterson, Oficial de cavalleria | |   |

Durant el maig de 1916, avions otomans van sobrevolar el canal de Suez llançant bombes a Port Saïd que van causar 23 víctimes. El 18 de maig, la ciutat i l'aeròdrom ocupats pels otomans d'Al-Arix van ser bombardejats per ordre del coronel W.G.H. Salmond, comandant de la 5a Ala, en represàlia per les primeres incursions otomanes, i el 22 de maig el Royal Flying Corps va bombardejar tots els camps en un front de 45 km paral·lel al canal. A mitjans de maig, el ferrocarril s'havia acabat fins a Romani, cosa que va permetre portar prou magatzems i equipament per desplegar-hi la 52a Divisió (Lowland). Tan bon punt van arribar van començar a cavar trinxeres a la sorra, creant una línia defensiva amb reductes des de Mahemdia (prop de la costa mediterrània, al sud) fins a Katib Gannit (un punt elevat davant de Romani).
Les unitats de l'exèrcit otomà van prendre represàlies davant l'augment de la presència de l'Imperi Britànic a principis de juny, amb el primer de molts atacs aeris contra Romani que va matar vuit soldats de la 1a Brigada de Cavalleria Lleugera i en van ferir 22. També es van perdre uns 100 cavalls. En aquest moment, la base aèria avançada otomana es trobava a Bir el Mazar, a 42 km a l'est de Romani.

### Reconeixements al Sinaí (maig i juny de 1916)
Els primers reconeixements de la Divisió Muntada d'ANZAC van cobrir distàncies considerables des de Romaní fins a Ogratina, fins a Bir el Abd i Bir Bayud. L'atac més llarg va ser realitzat el 31 de maig de 1916 per la Brigada de Rifles Muntats de Nova Zelanda a Salmana, cobrint 100 km en hores.
Després de mitjans de maig i, en particular, de mitjans de juny a finals de juliol, la calor al desert del Sinaí va ser d'extrema a forta. Encara pitjor van ser les tempestes de pols de khamsin que bufen un cop cada 50 dies durant unes hores o diversos dies, convertint l'atmosfera en una boira de partícules de sorra flotants llançades per un vent calent del sud. Les tropes i els seus comandants, no acostumats a les condicions, van patir considerablement el cop de calor i la set durant aquestes primeres patrulles. Una d'aquestes patrulles, que tornava durant la part més calorosa del dia després d'una nit sense dormir lluny de la base, i amb molt poca aigua, va patir víctimes de 160 homes que es van esfondrar per l'esgotament per calor.
Una innovació important en l'obtenció d'aigua, que va permetre que les unitats muntades funcionessin amb més eficàcia sobre àmplies zones de deserts rocosos i dunes de sorra en reconeixement, va ser el Spear Point, desenvolupat per enginyers australians dissenyat per connectar-se a una bomba.
| « | Una canonada de 2 ½ polzades punxeguda, perforada i coberta amb una làmina de llautó foradada a la punta. Aquesta era conduïda cap a la zona d'aigua mitjançant una petita politja i un ariet, o amb un martell; i s'afegia tubs addicionals si calia. Aleshores s'adjuntava l'ordinari Servei General de «Bomba d'elevació i força». Aquest arranjament resultava tan eficaç que es van repartir «punts de llança» (Spear Points) a tots els esquadrons de la divisió, i les tropes de reconeixement es van endur alguns. Així, els nostres homes van poder obtenir aigua a qualsevol lloc del desert en molt poc temps (sic). | » |

Un cop es trobava l'aigua salobre, un oficial mèdic la valorava com aigua potable, aigua apta o no apta per a cavalls, i es ficaven rètols.
Al juny, la 1a Brigada de Cavalleria Lleugera va fer reconeixements a Bir Bayud, Sagia i Ogratina, a Bir el Abd, Hod el Ge'eila, Hod um el Dhauanin i Hod el Mushalfat. Un altre reconeixement rutinari de la 2a Brigada de Cavalleria Lleugera va tenir lloc el 9 de juliol a El Salmana. Només deu dies després, El Salmana va ser ocupat per unitats de l'exèrcit otomà mentre es concentraven per a la batalla de Romani.
A mitjans de juny, l'Esquadró número 1 del Cos de Vol australià (Australian Flying Corps) va començar el servei actiu amb l'ala «B» a Suez fent treballs de reconeixement i el 9 de juliol l'ala «A» va estar estacionat a Sherika a l'Alt Egipte amb l'ala «C» basat a Kantara.

### La batalla de Romani

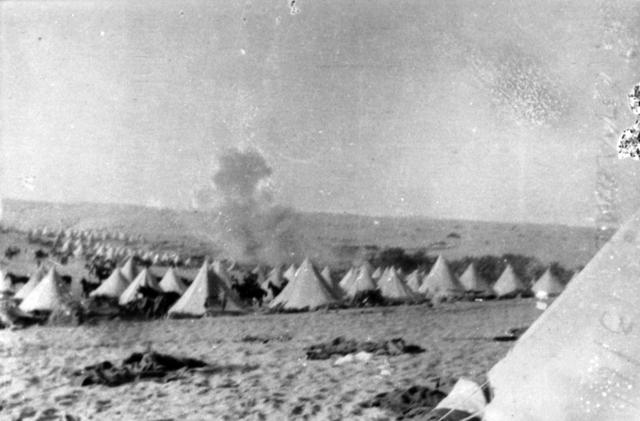
Romani, 1r de juny de 1916. Bombes caient sobre l'esquadró B, 3r Regiment de Cavalleria Lleugera, línies de tendes de la 1a Brigada de Cavalleria Llegera. Van morir 8 homes i 36 cavalls, van resultar ferits 22 homes i 9 cavalls, i van desaparèixer 123 homes

La batalla de Romani va tenir lloc prop de la ciutat egípcia d'aquest nom, a 37 km a l'est del canal de Suez, poc després de la mitjanit del 3/4 d'agost fins que la força invasora es va retirar durant el matí i la tarda del 5 d'agost. Les tropes de les Potències Centrals d'austrohongaresos, alemanys i otomans, dirigida per Kress von Kressenstein, van intentar aturar que l'Imperi Britànic reclamés el territori egipci de la península del Sinaí i tallar el canal de Suez posant-lo dins del rang d'artilleria. En comptava amb 12.000, principalment de la 3a Divisió d'Infanteria, amb irregulars beduïns, metralladores alemanyes i artilleria austrohongaresa de Pasha. Romani estava defensada per la 52a Divisió (Lowland), i la 1a i 2a Brigades de Cavalleria Lleugera. El canal va ser defensat per les Brigades de Rifles Muntats de Nova Zelanda i el 5è Regiment de Cavalleria Lleugera.
Els combats sostinguts van començar a primera hora i cap a les 11:00 del 4 d'agost, les forces austrohongareses, alemanyes i otomanes havien fet retrocedir les dues brigades australianes fins a un punt on la 52a Divisió (Lowland) a les seves trinxeres va poder atacar els atacants del flanc dret, i les Brigades de Rifles Muntats de Nova Zelanda i la 5a Brigada Muntada van arribar a temps per ampliar la línia de la Cavalleria Lleugera australiana. L'avanç otomà va ser aturat pel foc aliat combinat de la infanteria i les tropes muntades, la sorra profunda, la calor i la set del migdia d'estiu. L'endemà, amb les condicions al desert durant el migdia d'estiu, la infanteria britànica no va poder moure's amb eficàcia per perseguir les columnes en retirada, i la Divisió Muntada d'ANZAC no va poder atacar i capturar la gran força de Von Kressenstein que va fer una retirada ordenada cap a Katia i finalment va tornar a la seva base a Bir el Abd. Bir el Abd va ser abandonat el 12 d'agost de 1916 després de ferotges combats, durant un atac de la Divisió Muntada d'ANZAC el 9 d'agost, a l'extrem de les línies de comunicació de l'Imperi Britànic. Aquesta va ser la primera victòria aliada substancial contra l'Imperi Otomà a la Primera Guerra Mundial, posant fi a la campanya de Defensa del Canal de Suez. El canal mai més va ser amenaçat per les forces terrestres durant la resta de la guerra. Aleshores, els Aliats van passar a l'ofensiva durant set mesos, fent retrocedir l'exèrcit otomà a través de la península del Sinaí, lluitant contra les batalles de Magdhaba i Rafa abans de ser aturats en sòl otomà al sud de Palestina a la Primera Batalla de Gaza el març de 1917.

## La revolta àrab
A principis de juny de 1916, l'exèrcit xerifià de Xerif Hussein, emir de La Meca, va llançar atacs contra les guarnicions otomanes a La Meca i Jiddah al sud-oest de la península aràbiga. Jiddah va caure ràpidament i va permetre a la Royal Navy utilitzar el port. Els combats a La Meca van durar tres setmanes. Una gran guarnició otomana va aguantar a Taïf fins a finals de setembre quan van capitular, mentre que el tercer fill de Xerif Hussein, Faisal, va atacar la guarnició otomana a Medina. Els britànics estaven disposats a estendre la revolta àrab desestabilitzant seccions de l'Imperi Otomà a través de les quals el ferrocarril del Hijaz circulava de nord a sud, d'Istanbul a Damasc i a Amman, Maan, Medina i a La Meca. El ferrocarril, construït amb l'ajuda alemanya per transportar pelegrins, no només era important per a les comunicacions otomanes, sinó que contenia edificis de l'estació de pedra sòlidament construïts que podien formar posicions defensives. Amb el balanç de forces al nord del Sinaí movent-se a favor dels britànics, el xerif es va animar a buscar suport per a la seva revolta des del nord fins a Baalbek, al nord de Damasc. A Londres, l'Oficina de Guerra, amb l'esperança de fomentar malestar als territoris àrabs otomans, va animar el pla de Murray per avançar cap a Al-Arix.

## Les maniobres militars de la Campanya del Sinaí

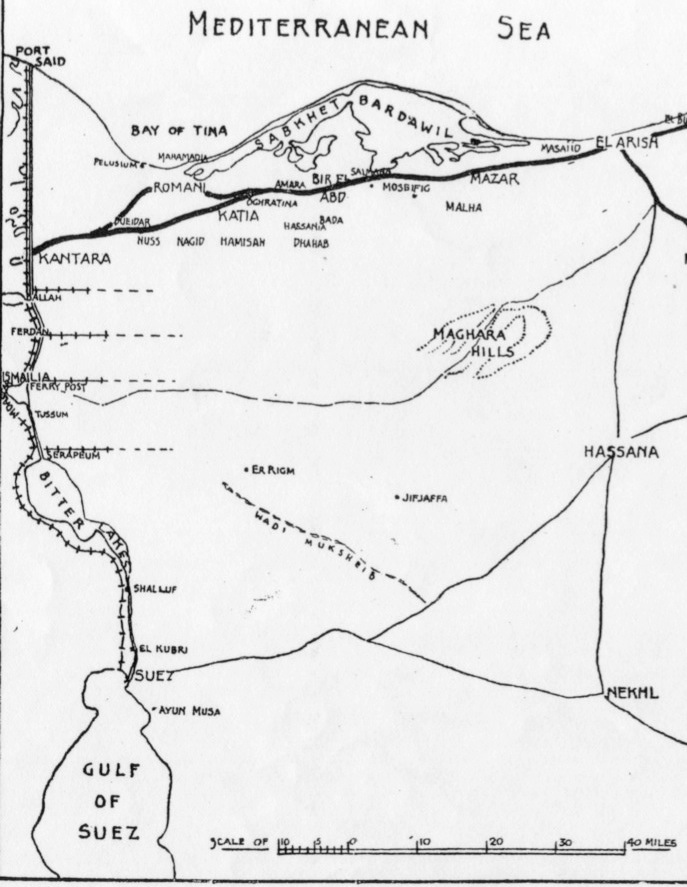
El canal de Suez en Al-Arix

En finalitzar la batalla de Romaní el 12 d'agost de 1916, l'exèrcit otomà va ser obligat a retrocedir de la seva posició avançada a Bir el Abd, l'últim oasi de la sèrie que s'estenia des de la zona de Romaní. La base avançada principal dels otomans va retrocedir cap a Al-Arix, amb un lloc avançat fortificat a Bir el Mazar, on hi havia un petit grup de pous que proporcionaven aigua de manera fiable. Al-Arix va ser l'objectiu d'un atac aeri el 18 de juny de 1916 per 11 avions de la 5a Ala al comandament del coronel W. G. H. Salmond. Els avions van volar sobre la mar fins a l'est d'Al Arix, després van girar cap a l'interior per apropar-se des del sud-est. Dos avions otomans a terra i dos dels deu hangars d'avions van ser incendiats; les bombes van colpejar altres quatre i també es van atacar tropes. Tres avions britànics es van veure obligats a aterrar, un al mar.
La Força Expedicionària Egípcia (EEF) va requerir grans quantitats de municions, subministraments i una font fiable d'aigua per a un avanç cap a Al-Arix. Per oferir-ho, els enginyers britànics de la Royal Engineers van construir un ferrocarril i una canonada a través de la península del Sinaí fins a Al-Arix sota el lideratge del general de brigada Everard Blair. Des de mitjans d'agost fins a la batalla de Magdhaba el 23 de desembre de 1916, les forces britàniques van esperar que aquesta infraestructura necessària s'instal·lés. Aquests quatre mesos sovint s'han descrit com un període de descans per a la Divisió Muntada d'ANZAC, ja que no hi va haver batalles importants. Tanmateix, les tropes muntades estaven ocupades proporcionant pantalles per a la construcció, patrullant les zones recentment ocupades i realitzant reconeixements per augmentar les fotografies aèries per millorar els mapes de les zones recentment ocupades.
Durant una de les patrulles, el 19 d'agost, va ser trobat un grup de 68 soldats otomans mig morts de set pel 5è Regiment de Cavalleria Lleugera (2a Brigada de Cavalleria) que, en lloc d'atacar-los, els va donar aigua i els seus muntatges. L'oficial al comandament i els seus homes van conduir els soldats de l'exèrcit otomà sobre els seus cavalls durant 5 km a través de la sorra profunda fins que van arribar a la base. «Aquesta va ser una visió molt estranya i digna d'una imatge en moviment [d'aquests] pobres sacrificis dels huns».
La infanteria britànica es va avançar per fortificar i proporcionar guarnicions al llarg del ferrocarril. Van formar una base ferma per a les operacions mòbils i la defensa en profunditat per a l'enorme organització administrativa que avançava amb el ferrocarril, en suport de la Divisió Muntada d'ANZAC i la 52a Divisió (Lowland). El moviment de la infanteria a través del Sinaí es va facilitar mitjançant la construcció de carreteres protegides amb xarxa de filferro utilitzades també pel Cos Obrer egipci (Egyptian Labour Corps), vehicles lleugers, cotxes i ambulàncies. Aquesta superfície raonablement estable, que no s'enfonsava, estava construïda amb dos o quatre rotllos de malla de filferro d'una polzada enrotllat un al costat de l'altre, connectat amb les vores fixades a la sorra amb claus llargs d'acer o fusta per construir un camí estable.
Encara que el front s'havia desplaçat cap a l'est a través del Sinaí, encara era necessari mantenir les unitats de defensa al Canal. Mentre servia com a part de la defensa del canal a Gebel Heliata, Serapeum, el 12è Regiment de Cavalleria Lleugera va commemorar el 28 d'agost: «Avui, sent l'aniversari del desembarcament del regiment a Gal·lipoli, es va donar una mica de llibertat a tothom i es va passar una vetllada agradable a la cantina d'homes». El setembre de 1916, els Imperis alemany i otomà havien renegociat els seus acords per reconèixer les creixents forces otomanes que es desplegaven a Europa, mentre que es van incrementar l'ajuda i l'equip alemanys i austrohongaresos per enfortir l'exèrcit otomà a Palestina.
Les tripulacions alemanyes de la Luftstreitkräfte van bombardejar Port Saïd el 1r de setembre de 1916, i aviadors australians i britànics van respondre amb un bombardeig a Bir el Mazar tres dies després, on dotze bombes van silenciar els canons antiaeris i van trencar diverses tendes a trossos. Bir el Mazar va ser novament bombardejat el 7 de setembre. Com a part de l'avanç a través del Sinaí, l'esquadrilla «B» de l'Esquadró Aeri Australià va traslladar els seus hangars des de Suez cap a Mahemdia (a 4 milles de Romani) el 18 de setembre; l'esquadrilla «C» es va traslladar a Kantara el 27 de setembre de 1916.

### El suport mèdic

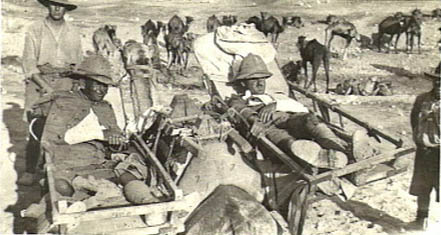
Dos ferits transportats amb un cacolet sobre un camell

Els avenços en les tècniques mèdiques militars van incloure la neteja quirúrgica (o desbridament) de les ferides, amb tancament quirúrgic primari retardat, la férula de Thomas que estabilitzava les fractures múltiples de cames, l'ús de solució salina intravenosa que havia començat el 1916 i transfusions de sang per prevenir o fins i tot revertir els efectes del xoc. Les víctimes eren transportades des del lloc de socors del regiment proper a la línia de front fins a un campament avançat a la rereguarda pels camillers de les ambulàncies de camp incorporades a les brigades de cavalleria lleugera i les brigades muntades. Les evacuacions cap a la línia de ferrocarril que s'estenia a través del Sinaí es van dur a terme en ambulàncies tirades per cavalls, en trineus de sorra o en cacolets sobre camells, que es va descriure com «una forma de viatge exquisida en la seva agonia per als ferits a causa de la naturalesa del moviment de l'animal».

### Les condicions dels cavalls
Hi va haver una progressiva millora de l'equitació durant l'estiu i la tardor de 1916 indicada pel reduït nombre d'animals evacuats de la Divisió Muntada d'ANZAC després de les intenses marxa i combats d'agost després de la batalla de Romani, durant la presa d'Al-Arix i la batalla de Magdhaba. Aquesta millora es va augmentar amb inspeccions periòdiques per part dels oficials veterinaris administratius quan els consells oferts van ser seguits pels comandants de regiment. Durant l'any, la pèrdua mitjana de cavalls i mules malalts del front del Sinaí va ser d'aproximadament 640 per setmana. Eren transportats en combois de trenta camions, cadascun amb vuit cavalls. Els animals que morien eren enterrats a 2 km del campament més proper, tret que això no fos possible. En aquest cas, les restes eren transportades a llocs adequats allunyats de les tropes, on es desbudellaven i es deixaven descompondre en l'aire sec del desert i les altes temperatures. Els animals que morien o eren sacrificats a les unitats veterinàries de Kantara, Ismaïlia, Bilbeis i Quesna van ser tractats d'aquesta manera, i després de quatre dies d'assecat al sol, les restes s'omplien de palla i es cremaven, després que les pells eren recuperades i venudes a contractistes locals.

### La creació de la Força Fronterera Oriental (Eastern Frontier Force, EFF)
El setembre de 1916, el general Murray va traslladar el seu quarter general des d'Ismaïlia (al canal de Suez) al Caire per tal de fer front més eficientment a l'amenaça dels senussi al desert occidental. El general Lawrence va ser traslladat a França, on va servir com a cap d'estat major del mariscal de camp Haig el 1918. El mariscal de camp William Robertson, cap de l'estat major imperial, va exposar la seva política militar global en aquest moment en una carta a Murray del 16 d'octubre. 1916, on afirmava:
| « | No tinc intenció de guanyar en cap part del món en particular. El meu únic objectiu és guanyar la guerra i no ho farem a Hedjaz ni al Sudan. La nostra política militar és perfectament clara i senzilla... [És] l'ofensiva al front occidental i, per tant, defensiva a tot arreu. | » |

En aquest clima de política militar defensiva, el general major Sir Charles Dobell, qui havia adquirit una reputació de bon treball en operacions menors, va ser ascendit al rang de tinent general, amb el títol d'Oficial general al comandament de la Força de la Frontera Oriental (EFF) i posat a càrrec de totes les tropes al canal i al desert. El seu quarter general es va establir a Ismaïlia i va començar a organitzar el seu comandament en dues parts: les defenses del canal i la Columna del Desert. A l'octubre, la Força Oriental va començar les seves operacions al desert del Sinaí i a la frontera de Palestina. Els esforços inicials es van limitar a construir un ferrocarril i una línia de flotació a través del Sinaí. El ferrocarril va ser construït pel Cos Obrer egipci a un ritme d'uns 15 km al mes i el front britànic es va moure cap a l'est a la mateixa velocitat. El 19 d'octubre, el Quarter General de la Divisió Muntada d'ANZAC es trobava a Bir el Abd on la 52a Divisió (Lowland) es va unir a ells el 24 d'octubre.

### Incursió a Bir el Mazar

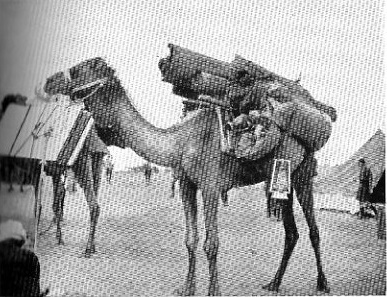
Material del quarter general de la Brigada del Cos de Camells Imperial (ICCB) empaquetat i preparat per al transport

La 2a i 3a Brigades de Cavalleria Lleugera, el 1r Batalló de la Brigada del Cos de Camells Imperial (Imperial Camel Corps Brigade, ICCB), l'Esquadró de metralladores de Nova Zelanda, i la Bateria de Hong Kong i Singapur del Batalló de l'ICCB, van fer un ampli reconeixement a Bir el Mazar el 16-17 de setembre de 1916. Al límit de la seva línia de comunicació, la cavalleria lleugera, la infanteria, les metralladores i l'artilleria no van poder capturar la guarnició de 2.000 forts i ben atrinxerats que va fer una posició decidida. Després de demostrar la força de l'exèrcit que avançava, es van retirar amb èxit a la seu de la Divisió Muntada d'ANZAC a Bir Sulmana, 20 km a l'oest. La força otomana va abandonar Bir el Mazar poc després. L'informe de la 2a Brigada de Cavalleria Lleugera descrivia que el seu 5è Regiment de Cavalleria Lleugera va ser disparat per canons antiaeris durant les operacions i informava d'un home mort i nou ferits.

### Incursió als Turons de Maghara
A mesura que els aliats avançaven, una posició ocupada pels otomans al flanc dret a Bir El Maghara, a 50 km al sud-est de Romani, va començar a ser una amenaça per al seu avanç. El general de comandament A.G. Dallas va ser posat al comandament d'una columna de 800 genets de la Cavalleria Lleugera Australiana, 400 soldats del regiment Yeomanry de la ciutat de Londres, 600 genets de Camelleria Muntada i 4.500 camellers del Cos de Transport amb Camell egipci, amb altres 200 camellers per al Cos Mèdic de l'Exèrcit. La columna es va formar a Bayoud i es va traslladar el 13 d'octubre en una marxa de dues nits per Zagadan i Rakwa fins als turons de Maghara.
En arribar, els Esquadrons A i C del 12è Regiment de Cavalleria Lleugera es van desplegar al centre, amb l'11è Regiment de Cavalleria Lleugera a la dreta i el Yeomanry als flancs esquerres, van desmuntar al peu dels turons. Lliurant els seus cavalls de plom amb una excel·lent cobertura, aquests homes desmuntats van escalar les altures i van sorprendre els defensors però no van assolir capturar la posició defensiva principal. L'11è Regiment de Cavalleria Lleugera va capturar set presoners otomans i tres beduïns, retirant-se pel camí que van arribar a la base el 17 d'octubre i tornar al cap de ferrocarril de Ferdan cap al canal de Suez, el 21 d'octubre de 1916.

### El bombardeig aeri de Beerxeba

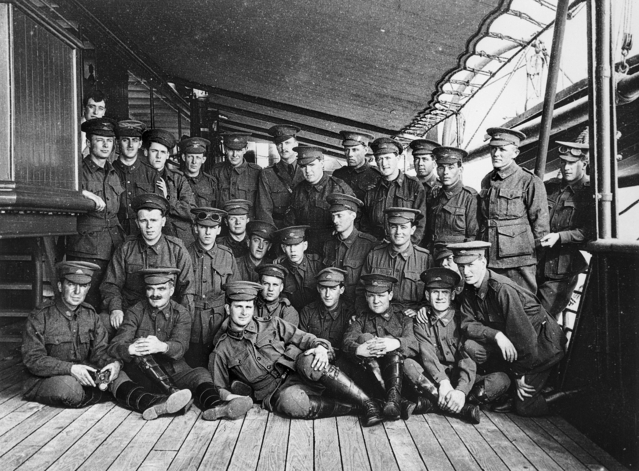
Reforços a l'Esquadró 1 del Cos Aeri australià el 25 de juliol de 1916 a bord del P&O «Malwa» en el seu camí cap a Egipte

Sotmesos a més bombardeigs aeris, el 2 d'octubre les fotografies de reconeixement aeri van revelar que els hangars d'avions alemanys anteriorment ubicats a Al -Arix havien desaparegut. El 25 d'octubre no es va informar cap foc antiaeri sobre Al-Arix i es van veure reductes de força otomano-alemanya que semblaven estar allà posicionats. En aquest moment, la construcció del ferrocarril ja havia superat Salmana, on s'estava construint un aeròdrom britànic, i l'esquadró número 1 estava involucrat en fotografiar l'àrea al voltant d'Al-Arix i Magdhaba i l'esquadró número 14 estava reconeixent Rafah.
L'11 de novembre, un Martinsyde i nou B.E.2c, carregats de bombes i gasolina, van sortir dels aeròdroms de Kantara i Mahemdia a la matinada i es van reunir a Mustabig, just a l'oest de Bir el Mazar. Allà, una força d'atac de cinc B.E.2c i el Martinsyde van formar la força més gran organitzada fins ara pels australians o qualsevol altre esquadró aeri a l'Est, es va omplir de gasolina i bombes i va partir en formació cap a Beerxeba. Sobre Beerxeba, els canons antiaeris els van atacar amb explosius alts i metralla. El Martinsyde va llançar una bomba de 100 kg al centre de l'aeròdrom; dues bombes de 20 kg van colpejar les tendes de campanya; altres van fer impactes directes al ferrocarril cap a Beerxeba i l'estació. Un Fokker i un Aviatik van sortir a l'aire però van ser expulsats. Després de fotografiar Beerxeba i els danys causats per les bombes, els aviadors van tornar, reconeixent Khan Yunis i Rafa en el camí. Tots els aparells van arribar bé, després d'haver passat set hores en vol. Dos dies després, un avió alemany va prendre represàlies bombardejant El Caire.

### La construcció del ferrocarril al Sinai
El 17 de novembre, el principi de la línia de ferrocarril de la Força Fronterera Oriental va arribar a 8 km a l'est de Salmana, a 54 km de Kantara. La canonada d'aigua amb les seves complexes estacions de bombeig associades construïdes pels enginyers de l'exèrcit i el Cos Obrer egipci va arribar a Romani. Bir el Mazar, antigament la base avançada de l'exèrcit otomà, va ser presa per la Divisió Muntada d'ANZAC el 25 de novembre de 1916. El 1r de desembre, el final de línia de ferrocarril es trobava a l'est de Mazar, a 64 km de Kantara.
Els otomans van construir una línia de ferrocarril que anava cap al sud des de Ramla, al ferrocarril Jaffa-Jerusalem, fins a Beerxeba, mitjançant rails agafats de la línia Jaffa-Ramla. Els enginyers alemanys van dirigir la construcció de ponts i embornals de carreu de pedra quan es va ampliar la línia des de Beerxeba. Gairebé va arribar al Wadi Al-Arix el desembre de 1916 quan Magdhaba va ser capturat.

### La batalla de Magdhaba (desembre de 1916)

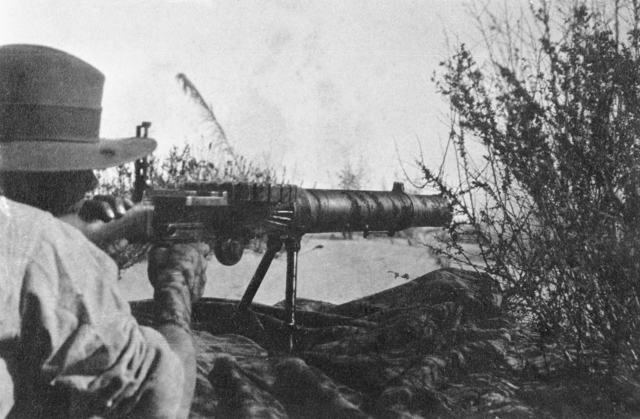
Un soldat australià disparant una metralladora Lewis durant la batalla de Magdhaba

El 21 de desembre, després d'una marxa nocturna de 30 km, part de la Brigada del Cos de Camells Imperial (Imperial Camel Corps Brigade, ICCB), i la Divisió Muntada dANZAC comandada per Harry Chauvel van entrar a Al-Arix, que havia estat abandonada per les forces otomanes, que es van retirar a Madghaba.
El lloc avançat otomà de Magdhaba es trobava a uns 18 km al sud-est del desert del Sinaí, des d'Al-Arix, a la costa mediterrània. Va ser l'últim obstacle per a l'avanç Aliat a Palestina.
La Columna del Desert sota el comandament de Chetwode també va arribar aquell dia. Chauvel, amb l'acord de Chetwode, es va proposar atacar les forces otomanes a Magdhaba amb la Divisió Muntada d'ANZAC. Sortint cap a la mitjanit del 22 de desembre, la Divisió Muntada d'ANZAC estava en una posició a les 03:50h del 23 de desembre, veient fogueres otomanes a uns quilòmetres de distància a Magdhaba.
Amb la 1a Brigada de Cavalleria a la reserva, Chauvel va enviar la Brigada de Rifles Muntats de Nova Zelanda i la 3a Brigada de Cavalleria Lleurera en direcció cap a Magdhaba pel nord i el nord-est per tallar la retirada, mentre que la Brigada del Cos de Camells Imperial seguia la línia del telègraf, recte cap a Magdhaba. La 1a Brigada de Cavalleria Lleugera va reforçar la Brigada del Cos de Camells Imperial en un atac als reductes, però el foc ferotge de metralladora els va obligar a avançar pel llit del wadi. Al migdia, les tres brigades i una secció de la Brigada del Cos de Camells Imperial, amb les seccions de Vickers i metralladores Lewis, i l'artilleria de l'Honorable Companyia d'Artilleria estaven involucrades en combats ferotges. El reconeixement aeri per explorar les posicions otomanes va ajudar molt a l'atac, tot i que els sis reductes estaven ben camuflats.
Després de durs combats al matí del 23 de desembre, cap a les 13:00h, Chauvel va saber que els otomans encara controlaven la major part de l'aigua de la zona. En aquest moment s'afirma que va decidir suspendre l'atac. Però aproximadament al mateix temps, després d'una conversa telefònica entre Chauvel i Chetwode, totes les unitats britàniques van atacar, i no hi havia dubte que els otomans estaven perdent. Tant la 1a Brigada de Cavalleria Lleugera com la Brigada de Rifles Muntats de Nova Zelanda van progressar, capturant uns 100 presoners, i a les 15:30h els otomans començaven a rendir-se. A les 16:30h, tota la guarnició s'havia rendit, després d'haver patit grans baixes, i la ciutat va ser capturada. La victòria havia costat a la Força Fronterera Oriental 22 morts i 121 ferits.

### La batalla de Rafah (gener de 1917)
La nit del 8 de gener de 1917, unitats muntades de la Columna del Desert, incloent la Divisió Muntada d'ANZAC, la Brigada del Cos de Camells Imperial, la 5a Brigada Muntada Yeomanry, la Patrulla de Vehicles Lleugers núm. 7 i l'artilleria, van sortir d'Al-Arix per atacar l'endemà. 9 de gener, una guarnició de l'exèrcit otomà d'entre 2.000 i 3.000 persones a El Magruntein també coneguda com a Rafa o Rafah.
També el 9 de gener, quatre avions britànics van bombardejar l'aeròdrom alemany de Beerxeba durant la tarda i al vespre, a la tornada, es va veure una força otomana considerable prop de Weli Sheikh Nuran.
Els britànics havien recuperat la secció nord de la península egípcia del Sinaí pràcticament fins a la frontera amb l'Imperi Otomà, però el nou govern britànic de David Lloyd George en volia més. L'exèrcit britànic a Egipte va rebre l'ordre d'iniciar una ofensiva contra l'exèrcit otomà, en part per donar suport a la revolta àrab que havia començat a principis de 1916, i per aprofitar l'impuls creat per les victòries assolides a Romani l'agost i Magdhaba el desembre de 1916.
Aquest següent objectiu estratègic es trobava a la frontera del Protectorat Britànic d'Egipte i l'Imperi Otomà a uns 30 km de distància, massa lluny per a la infanteria i, per tant, la recentment formada Columna del Desert comandada per Chetwode havia d'atacar la posició otomana al llarg de la costa.
Les tropes Aliades van capturar la ciutat i la posició fortificada a la nit amb la pèrdua de 71 morts i 415 ferits. La guarnició otomana va patir molt, amb 200 morts i 1.600 presoners.

### La finalització de la campanya del Sinai
Els primers signes d'una important reorganització de les defenses de l'exèrcit otomà es van observar després de la captura d'Al-Arix i la batalla de Magdhaba, el 28 de desembre de 1916, quan els avions de reconeixement van trobar que les forces otomanes traslladaven el seu quarter general. Dies abans de la victòria a Rafah, el 7 de gener, el reconeixement aeri va informar que les forces otomanes encara es trobaven a Auja al-Hafir i El Kossaima, amb la guarnició a Auja al-Hafir augmentada lleugerament. Però entre el 14 i el 19 de gener, Beerxeba va ser bombardejada diverses vegades pel Cos Aeri Australià de l'Esquadró número 1 en incursions diürnes i nocturnes; durant una d'aquestes incursions, va caure dotze 20 lliures bombes directament a l'hangar alemany més gran. Després d'aquestes incursions, els aviadors alemanys van evacuar Beerxeba i van traslladar el seu aeròdrom a Ramleh. El 19 de gener, el reconeixement aeri va informar que l'exèrcit otomà havia evacuat El Kossaima i es trobava amb una força reduïda a la base principal del desert d'Auja al-Hafir.
Un dels molts atacs aeris de represàlia realitzats per aviadors alemanys/otomans es va produir sobre Al-Arix el mateix dia, 19 de gener, quan les files de cavalls van ser atacades. Les files de cavalls eren objectius fàcils i evidents des de l'aire; van continuar patint molt els atacs aeris durant la guerra.
També el 19 de gener, Roberts i Ross Smith van dur a terme el primer reconeixement aeri de la rereguarda de l'exèrcit otomà sobre les ciutats de Beit Jibrin, Betlem, Jerusalem i Jericó, escortats per Murray Jones i Ellis a Martinsydes. Junction Station també va ser reconeguda el 27 de gener.

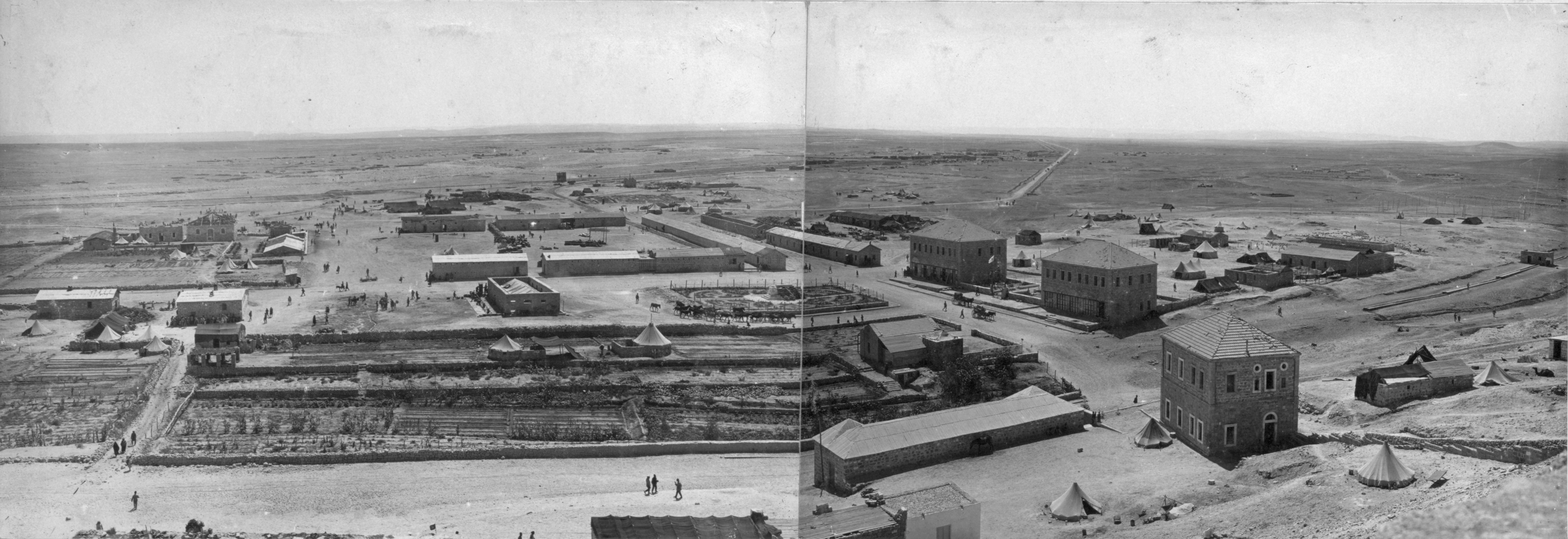
Ciutat militar otomana d'Auja al-Hafir, la principal base del desert
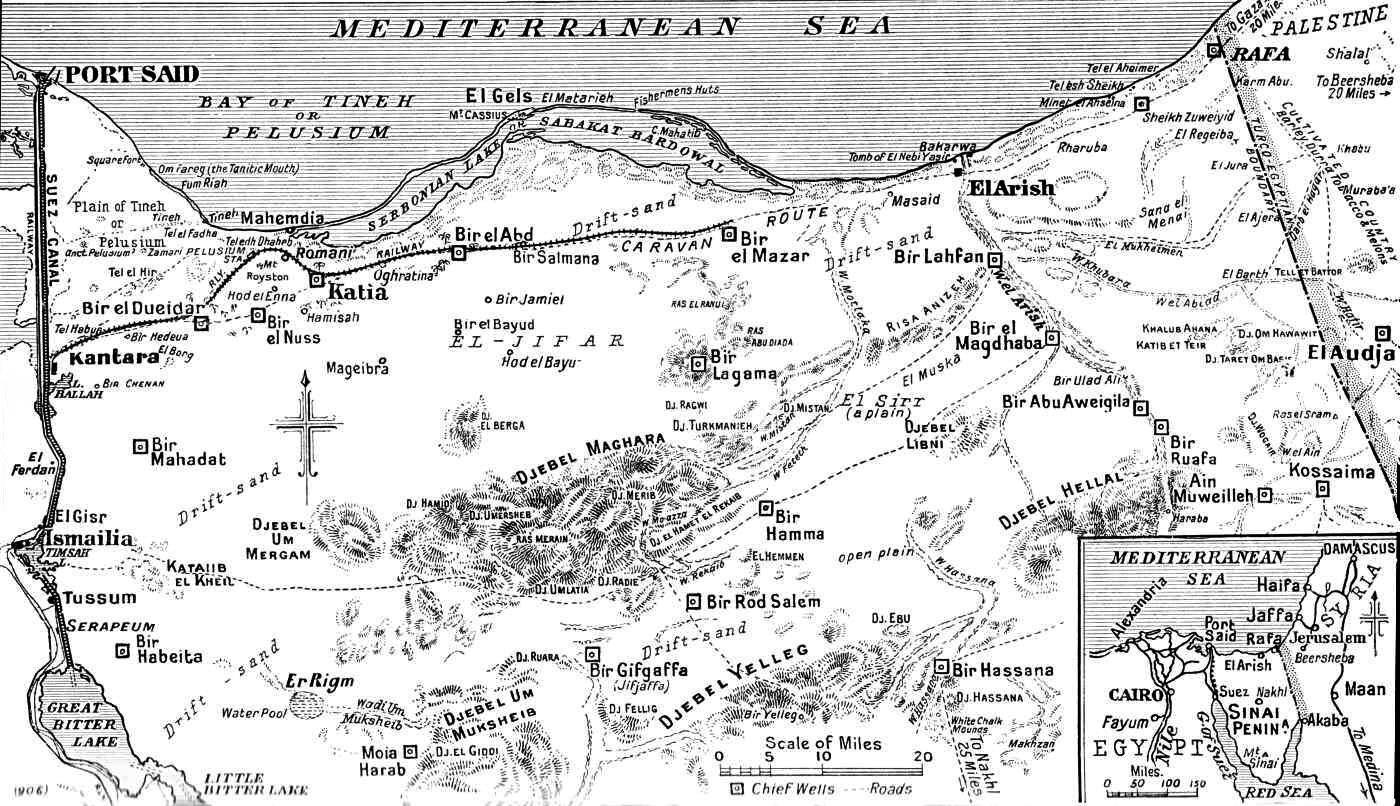
Mapa del nord i el centre del Sinaí, 1917
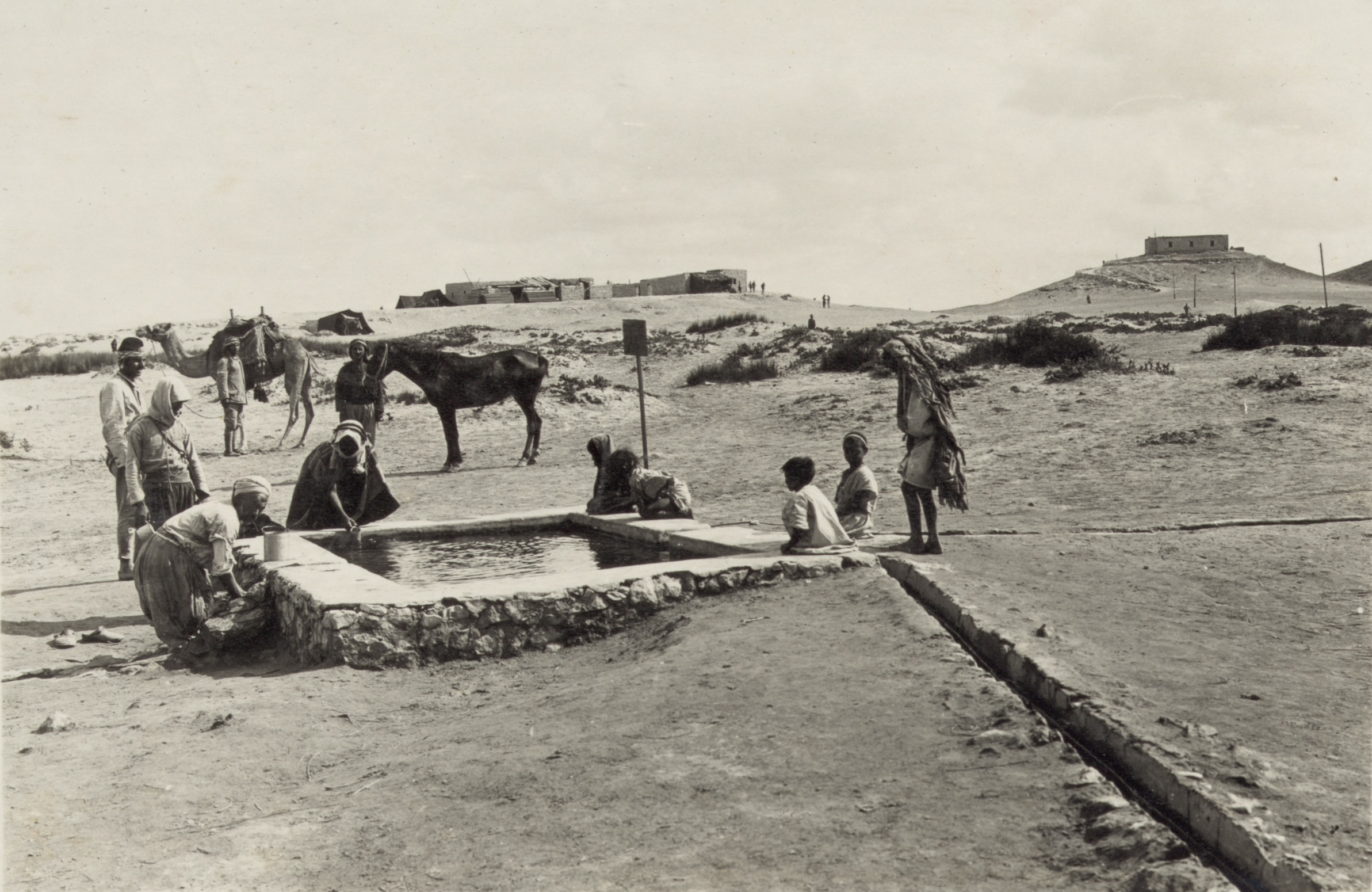
Kuseimeh

A finals de gener, ambdues parts estaven duent a terme atacs aeris intensos; els pilots alemanys i otomans llançaven bombes sobre el dipòsit dels magatzems a la base principal d'Al-Arix, i els esquadrons números 1 i 14 prenien represàlies regularment contra Beerxeba, Weli Sheikh Nuran i Ramleh. Els alemanys també estaven bombardejant el Cos Obrer egipci i retardant la construcció del ferrocarril ara prop d'El Burj a mig camí entre Al-Arix i Rafah, amb la carretera de xarxa de filferro gairebé a Sheikh Zowaiid. Com a conseqüència, el 3 de febrer, el general major Chauvel es va veure obligat a ordenar el cessament dels bombardeigs Aliats amb l'esperança que les represàlies també cessessin, de manera que les obres de la línia ferroviària i la tuberia poguessin continuar. La tuberia va arribar a Al-Arix el 5 de febrer.
El febrer de 1917, es va observar que l'exèrcit otomà també construïa una línia de ferrocarril lleuger des de Tel el Sheria fins a Shellal, prop de Weli Sheikh Nuran, Sheria es va convertir en la principal base otomana a mig camí de la línia defensiva Gaza-Beerxeba.
Les dues accions finals de la campanya del Sinaí van tenir lloc el febrer de 1917, quan el general Murray va ordenar atacs a les guarnicions otomanes a Nekhl i Bir el Hassana. L'11è Regiment de Cavalleria Lleugera va dur a terme l'atac a Nekhl el 17 de febrer. Mentrestant, el 2n Batalló (British) de la Brigada del Cos de Camells Imperial, juntament amb la bateria de Hong Kong i Singapur (muntanya), van dur a terme l'atac a Bir el Hassana, que es va rendir amb una resistència mínima el 18 de febrer.

## L'inici de la campanya de Palestina
La campanya de Palestina va començar a principis de 1917 amb operacions actives que van donar com a resultat la captura del territori de l'Imperi Otomà que s'estenia 370 km al nord, lluitant contínuament des de finals d'octubre fins a finals de desembre de 1917. Operacions a la vall del Jordà i a la Transjordània i combats entre febrer i maig de 1918 van ser seguits per l'ocupació de la vall del Jordà, mentre que la guerra de trinxeres estancada continuava a través de les muntanyes de Judea fins a la mar Mediterrània. L'ofensiva final de Palestina va començar a mitjans de setembre i l'armistici amb l'Imperi Otomà es va signar el 30 d'octubre de 1918.
Amb la victòria a Rafah, Murray havia assolit amb èxit tots els seus objectius i els de l'Oficina de Guerra; havia assegurat el canal de Suez i Egipte de qualsevol possibilitat d'atac terrestre greu i les seves forces controlaven la península del Sinaí amb una sèrie de posicions fortament fortificades en profunditat, al llarg d'una important línia de comunicació basada al voltant del ferrocarril i la canonada d'aigua, des de Kantara fins al Canal de Suez a Rafah.
No obstant això, dos dies després de la victòria a Rafah, l'11 de gener de 1917, el General Murray va ser informat per l'Oficina de Guerra que, en lloc de basar-se en l'impuls creat durant les últimes dues setmanes i mitja per les victòries a Magdhaba i Rafah, animant-lo per a fer més avenços amb promeses de més tropes, se li va requerir que enviés la 42a Divisió (East Lancashire) el 17 de gener, per reforçar el front occidental, el teatre decisiu on la prioritat estratègica es va centrar en la planificació d'una ofensiva de primavera.

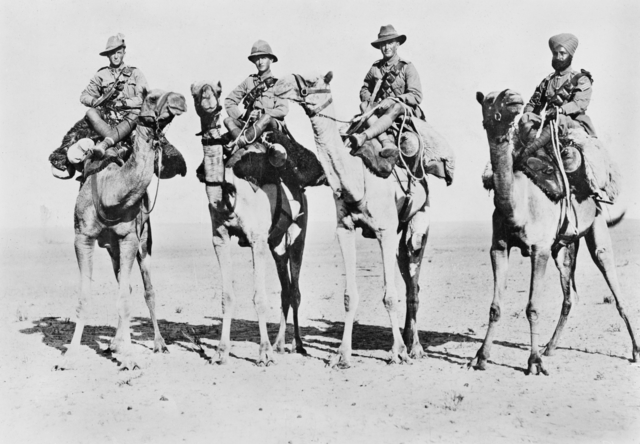
Camellers australians, anglesos, neozelandesos i indis a Palestina
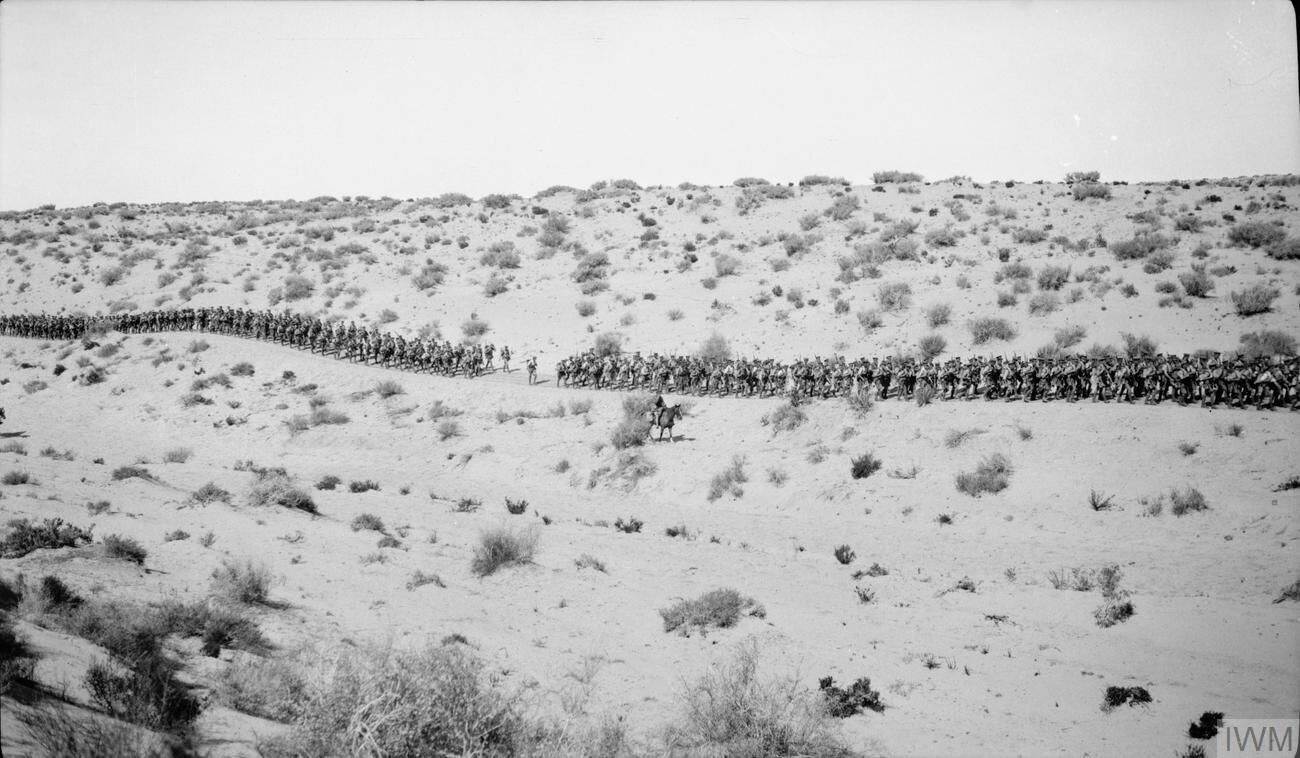
Febrer de 1917. Infanteria marxant per la carretera de xarxa de filferro a través del desert entre Bir el Mazar i Bardawil

Però només una setmana després de la partida de la 42a Divisió, una conferència anglofrancesa a Calais el 26 de febrer de 1917 va decidir animar tots els fronts en una sèrie d'ofensives a començar més o menys simultàniament amb l'inici de l'ofensiva de primavera al front occidental. Així, el Gabinet de Guerra Britànic i l'Oficina de Guerra van acceptar la proposta de Murray d'atacar Gaza, però sense substituir la divisió d'infanteria que va abandonar la zona ni rebre cap altre reforç. Ll'atac no va poder tenir lloc fins al 26 de març.
Mentre aquestes maquinacions polítiques anaven fent el seu curs, la Divisió Muntada d'ANZAC va tornar a Al-Arix, no lluny de la mar Mediterrània, on hi havia fàcil accés a abundant aigua dolça i subministraments. Durant aquest període de descans i recuperació molt necessari després de l'exigent campanya del desert dels deu mesos anteriors, els banys de mar, el futbol i la boxa juntament amb l'interès per l'avenç del ferrocarril i la canonada d'aigua van ser les principals ocupacions de les tropes des de principis de gener fins a les darreres setmanes de febrer de 1917.
A mesura que la màquina de guerra britànica va avançar a través de la península del Sinaí, la infraestructura i les guarnicions britàniques de suport van dominar amb força tot el territori que ocupaven. A finals de febrer de 1917, s'havien construït 624 km de ferrocarril (a raó d'1 quilòmetre al dia), 326 km de carreteres metàl·liques, 138 km de carreteres amb xarxes de filferro i 482 km de canonades d'aigua. La canonada va requerir tres grans plantes de bombeig que treballessin les 24 hores del dia a Kantara, prop d'un dipòsit de 27.300.000 litres. Per a l'ús local, les bombes forçaven l'aigua a través d'una canonada de 12 cm fins a Dueidar, a través d'una canonada de 15 cm cap a Pelusium, Romani i Mahemdia i mitjançant una canonada de 30 cm el subministrament principal es va estendre a través del desert des de l'estació de bombeig fins a l'estació de bombeig. A Romani, un dipòsit de formigó contenia 27.300.000 litres més, a Bir el Abd 22.700.000 litres, a Mazar 2.270.000 litres i un altre de 2.270.000 litres a Al-Arix. I amb el cap de la línia de ferrocarril a Rafah, Gaza estava llavors a només vint milles de distància, de cinc a sis hores per a la infanteria i les unitats muntades a peu i a dues hores de distància per als cavalls al trot.

### Els acords de Sykes-Picot i Saint-Jean-de-Maurienne
Quan es va plantejar per primera vegada la possibilitat d'una invasió britànica de Palestina, va ser necessari arribar a un acord amb França, que també tenia interès per Palestina i Síria. Ja el 16 de maig de 1916, Sir Mark Sykes, qui havia estudiat els problemes polítics de Mesopotàmia i Síria, havia acordat amb M. Picot, abans cònsol francès a Beirut, que Gran Bretanya ocuparia Palestina i França ocuparia Síria. També van acordar que un contingent francès de totes les armes s'adjuntaria a la Força Expedicionària Egípcia (EEF).
Els esforços inicials d'Itàlia per participar sobre el terreny a Palestina van ser rebutjats, però en un acord secret a Saint-Jean-de-Maurienne els seus aliats van prometre incloure-la en les negociacions sobre el govern de Palestina després de la guerra. El 9 d'abril de 1917 l'ambaixador d'Itàlia a Londres, Guglielmo Imperiali, finalment va rebre l'aprovació per enviar no més «d'uns tres-cents homes... només amb finalitats representatives» a Palestina. Al final, es van enviar 500 soldats d'infanteria. Això incloïa alguns Bersaglieri, les famoses plomes de gall fer que eren visibles a les fotografies de la caiguda de Jerusalem. El seu paper «principalment polític» era afirmar «prerrogatives eclesiàstiques hereditàries en relació amb les esglésies cristianes de Jerusalem i Betlem». A la tardor de 1918, Allenby estava disposat a acceptar més ajuda italiana, però tot i que el ministre d'Afers Exteriors italià, Sidney Sonnino, va fer promeses, no va enviar més tropes.

### Reorganització de la Força Oriental

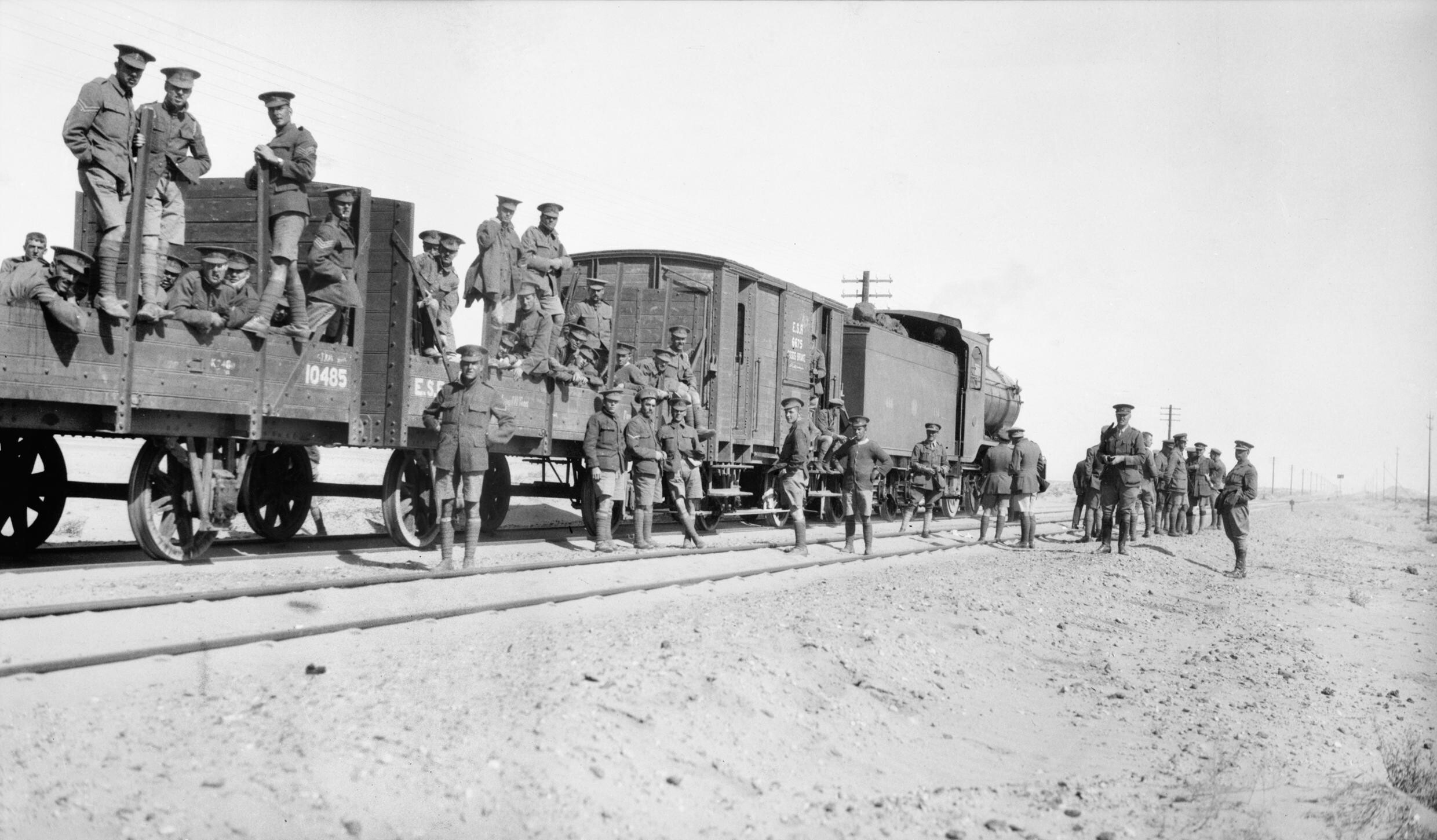
1/11è Batalló (County of London) del Regiment de Londres, 162a Brigada, 54a Divisió (East Anglian) aturada durant el viatge de Suez a Kantara

Amb la sortida de la 42a Divisió (East Lancashire) cap al Front Occidental, el seu lloc a Al-Arix va ser ocupat per la 53a Divisió (Welsh), que es va transferir de les funcions de guarnició a l'Alt Egipte després de la derrota dels Senussi. I la 54a Divisió (East Anglian), que havia estat a la Secció Sud de les Defenses del Canal de Suez, també es va traslladar cap a l'est fins a Al-Arix, mentre que la nova 74a Divisió (Yeomanry) s'estava formant a partir de les brigades de Yeomanry desmuntades a Egipte.
L'arribada de la 6a i la 22a Brigades Muntades del front de Salònica va provocar una reorganització de la Columna del Desert. En lloc d'agrupar les dues noves brigades amb la 4a Brigada de Cavalleria Lleugera (en procés de formació) i la 5a Brigada Muntada per formar la nova Divisió Muntada Imperial, (establerta el 12 de febrer de 1917 al Ferry Post del Canal de Suez sota el comandament del general major de l'exèrcit de l'exèrcit britànic HW Hodgson) es va transferir la 3a Brigada de Cavalleria Lleugera de la Divisió Muntada d'ANZAC, i la 22a Brigada Muntada recentment arribada es va adjuntar a la Divisió Muntada d'ANZAC.
Així, al març de 1917, el general Charles Dobell, el comandant de la Força Oriental, tenia la 52a (Lowland) i la 54a (East Anglian) Divisions i la Brigada del Cos de Camells Imperial directament al seu comandament i la Columna del Desert comandada per Chetwode, formada per la 53a Divisió (Welsh) comandada pel general major Dallas, la Divisió Muntada d'ANZAC comandada per Chauvel ara formada pel 1r i 2n Regiment de Cavalleria Lleugera, Rifles Muntats de Nova Zelanda i la 22a Brigada Muntada (Yeomanry), i la Divisió Muntada Imperial comandada per Hodgson, ara formada pel 3r i 4t Regiment de Cavalleria Leugera amb la 5a i 6a Brigades Muntades i dues Patrulles de vehicles lleugers. La 3a Brigada de Cavalleria Lleugera es va ressentir del canvi, ja que van perdre la connexió amb el seu servei a Gal·lipoli a través de l'antic nom d'ANZAC.
La Divisió Muntada Imperial va pujar des del Ferry Post per unir-se a la Columna del Desert al Burj, just després d'Al-Arix a la carretera de Gaza, entre el 28 de febrer i el 9 de març; la 3a Brigada de Cavalleria Lleugera a les seves ordres el 2 de març, i la Divisió Muntada Imperial sota les ordres de la Columna del Desert el 10 de març de 1917. La 4a Brigada de Cavalleria Lleugera, en procés de formació al Ferry Post, planejava sortir el 18 de març.
També es va reorganitzar el transport; les columnes de subministrament tirades per cavalls es van combinar amb els trens de camells perquè la Força Oriental pogués operar durant unes 24 hores més enllà de la línia del ferrocarril. Aquesta va ser una gran empresa; una brigada (i n'hi havia sis) de cavalleria lleugera en l'establiment de guerra estava formada per aproximadament 2.000 soldats així com una divisió d'infanteria; tots requereixen subministraments.

### Unitats de l'Imperi Otomà
Durant el mes de febrer, la intel·ligència britànica va informar de l'arribada a la regió de dues divisions de l'exèrcit otomà; la 3a Divisió de Cavalleria (del Caucas) i la 16a Divisió d'Infanteria (des de Tràcia). Es van unir a tres divisions d'infanteria a la zona; al llarg de la línia de 30 km de llarg entre Gaza i Beerxeba, el 4t Exèrcit tenia uns divuit mil soldats. Kress von Kressenstein va assignar algunes tropes tant a Gaza com a Beerxeba, però tenia la majoria en reserva a Tell el Xeria i Jemmameh, i a mitjans de març la 53a Divisió d'Infanteria de l'Exèrcit Otomà es dirigia cap al sud des de Jaffa per augmentar aquestes tropes. La guarnició de Gaza formada per set batallons podia reunir 3.500 rifles, companyies de metralladores i cinc bateries de 20 canons, amb el suport d'un esquadró de caces alemanys Halberstadt recentment arribats, que van superar els avions dels Aliats i van donar a l'exèrcit otomà domini de l'aire local.

Mapa otomà de la campanya del Sinaí i Palestina. c. 1917
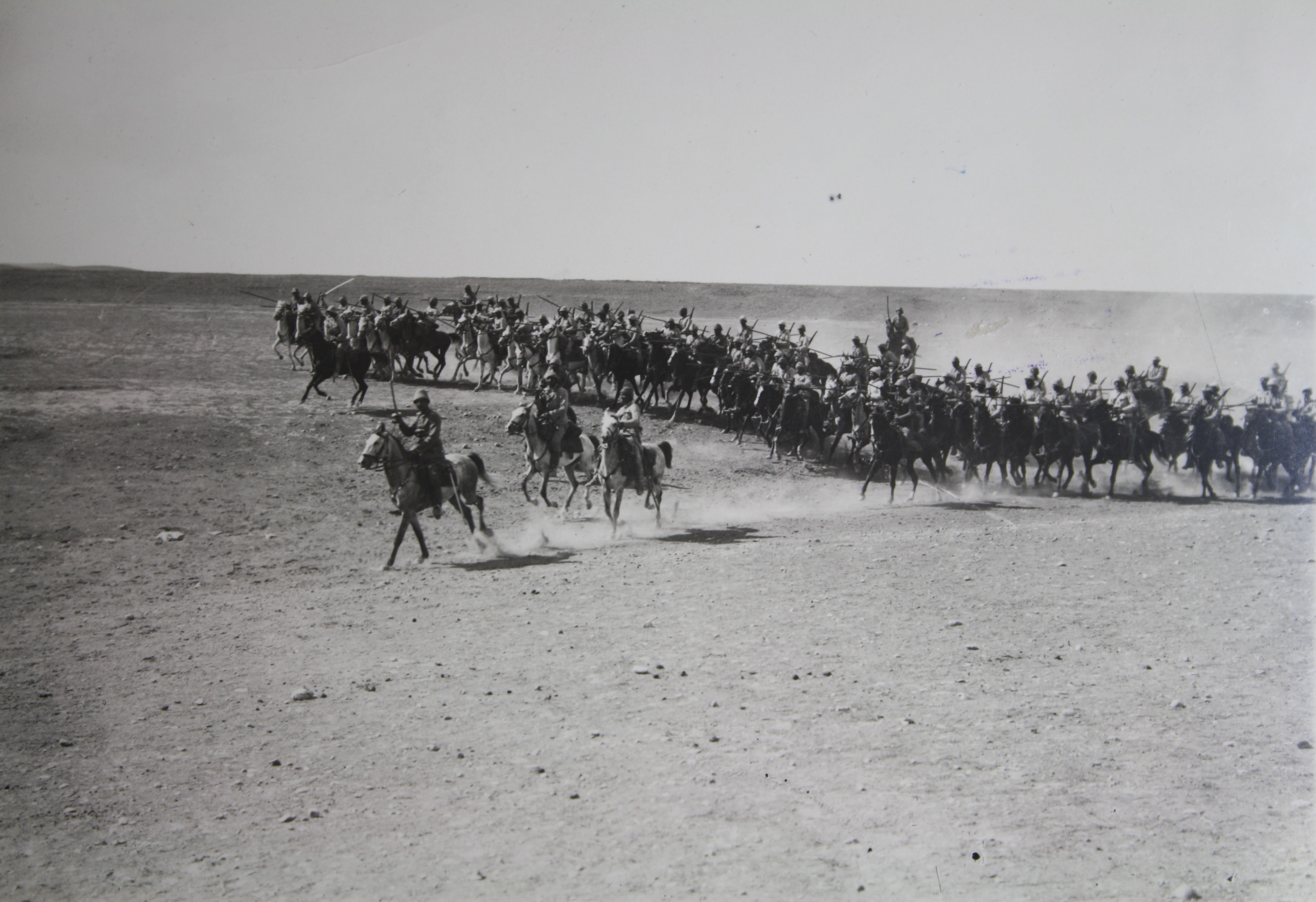
Unitat de cavalleria otomana durant un atac frontal durant la Primera Guerra Mundial a Israel

Es creia que l'exèrcit otomà tenia 7.000 rifles recolzats per metralladores pesades de campanya amb reserves a prop a Gaza i Tell el Xeria.
Entre la victòria de Rafah i finals de febrer, 70 desertors van entrar a les línies britàniques i es creia que això representava una petita proporció, ja que la majoria d'àrabs i sirians van desaparèixer a les ciutats i pobles de Palestina i Transjordània.

## La campanya de Gaza

### La primera batalla de Gaza (26 de març)

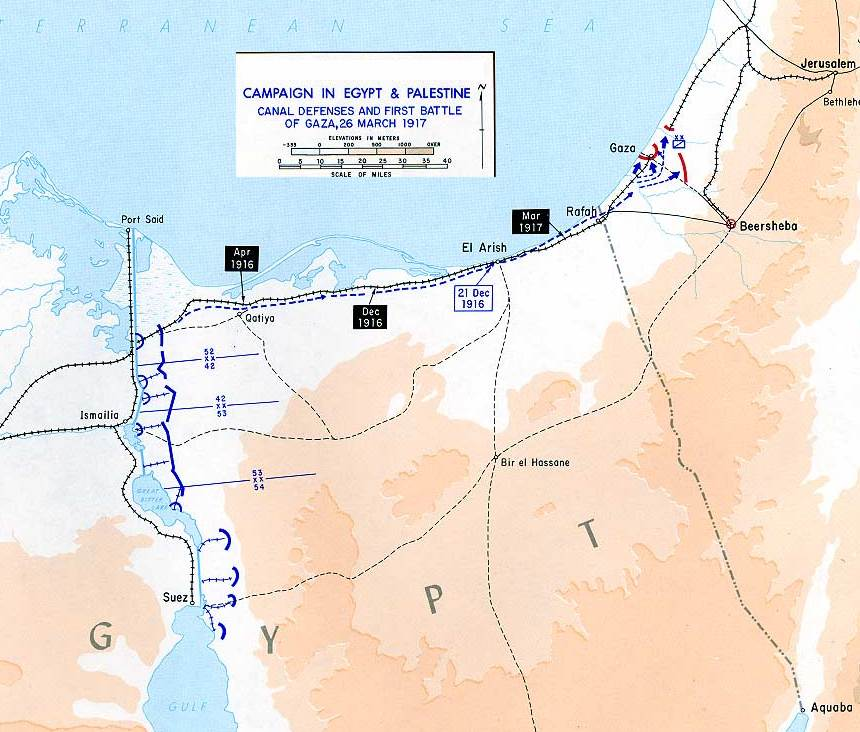
Assalt a Gaza el 1917 que mostra les defenses del canal de Suez i les línies de comunicació a la península del Sinaí

L'exèrcit otomà va cedir una petita àrea del sud de l'Imperi Otomà per retirar-se a Gaza, a la riba de la mar Mediterrània, amb grans guarnicions repartides per la zona fins a Beerxeba; al nord-est, est i sud-est a Hareira, Tel el Sheria, Jemmameh, Tel el Negile, Huj i Beerxeba.
Mentre que l'ANZAC de la Columna del Desert i les divisions muntades imperials en part formades van impedir que els reforços otomans avancessin per unir-se a la guarnició otomana a Gaza, el 26 de març, la 53a Divisió (Welsh) recolzada per una brigada de la 54a Divisió (East Anglian) va atacar els forts atrinxeraments, al sud del poble. A la tarda, després de ser reforçat per la Divisió Muntada d'ANZAC, l'atac de totes les armes va començar ràpidament a tenir èxit. Amb la majoria dels objectius capturats, la nit va aturar l'atac i es va ordenar la retirada abans que els comandants fossin plenament conscients dels guanys capturats.
El govern de Londres creia que els informes de Dobell i Murray indicaven que s'havia guanyat una victòria substancial i va ordenar a Murray que seguissin i capturés Jerusalem. Els britànics no estaven en condicions d'atacar Jerusalem, ja que encara havien de trencar les defenses otomanes a Gaza.

### Interrupció
| «                                                                                   | Hem traslladat el campament d'un turó sobre el poble de Deir Beulah a un lloc solitari al bosc a la vora d'un llac d'aigua dolça i prop del mar. Els arbres i els embulls de les enfiladisses i els arbustos més luxosos amaguen també algunes bateries de camp i centenars de tones d'obusos i grans explosius. Darrere nostre hi ha els nostres [vehicles] pesats i cavalleria i molt a prop davant la nostra infanteria atrinxerada amb qui estem en contacte. Absurdament a prop d'aquestes es troben les posicions, trinxeres i reductes turcs. Quan travessàvem la plana i una petita carena de turons fins a la meva nova posició el Diumenge de Rams, [1 d'abril] els obusos HE [alt explosiu] turcs caien amb força llibertat, però d'una manera aparentment més aviat sense rumb i el mateix foc desconegut es va mantenir durant tot dilluns. Els avions i els canons antiaeris estaven ocupats gairebé tot el temps mantenint un enrenou constant. L'endemà, dimarts 3 d'abril, els turcs van atacar i vaig tenir la sort de tenir una mena de seient davanter per a veure tot l'espectacle, inclosa la repulsa del seu embat d'infanteria. | » |
| — Joseph W. McPherson, Egyptian Camel Transport Corps. [McPherson 1985, p. 172-173] | |   |

Envoltat de palmeres i oliveres, Deir el Belah es troba a 5 km al nord-est de Khan Yunis i a 8 km al sud-oest de Gaza. Des de Deir el Belah va continuar la patrulla activa cap a Sharia i Beerxeba. Aquí la 1a Brigada de Cavalleria Lleugera es va incorporar a la Divisió Muntada d'ANZAC, es van emetre tres metralladores lleugeres Hotchkiss a cada esquadró, augmentant substancialment la potència de foc la infanteria muntada i es va dur a terme l'entrenament en el seu ús i de la màscara de gas. Deir el Belah es va convertir en el quarter general de la Força Oriental després que el principi de la línia de ferrocarril hi arribés el 5 d'abril i l'arribada de la 74a Divisió (Yeomanry) va augmentar la força a quatre divisions d'infanteria.
El general Murray va crear la impressió que la Primera Batalla de Gaza havia acabat millor del que havia ocorregut realment i que els defensors havien patit més, amb el cap de l'Estat Major Imperial William Robertson a Londres. La continuada lluita no concloent a França va fer que Murray fos animat el 2 d'abril a començar una ofensiva important; apuntar a Jerusalem, amb l'esperança d'aixecar la moral. El 18 d'abril era evident que l'ofensiva de Nivelle no havia tingut èxit, ja no es podia confiar en la nova Rússia democràtica per atacar els imperis alemany o otomà, alliberant-los per reforçar Palestina i Mesopotàmia, i la represa de la guerra sense restriccions dels submarins alemanys enfonsaven 13 vaixells britànics en un dia quan la mitjana durant el 1916 havia estat només de tres. Aquest malentès de la posició real al sud de Palestina «descansa directament en el general Murray perquè, tant si ho volgués com si no, la redacció dels informes justifica plenament la interpretació que se'ls dona».

### La segona batalla de Gaza (17-19 d'abril)
La Primera batalla de Gaza havia estat lliurada per les divisions muntades durant una «batalla de trobada» en què es va posar èmfasi en la velocitat i la sorpresa. Aleshores Gaza havia estat un lloc avançat guarnit per un fort destacament al flanc d'una línia que s'estenia cap a l'est des de la mar Mediterrània. Durant les tres setmanes entre la Primera i la Segona batalla de Gaza, la ciutat es va convertir ràpidament en el punt més fort d'una sèrie de posicions fortament arrelades que s'estenen fins a Hareira, 20 km a l'est de Gaza i al sud-est cap a Beerxeba. Els defensors otomans no només van augmentar l'amplada i la profunditat de les seves línies del front, sinó que van desenvolupar reductes forts que es recolzaven mútuament en un terreny defensiu ideal.
La construcció d'aquestes defenses va canviar la naturalesa de la Segona batalla de Gaza, lliurada del 17 al 19 d'abril de 1917, a un atac frontal d'infanteria a través de terreny obert contra trinxeraments ben preparats, amb tropes muntades en un paper de suport. La infanteria es va reforçar amb un destacament de vuit tancs Mark I juntament amb 4.000 cartutxos de gasos de 4,5 polzades. Els tancs es van desplegar al front per donar cobertura a la infanteria que avançava darrere d'ells, però a mesura que els tancs es van convertir en objectius, la infanteria també va patir. Dos tancs van assolir els seus objectius. Tot i que els obusos de gas van ser disparats durant els primers 40 minuts del bombardeig en una zona boscosa, sembla que van ser ineficaços.
La força de les fortificacions otomanes i la determinació dels seus soldats van derrotar la Força Fronterera Oriental (Eastern Frontier Force, EFF). La força de l'EEF, que abans de les dues batalles per Gaza podria haver recolzat un avanç cap a Palestina, ara estava delmada. Murray (al comandament de l'EEF) i Dobell (al comandament de la Força Oriental) van ser rellevats dels seus comandaments i enviats de tornada a Anglaterra.

### Estancament al sud de Palestina
D'abril a octubre de 1917 les forces otomanes i de l'Imperi Britànic van mantenir les seves línies de defensa des de Gaza fins a Beerxeba. Ambdós bàndols van construir atrinxeraments extensos, especialment forts on les trinxeres gairebé convergien, a Gaza i Beerxeba. Al centre de la línia, les defenses a Atawineh, a Sausage Ridge, a Hareira i a Teiaha es van recolzar mútuament. Donaven vistes a una plana gairebé plana, desproveïda de coberta, fent pràcticament impossible un atac frontal. Les línies de trinxeres s'assemblaven a les del front occidental, excepte que no eren tan extenses i tenien un flanc obert.

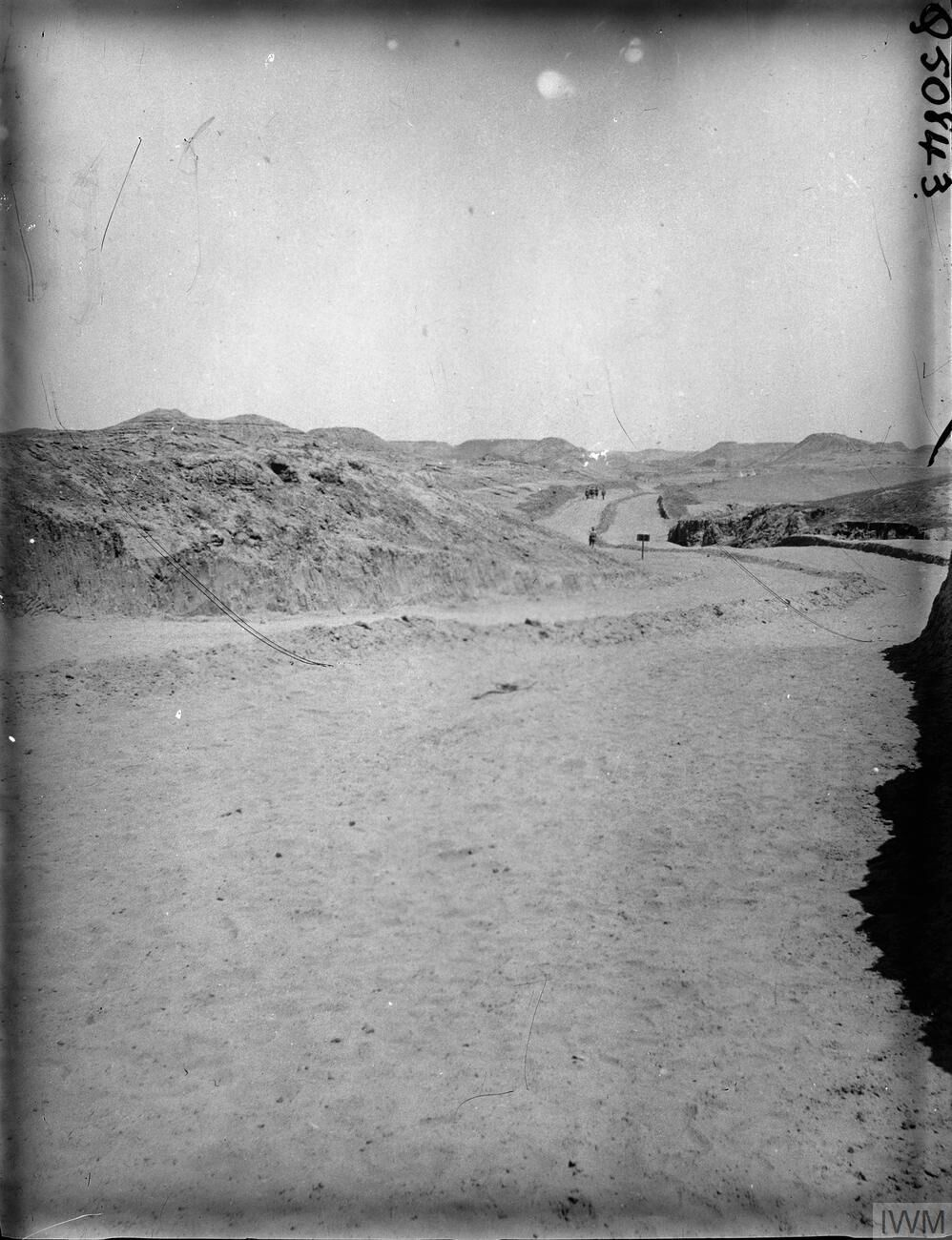
Carretera de Shellal
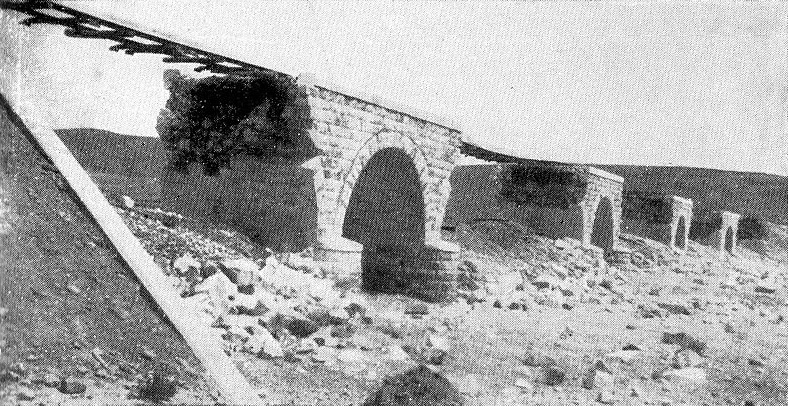
Part de les 15 milles de línia de ferrocarril destruides amb explosius el maig de 1917 pels enginyers de les Divisions Muntades d'ANZAC i Imperial i de la Brigada del Cos de Camells Imperial assistits per soldats

Ambdues parts van reorganitzar els seus exèrcits a Palestina durant l'estancament i van nomenar nous comandants. El Grup d'Exèrcits Yildirim (també conegut com a Grup d'Exèrcits Thunderbolt i Grup d'Exèrcits F) es va establir al juny, comandat pel general de l'Imperi alemany Erich von Falkenhayn. El general Archibald Murray va ser enviat de tornada a Anglaterra, substituït per Edmund Allenby al juny per comandar la Força Expedicionària Egípcia. Allenby va crear dos quarters generals separats, un es va quedar al Caire per administrar Egipte, mentre que el seu quarter general de batalla es va establir prop de Khan Yunis. També va reorganitzar la força en dos cossos d'infanteria i un cos de cavalleria. El 28 d'octubre de 1917 la força de ració de les tropes de combat de la Força Expedicionària Egípcia era de 50.000. Hi havia 70.000 egipcis més no acreditats.

#### Incursió al ferrocarril otomà
La línia principal de comunicació al sud des de Beerxeba fins a Hafir el Aujah i Kossaima va ser atacada el 23 de maig de 1917 quan seccions substancials de la línia de ferrocarril van ser demolides pels enginyers reials de les divisions muntades d'ANZAC i Imperial. Aquesta incursió va ser coberta per les dues divisions muntades, inclosa una demostració cap a Beerxeba.

#### La batalla de Buqqar Ridge
L'ocupació de Karm pels Aliats el 22 d'octubre de 1917 va crear un important punt de subministrament i aigua per a les tropes a la zona immediata. Per a les forces otomanes, l'establiment d'una estació de ferrocarril a Karm va posar en perill les posicions defensives conegudes com el Reducte de Hareira i el Sistema Rushdie, que va formar un baluard de presoners de guerra contra qualsevol acció aliada sota amenaça.
Per prevenir aquesta amenaça, el general Erich von Falkenhayn, el comandant del Grup Yildirim, va proposar un atac en dues fases. El pla deia un reconeixement en vigor des de Beerxeba el 27 d'octubre, seguit d'un atac total llançat pel 8è Exèrcit des de Hareira. Irònicament, aquesta segona fase es va programar per a la matinada del 31 d'octubre de 1917, el dia en què va començar la batalla de Beerxeba.

## L'ofensiva al sud de Palestina

### La batalla de Beerxeba (31 d'octubre)

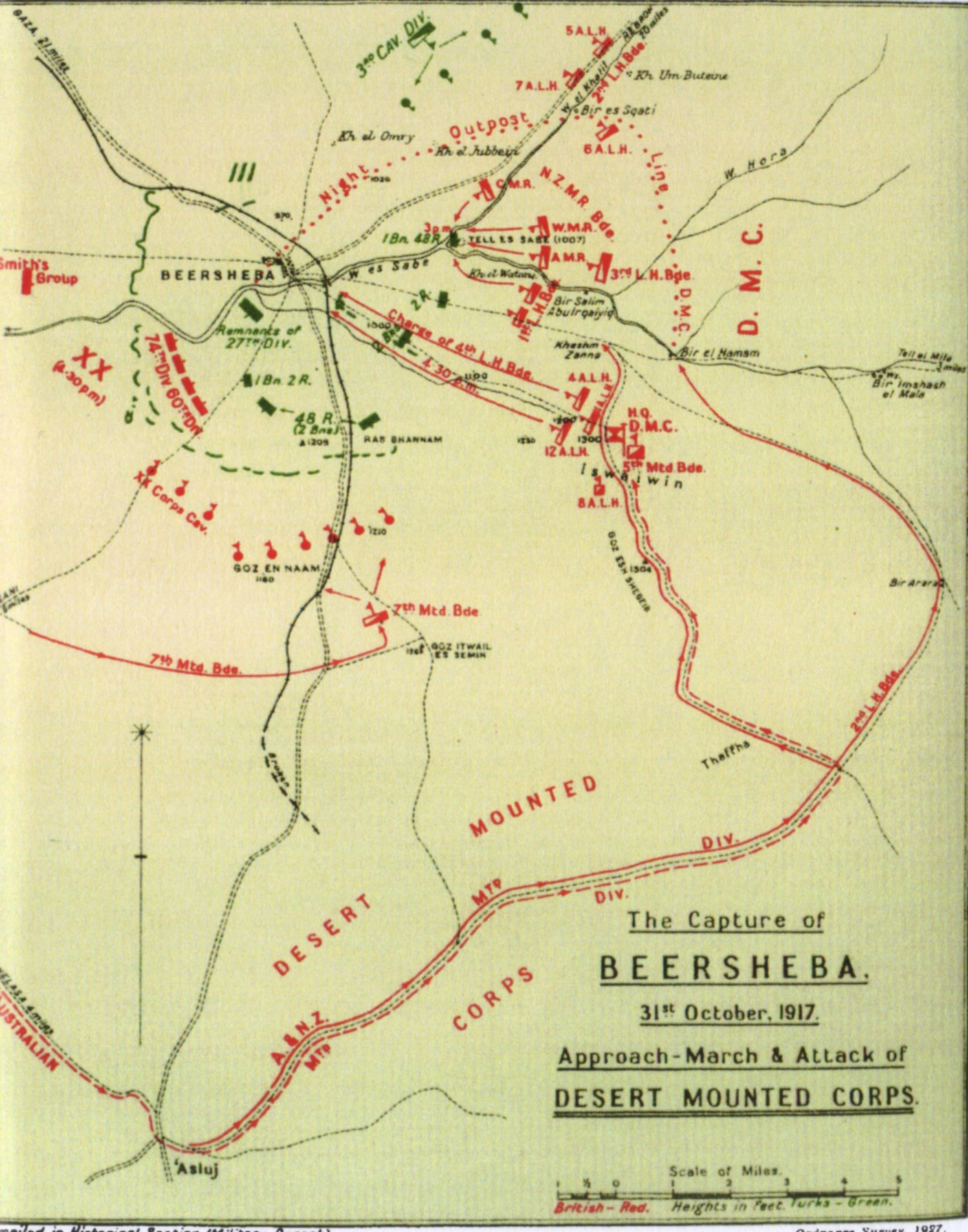
Marxes d'aproximació i atacs

L'ofensiva al sud de Palestina va començar amb l'atac a la seu del III Cos Otomà a Beerxeba. La ciutat estava defensada per 4.400 rifles, 60 metralladores i 28 canons de campanya, inclosos els regiments de llancers de cavalleria i d'infanteria. Es van desplegar en trinxeres ben construïdes protegides per algun filferro d'arç, reforçades per defenses fortificades al nord-oest, oest i sud-oest de Beerxeba. Aquest semicercle de defenses, comprenia reductes ben ubicats en una sèrie d'altures, fins a 6 km de la població. Aquests inclouen Tel el Saba, a l'est de Beerxeba, defensat per un batalló del 48è Regiment otomà i una companyia de metralladores. Van ser atacats per 47.500 rifles, a la 53a Divisió (Welsh) del XX Cos, la 60a Divisió (2/2a London) i la 74a Divisió (Yeomanry), amb la 10a Divisió (Irish) i la 1/2a Divisió de London Yeomanry adjunta, i uns 15.000 soldats a les divisions muntades d'ANZAC i d'Austràlia (Desert Mounted Corps).
Després d'amplis i complexos arranjaments per donar suport a l'avanç d'infanteria, les divisions 60a (2/2a London) i 74a (Yeomanry) havien d'atacar Beerxeba des de l'oest, mentre que la Divisió Muntada d'Anzac amb la Divisió Muntada Australiana a la reserva va atacar la ciutat des de l'oest a l'est, després de recórrer entre 40 i 56 km per encerclar Beerxeba. Els atacs d'infanteria van començar amb un bombardeig i la captura del Turó 1070 que va permetre als canons avançar per apuntar a les trinxeres que defensaven Beerxeba. Els intensos combats cos a cos van continuar fins a les 13:30h, quan es va capturar la línia de trinxeres otomanes al costat occidental de Beerxeba. Mentrestant, la Divisió Muntada d'ANZAC va avançar donant voltes a Beerxeba, per tallar la carretera al nord d'Hebron i Jerusalem per evitar l'arribada de reforços i retirar-se de Beerxeba, i va llançar el seu atac a Tel el Saba. Els defensors fortament atrinxerats a Tel el Saba van ser atacats inicialment per la Brigada de Rifles Muntats de Nova Zelanda, però a les 10:00h havien estat reforçats per la 1a Brigada de Cavalleria Lleugera. Més tard, la 3a Brigada de Cavalleria Lleugera (Divisió Muntada Australiana) va rebre l'ordre de reforçar l'atac de la Divisió Muntada d'ANZAC contra aquesta posició otomana, però abans que poguessin posar-se en posició va començar un atac general a les 14:05h, que va resultar en la captura de Tel el Saba a les 15:00h.
Es van emetre ordres per a un atac general a Beerxeba per part de la 1a i 3a Brigades de Cavalleria Lleugera i la 4a Brigada muntada de Cavalleria Lleugera. Quan els esquadrons líders del 4t Regiment de Cavalleria Lleugera Victòria i el 12è Regiment de Cavalleria Lleugera Nova Gal·les del Sud, precedits pels seus exploradors entre 64-73 m per davant, es trobaven a l'abast dels fusellers otomans a defenses «directament al seu camí», una sèrie de cavalls van ser colpejats per un foc ràpid sostingut. Mentre el 4t Regiment de Cavalleria Lleugera atacava aquestes fortificacions desmuntades després d'assaltar les trinxeres, la major part del 12è Regiment de Cavalleria Lleugera del flanc esquerra va cavalcar per un buit a les defenses per cavalcar cap a Beerxeba per capturar la guarnició.

### Després de la captura de Beerxeba
| «                                                     | [Allenby, haurieu] de pressionar els turcs que us oposen al màxim dels vostres recursos per forçar l'enemic a desviar tropes a Palestina i així alleujar la pressió sobre Maude i aprofitar la situació àrab. A l'hora de decidir fins a quin punt podreu dur a terme la política amb seguretat, us guiarà pel fet que és improbable un augment de les forces de què disposeu. | » |
| — Robertson a Allenby, rebut el 2 de novembre de 1917 | |   |

De l'1 al 6/7 de novembre fortes rereguardes otomanes a Tel el Khuweilfe a les Muntanyes de Judea, a Hareira i Sheria a la plana i a Sausage Ridge i Gaza a la costa mediterrània van mantenir la Força Expedicionària Egípcia en forts combats. Durant aquest temps, els exèrcits otomans van poder retirar-se en bon ordre coberts per fortes guarnicions de rereguarda, que ells mateixos van poder retirar-se a cobert de la foscor la nit del 6/7 de novembre. La càrrega de la cavalleria britànica Yeomanry a Huj va ser llançada contra una rereguarda otomana el 8 de novembre. Allenby va ordenar a la Força Expedicionària Egípcia que avances i captures el 7è i 8è exèrcit otomà en retirada, però les fortes rereguardes els van impedir.

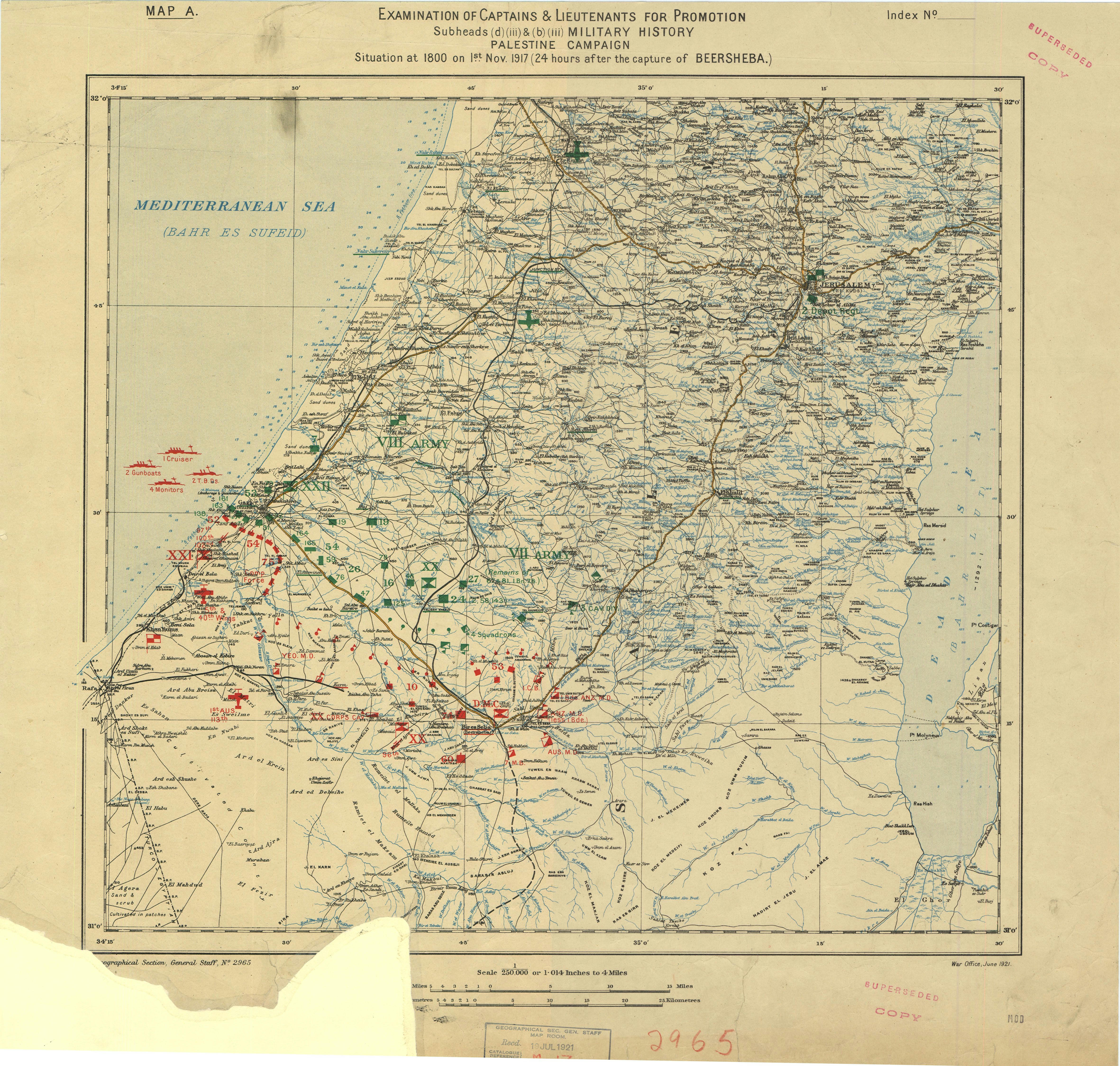
Situació militar immediatament anterior a la publicació de la Declaració Balfour
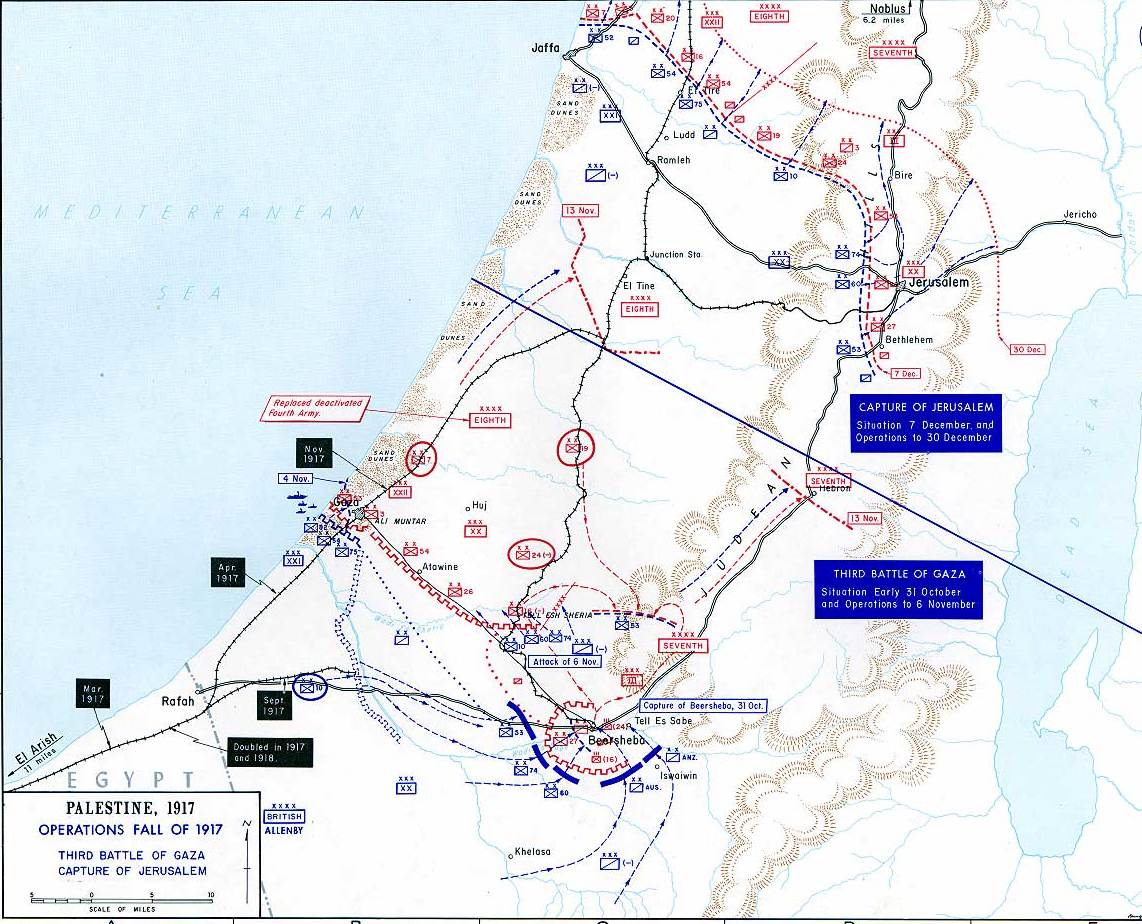
L'ofensiva d'Allenby, novembre-desembre de 1917

La batalla de Tel el Khuweilfe va ser un «important espectacle secundari de l'enfonsament de tot el front turc des de Gaza fins a Beerxeba», ja que va desviar les reserves otomanes cap a l'àrea de Khuweilfe, evitant que s'utilitzessin per enfortir el centre de la línia otomana a Hareira i Sheria. També va amenaçar amb un atac a Jerusalem i va fer pressió sobre el comandament otomà, que va moure forces considerables cap a l'est des de Sheria, per reforçar la defensa de la carretera de Jerusalem i Tel el Khuweilfe, massa lluny per venir en ajuda de Gaza. En debilitar la força que defensava Sheria, es va fer possible que dues divisions d'infanteria i el Desert Mounted Corps, tot el que es podia desplegar tan lluny de la base, atacassin les forces otomanes restants, «per derrotar-la i perseguir-la, i portar-la cap al nord fins a Jaffa».

### Avanç cap a Jaffa i les Muntanyes de Judea
Un intent el 12 de novembre de quatre divisions del 8è Exèrcit otomà de contraatacar i aturar l'avanç britànic davant de la vital estació d'encreuament (Wadi Sara) al ferrocarril de Jaffa-Jerusalem, va ser realitzat per la Divisió Muntada Australiana reforçada amb dues brigades addicionals.
El 13 de novembre, la Força Expedicionària Egípcia va atacar una força otomana de 20.000 persones desplegades en una línia defensiva construïda precipitadament però naturalment forta. L'atac principal el van dur a terme les divisions 52a (Lowland) i 75a del XXI Cos al centre amb la Divisió Muntada Australiana al flanc dret i les divisions muntades d'ANZAC i Yeomanry a l'esquerra. La infanteria al centre es va imposar recolzada per una càrrega de cavalleria de la 6a Brigada Muntada (Divisió Muntada Yeomanry). I el 14 de novembre la Brigada de Rifles Muntats de Nova Zelanda va derrotar una important rereguarda; la 3a Divisió d'Infanteria otomana a Ayun Kara. Els efectes combinats d'aquesta sèrie de fracassos devastadors de l'exèrcit otomà van ser veure com el seu 8è Exèrcit renunciava a Jaffa i es retirava a través del Nahr el Auja mentre el seu 7è Exèrcit es retirava a les Muntanyes de Judea per defensar Jerusalem. S'havien retirat aproximadament 50 km, perdent 10.000 presoners i 100 canons i patint nombroses baixes.

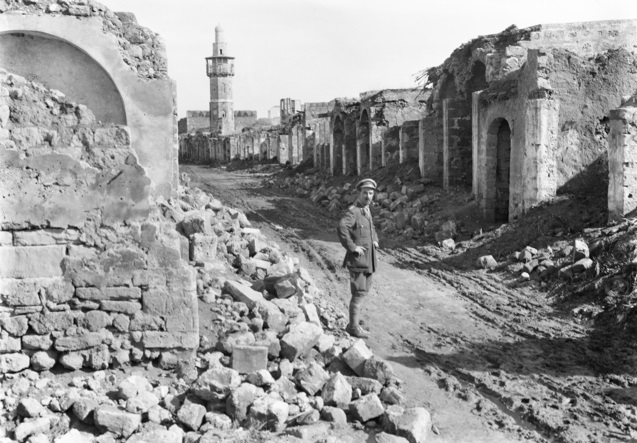
Gaza en ruïnes, febrer de 1918
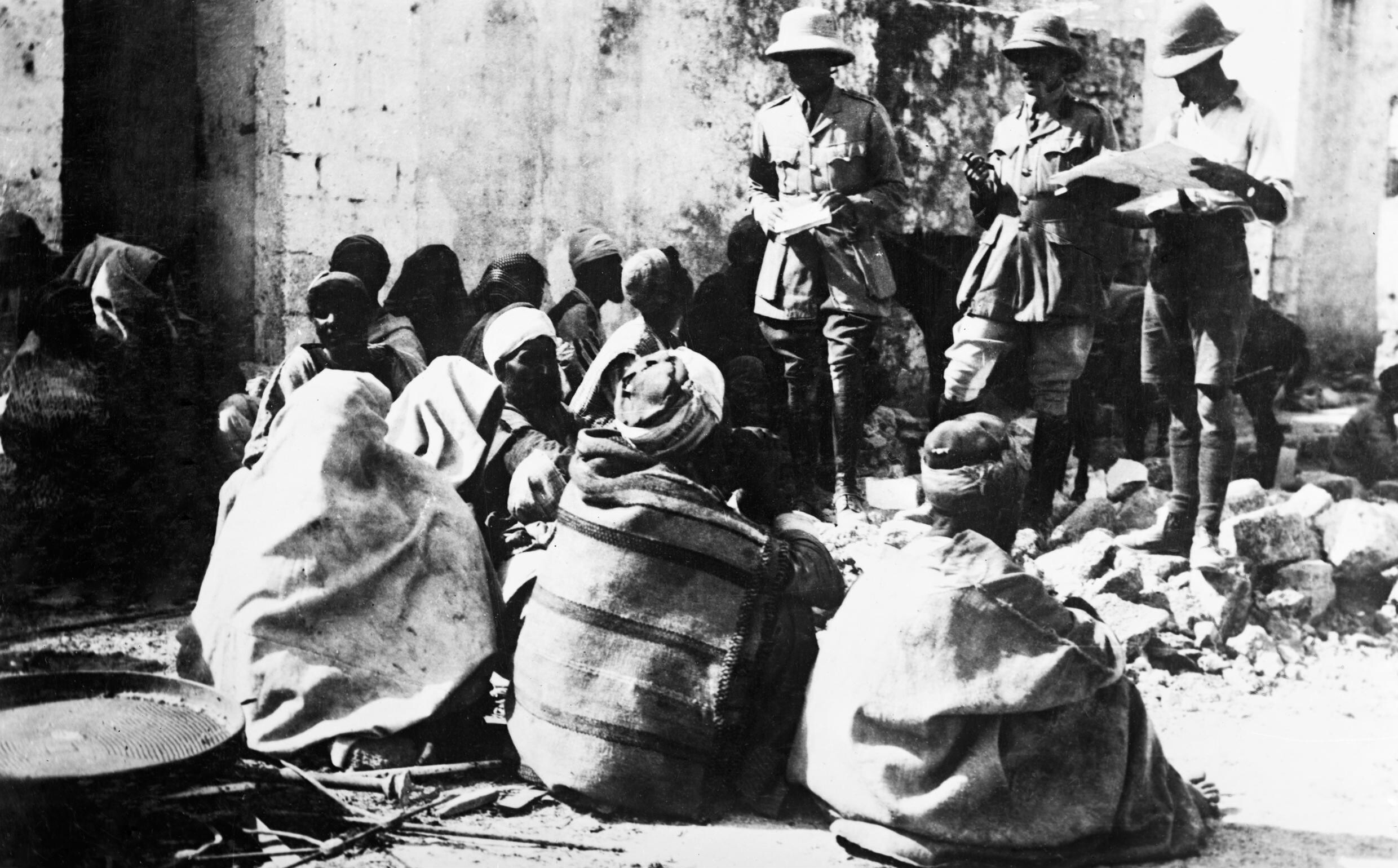
Novembre de 1918. Un oficial britànic interroga els habitants d'un poble capturat durant l'avanç

Durant la primera ofensiva de la Força Expedicionària Egípcia d'octubre a novembre de 1917, els australians ferits van ser tractats principalment als 1.040 llits de l'Hospital General Australià núm. 14 de la caserna d'Abbassia, El Caire. Tot i que l'Hospital Estacionari Australià núm. 2 de Moascar estava organitzat, equipat i dotat de personal per a qualsevol tipus de treball mèdic o quirúrgic, la Força Expedicionària Egípcia va continuar sent atesa a l'Hospital de Camp Clearing pels Serveis Mèdics de Defensa britànic. El novembre de 1917 va ser traslladada la secció venèria de l'Hospital General núm. 14.

### La presa de Jerusalem
Les operacions de Jerusalem van començar amb la batalla de Nebi Samwill lliurada entre el 17 i el 24 de novembre, van ser continuades per la filial Batalla de Jaffa entre el 21 i el 22 de desembre i van acabar amb la defensa de Jerusalem del 26 al 30 de desembre de 1917. Aquestes batalles van ser finalment lliurades amb èxit pel cossos XX, XXI i el Cos Muntat del Desert contra el 7è Exèrcit otomà a les Muntanyes de Judea i el seu 8è Exèrcit. Les línies de batalla s'estenen des del nord de Jaffa (a la mar Mediterrànea) a través de les Muntanyes de Judea fins a Al-Bireh i a l'est del Mont de les Oliveres.
El camp de batalla sobre el qual es va lliurar la batalla de Nebi Samwil va continuar objecte d'atacs i contraatacs fins a principis de desembre quan Jerusalem va ser ocupada pels britànics. Els combats també van continuar als voltants d'Al-Bireh i la principal línia de subministrament otomana que recorre la carretera de Jerusalem a Nablus al nord de la ciutat.

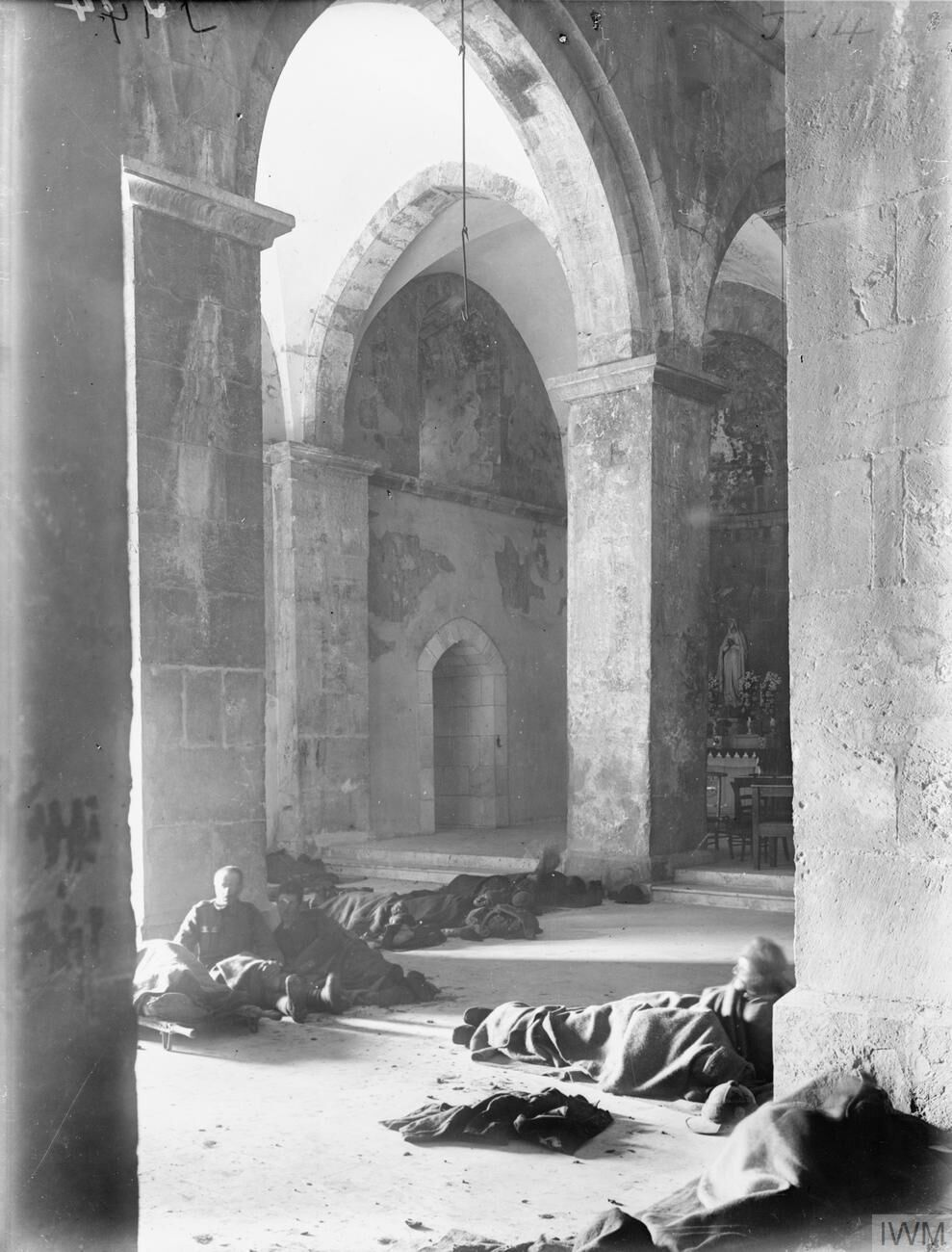
Ferits del 5è Batalló d'Infanteria Lleugera Somerset i del 4t Batalló del Regiment Wiltshire en un hospital de campanya situat al monestir de Kuryet el Enab que la 75a Divisió va capturar el 20 de novembre de 1917
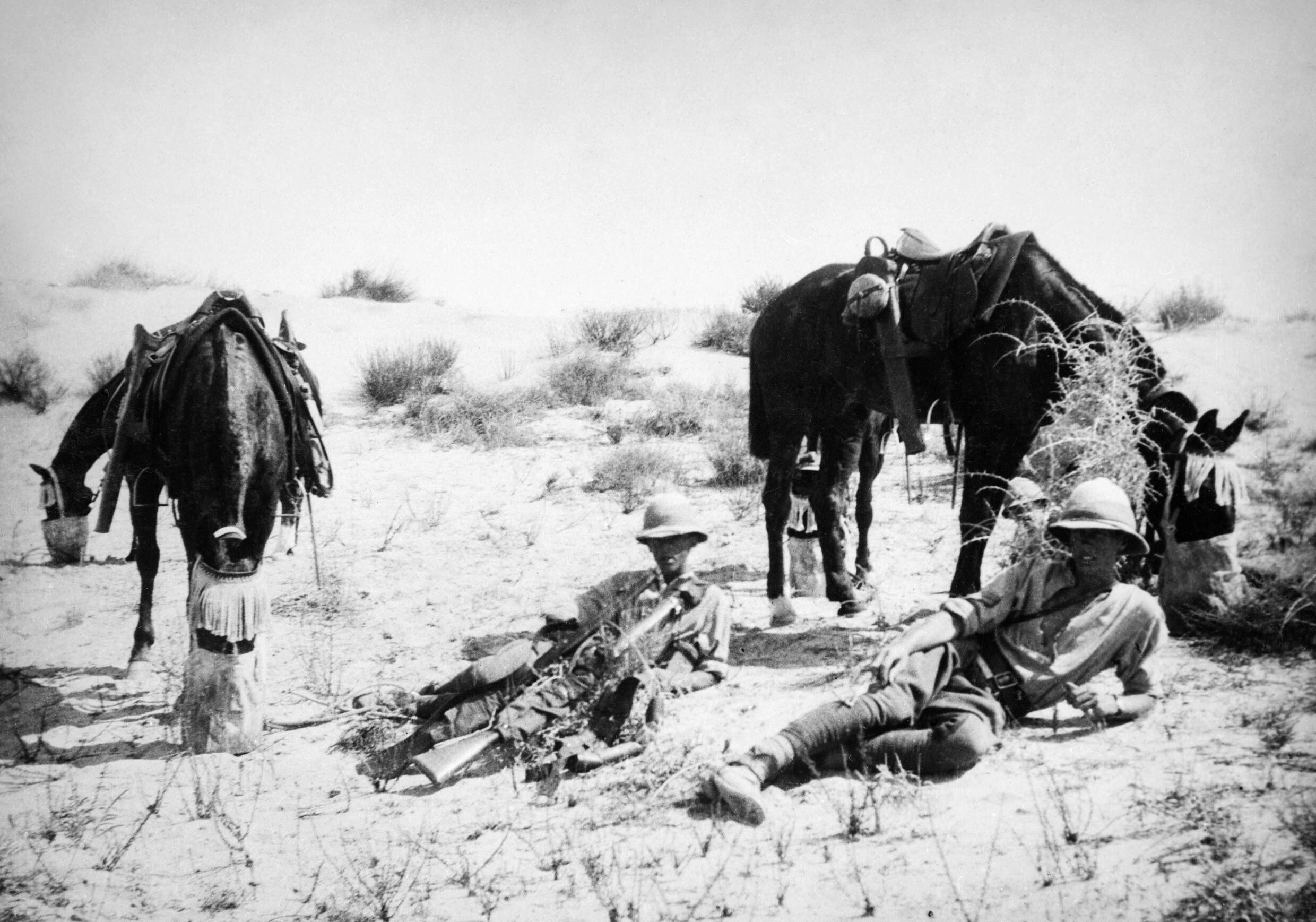
Patrulla Yeomanry el 1918 durant un descans al desert

Després que l'exèrcit otomà hagués evacuat Jerusalem, la ciutat va ser ocupada el 9 de desembre de 1917. Aquest va ser un esdeveniment polític important per al govern britànic de David Lloyd George, un dels pocs èxits reals als quals els britànics van poder assenyalar després d'un any de amargues decepcions al Front Occidental.
Al costat otomà, aquesta derrota va marcar la sortida de Djemal Paixà, qui va tornar a Istanbul. Djemal havia delegat el comandament real del seu exèrcit a oficials alemanys com von Kressenstein i von Falkenhayn més d'un any abans, però ara, derrotat com Enver Paixà havia estat a la batalla de Sarighamish, va renunciar fins i tot al comandament nominal i va tornar al capital. Faltava menys d'un any perquè fos forçat a sortir del govern. Falkenhayn també va ser substituït, el març de 1918.

## Hivern de 1917-1918

### L'administració del territori capturat
Quan Allenby va assumir per primera vegada el comandament de la Força Expedicionària Egípcia, es va unir ràpidament a l'exèrcit sobre el camp deixant els problemes polítics i administratius relacionats amb el Mandat egipci a una persona designada pel Govern britànic amb un personal adequat. L'àrea del territori antigament otomà ara sota ocupació també requeria una gestió, i amb l'aprovació del govern, Allenby va nomenar un administrador en cap per a Palestina. Va dividir el país en quatre districtes: Jerusalem, Jaffa, Majdal i Beerxeba, cadascun sota un governador militar. Sota aquesta administració es van cobrir les necessitats immediates de la gent, es van importar i distribuir grans de llavors i bestiar, es va disposar de finançament en condicions fàcils a través dels banquers de l'Exèrcit, es va establir una moneda estable i es van restablir els serveis postals.
El 15 de gener de 1918, Allenby va informar al Directori d'Intel·ligència Militar britànic sobre les actituds davant l'ocupació de Jerusalem. L'informe relatava que els musulmans no estavencontents en la seva majoria, mentre que els partidaris de Xerif estaven genuïnament satisfets però preocupats per la influència jueva. L'actitud dels beduïns des de l'est de Jerusalem fins a Bir El Saba (Beerxeba) va variar; alguns eren insatisfactoris però la protecció dels llocs sagrats musulmans es va acceptar generalment com a satisfactòria. Els jueus estaven encantats pel suport que contenia la Declaració Balfour per al sionisme i els cristians estaven contents amb l'ocupació.
Allenby estava sota pressió per establir administracions estrangeres a Palestina. El representant francès a Palestina, Picot, ja estava pressionant per participar en l'administració d'un protectorat francès a Terra Santa impulsant a assumir els drets i dignitats a l'Església que el representant francès gaudia abans de la guerra. La seva presència i el seu comportament van ser ressentits pels italians i els representants de l'església es van enfadar. Allenby era conscient que a Jerusalem sacerdots enfadats arribaven a cops als Llocs Sants de tant en tant. Va insistir que, tot i que es requeria l'administració militar, només havia de ser sota el Comandant en Cap Britànic.

### Consolidació dels territorials guanyats per la Força Fronterera Oriental
El temps començava a millorar i es van reparar i millorar les vies de ferrocarril i carreteres. Una línia lateral de comunicació al nord de la carretera de Jaffa a Jerusalem va requerir la reconstrucció completa de la via d'Amwas a Beit Sira per part del Cos Obrer egipci. La línia d'ample estàndard va arribar a Lod i es trobava a 250 m de la seu d'Allenby, a 2 km a l'oest de Ramla. Va escriure el 25 de gener: «Vull ampliar el meu dret, per incloure Jericó i el nord de la Mar Morta». El 3 de gener, dos avions australians van descobrir vaixells que transportaven blat de moro i fenc produïts a les planes a l'est i al sud-est de la Mar Morta per a les forces d'Amman. Les embarcacions que es movien des de Ghor el Hadit (darrere de Point Costigan) i Rujm el Bahr a l'extrem nord de la mar van ser bombardejades i ruixades amb bales per l'avió australià que va tornar una vegada i una altra fins que el servei de vaixells es va aturar.
Els següents moviments estratègics d'Allenby van ser estendre el seu dret per incloure Jericó, després travessar el riu Jordà i avançar cap a Amman i destruir 10-15 km del ferrocarril del Hijaz per aïllar les forces otomanes prop de Medina i fomentar més aixecaments àrabs.
Tota la base d'operacions avançada britànica s'havia traslladat al nord, des de Deir el Belah fins al nou inici de la línia del ferrocarril, i a Ramla; el quarter general del Director de Serveis Mèdics també era el quarter general del comboi d'ambulàncies motoritzades. S'havien establert tretze estacions d'atenció de víctimes i hospitals situats al llarg de les línies de comunicació des de Jaffa i Jerusalem fins a Kantara, i el març de 1918 els trens ambulàncies van arribar a Kantara des de Lod.

### «Occidentals»contra«Orientals»
A finals de 1917 s'havien assolit tots els objectius de la campanya de la presa de Jerusalem; les operacions otomano-alemanyes contra Bagdad s'havien frustrat, les últimes reserves de soldats otomans estaven compromeses i la moral de la nació britànica s'havia reforçat.
El primer ministre del Regne Unit, David Lloyd George, va voler fer fora de la guerra l'Imperi Otomà l'any 1918. La 7a Divisió (Meerut) de Mesopotàmia ja va rebre l'ordre d'anar a Palestina i n'hi havia molts que estaven preocupats que si hi havia forces importants desviades del Front Occidental cap a Palestina, Anglaterra podria protegir les seves colònies però perdre la guerra.
Els «occidentals» van argumentar que el cor real de l'Imperi Otomà, Istanbul, encara es trobava a centenars de quilòmetres des d'un avanç fins a Damasc o fins i tot Alep, i si l'Imperi Otomà veiés que al mateix temps Alemanya envaia França, no n'hi hauria prou per forçar l'Imperi Otomà per a que abandonès la guerra. Amb Rússia fora de la guerra, els Dardanels ja no eren un objectiu per a l'Imperi Britànic, ja que l'accés a la flota russa ja no tenia cap importància.
Els «orientals» van acceptar que era essencial mantenir les forces a França i Bèlgica al Front Occidental, però que ja eren suficients per mantenir el front intacte. Van argumentar que «rendir la iniciativa arreu i concentrar-se en una política de defensa purament passiva al llarg de tota la línia de batalla era un consell de desesperació». Alemanya tindria una breu finestra d'oportunitat gràcies a l'armistici entre Rússia i Alemanya, per atacar les forces aliades al Front Occidental abans que els Estats Units, que ja havien entrat a la guerra poguessin aportar nombre suficient per acabar amb la guerra contra Alemanya. Però els «orientals» van afirmar que durant dos anys de guerra els Aliats van tenir una superioritat en nombre i material superior al nombre que els alemanys podien portar des del front rus i no havien assolit trencar les línies alemanyes. Van argumentar que el teatre d'operacions de Palestina podria ser un malbaratament de transport marítim, però el Front Occidental era un malbaratament de vides; que seria una bogeria portar tropes experimentades de Palestina on es podria guanyar una victòria decisiva per morir en la guerra de trinxeres.
El 13 de desembre de 1917 el Gabinet de Guerra britànic va ordenar a l'Estat Major que considerés dues polítiques; la conquesta de Palestina que implica un avanç d'uns 100 km o un avanç fins a Alep per tallar les comunicacions otomanes amb Mesopotàmia. El 14 de desembre, Allenby va informar que la temporada de pluges evitaria nous atacs durant almenys dos mesos.
L'aprovació qualificada del Consell Suprem de Guerra per a una ofensiva decisiva per aniquilar els exèrcits otomans i aixafar la resistència estava continguda a la Nota Conjunta núm. 12. Es va afirmar que la destrucció de l'Imperi Otomà «tindria resultats de gran abast sobre la situació militar general». A principis de febrer de 1918, el general Jan Christiaan Smuts (membre del Gabinet de Guerra Imperial) va ser enviat per parlar amb Allenby sobre la implementació de la Nota Conjunta. Els francesos van imposar una qualificació important a la Nota Conjunta; que no es podien enviar tropes britàniques desplegades en França a la Força Expedicionària Egípcia. Smuts va informar a Allenby que la intenció era reforçar la Força Expedicionària Egípcia amb una i possiblement una segona divisió de cavalleria índia que es trobaven a França, tres divisions de Mesopotàmia i més artilleria i avions. Smuts també va suggerir creuar el Jordà, capturar el ferrocarril del Hijaz i utilitzar-lo per flanquejar Damasc.

## Operacions a les Muntanyes de Judea
També coneguda com la Batalla de Turmus 'Aya, aquesta acció lliurada entre el 8 i el 12 de març va empènyer la primera línia de la Força Expedicionària Egípcia des de la mar Mediterrània fins a Abu Tellul i Mussalabeh, a la vora de la vall del Jordà cap al nord. El flanc dret d'Allenby era segur però no era prou ample per donar suport a les operacions planejades a través del Jordà fins al ferrocarril del Hijaz; calia més territori per donar més profunditat. Durant aquesta operació, un avanç general en un front de 14-26 km i fins a un màxim de 5-7 km de profunditat tant del XX com del XXI Cos va empènyer els 7è i 8è exèrcits otomans al nord des del riu Auja a la costa mediterrània, des d'Abu Tellul i Mussallabeh a la vora de la vall del Jordà i pujant per la carretera de Jerusalem a Nablus capturant Ras El Ain.

### L'acció de Berukin (9-11 d'abril)

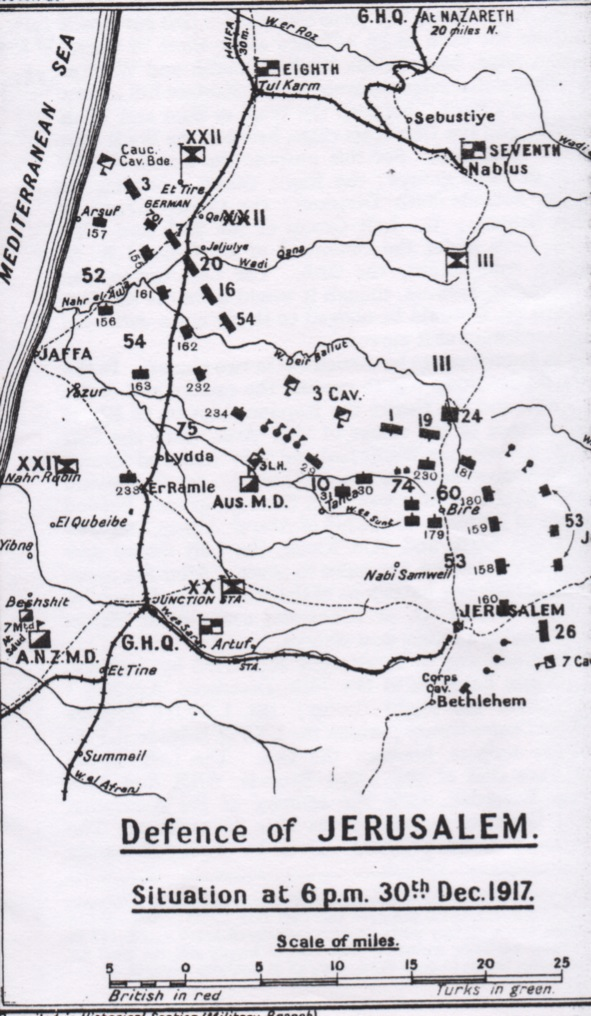
El croquis del mapa 21 de Cyril Falls mostra la posició de la primera línia abans de la presa de Jericó

El general Allenby tenia la intenció de seguir el tall del ferrocarril del Hijaz a Amman amb un avanç cap a Tulkarem i Nablus i, malgrat el fracàs de l'atac d'Amman, va continuar amb els plans per capturar Tulkarem.
Conegut per l'exèrcit otomà com l'acció de Berukin, l'atac entre el 9 i l'11 d'abril estava previst que comencés amb la 75a Divisió capturant els pobles de Berukin, Sheikh Subi i Ra-fat juntament amb els terrenys alts d'Arara. Aleshores, la 7a Divisió (Meerut) avançaria 2 km en un front de 5 km i prepararia posicions de canons des d'on bombardejar Jaljulia i Tabsor. Les divisions 54a i 75a avançarien llavors cap al Wadi Qarna amb el seu flanc esquerre cap a Qalqilye i Jaljulye amb la 54a Divisió (East Anglian) escombrant cap a l'oest al llarg de les defenses otomanes fins a Tabsor. Tan aviat com Jaljulye i Qalqilye fossin eliminats, la Divisió Muntada d'Austràlia es dirigiria amb força cap a Et Tire i perseguiria enèrgicament les unitats otomanes en retirada fins a Tulkarem.
L'atac preliminar de la 75a Divisió, llançat a les 05.10h del 9 d'abril, es va enfrontar amb una forta resistència otomana recolzada per tres bateries de campanya alemanyes i els batallons alemanys estaven actius en contraatacs amb morters i metralladores.
Les tres brigades d'infanteria van dur a terme l'assalt inicial en línia contra Berukin, El Kufr, Ra-fat i Three Bushes Hill que van ser capturats amb èxit, mentre que Berukin va ser finalment capturat a les 16.00h. El retard en la captura de Berukin va frenar l'atac de les altres brigades d'infanteria i va donar temps als defensors alemanys i otomans per reforçar les seves defenses, i com a resultat els atacs a Mogg Ridge, Sheikh Subi i Arara es van ajornar fins a l'endemà. Durant la nit hi va haver contraatacs gairebé constants, però l'atac va continuar a les 06.00h del 10 d'abril quan els 2/3rs Gurkhas (232a Brigada) van arribar a la vora oest de Mogg Ridge. Els combats aquí van continuar tot el dia i a Sheikh Subi l'atac es va trencar, mentre que més a l'oest l'atac a Arara a les 09.30h havia estat parcialment reeixit. Gairebé la totalitat de Mogg Ridge va ser finalment capturada, però va ser contraatacada amb èxit, la infanteria alemanya i otomana va ser capturada per la defensa britànica decidida i un fort bombardeig d'artilleria britànica que els va impedir seguir el seu èxit. De nou durant la nit els determinats contraatacs otomans i alemanys van continuar i van tenir èxit parcial. L'11 d'abril estava clar que la defensa s'enfrontaria a tots els atacs i va decidir que el cost de continuar seria massa alt, però durant els següents set dies va continuar un duel d'artilleria de llarg abast entre canons britànics i otomans/alemanys. Finalment, el 21 d'abril, el turó de Three Bushes va ser evacuat mentre Berukin, El Kufr i Ra-fat van ser retinguts i consolidats, inclòs el sortint de Ra-fat.
Al final dels dos dies de lluita cos a cos, la 75a Divisió encara havia d'assolir els seus objectius i tenia dificultats per aguantar el poc que havia guanyat a causa del cansament i de la disminució de tropes. Tres dies de lluita del 9 a l'11 d'abril van demostrar una vegada més que a les Muntanyes de Judea les metralladores alemanyes i otomanes podien fer qualsevol avanç lent i costós.
Aquesta acció de Berukin es va produir en un tram de la línia que passaria a formar part de l'ofensiva final cinc mesos més tard, quan l'atac d'infanteria pivotaria sobre el sortint de Ra-fat que en aquell moment seria ocupat pel Détachement Français de Palestine et de Syrie. En aquest cas, les pèrdues van ser importants: 1.500 baixes britàniques amb uns 200 otomans morts al camp de batalla i 27 presoners otomans i alemanys.

### L'estiu a les Muntanyes de Judea
Durant l'estiu de 1918 el focus principal de la guerra va ser, naturalment, el front occidental; el Cap de l'Estat Major General (CIGS) de l'Oficina de Guerra de Londres només podia oferir a Allenby homes per a construir ferrocarrils, i un possible augment d'enviaments per augmentar els subministraments d'Allenby. Sir Henry Wilson tenia un pla per ampliar els ferrocarrils després del col·lapse de l'Imperi Otomà. «Vull veure Alep unida a Mossul unida a Bakú unida als Urals unida a l'exèrcit japonès; i des d'aquesta base un avanç contra els Boches».
En aquest moment, la línia del front s'estenia des de la mar Mediterrània fins a la mar Morta. Des de mitjans de maig fins aproximadament a mitjans d'octubre, el país per on passava la línia estava pràcticament sec, però les temperatures podien variar molt. A la plana marítima el clima és gairebé subtropical, amb brises marines i una temperatura mitjana de 27 °C. A les Muntanyes de Judea les temperatures poden variar fins a 11 °C durant el mateix dia, i a la Vall del Jordà les temperatures a l'ombra són habituals d'entre 38-49 °C, amb humitat. Aquesta calor va acompanyada en tots els trams de la línia, per pols i plagues d'insectes, com ara mosques de la sorra i mosquits de la malària, que són habituals a tota la línia de front.
El front de Palestina va ser relativament tranquil durant la fi de la primavera i l'estiu de 1918, amb l'excepció d'alguns breus combats a ple estiu. Durant els calorosos mesos d'estiu de 1918 es van fer diverses incursions britàniques, principalment a petita escala, per millorar les posicions aliades a la plana costanera i a les Muntanyes de Judea. Aquest va ser un petit atac britànic dissenyat per millorar el front a la costa, diverses incursions britàniques, inclosa una incursió a gran escala i un atac otomà menor.

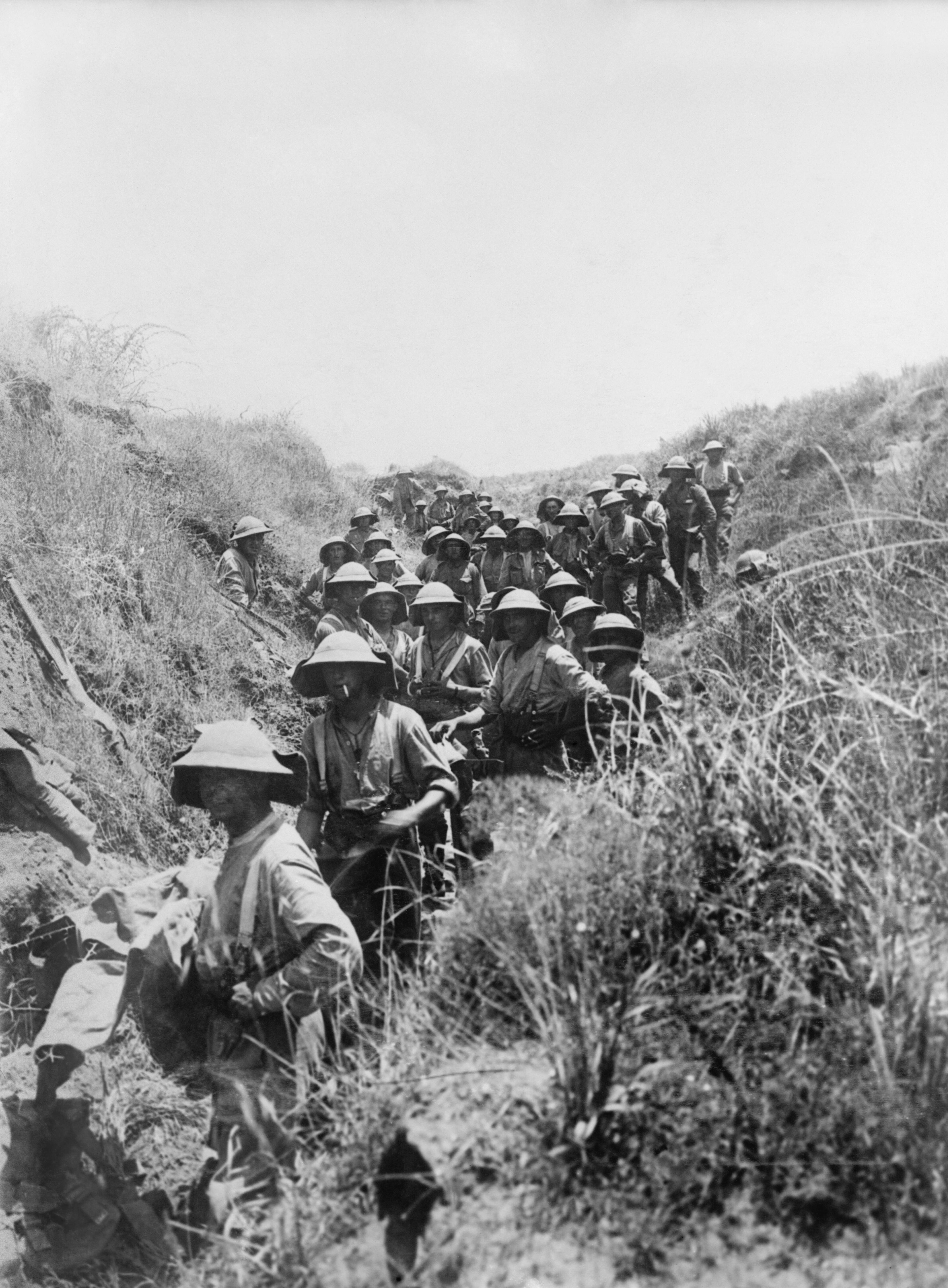
El 2n Batalló Black Watch en les trinxeres a Brown Ridge després de l'acció a Arsuf el 8 de juny de 1918
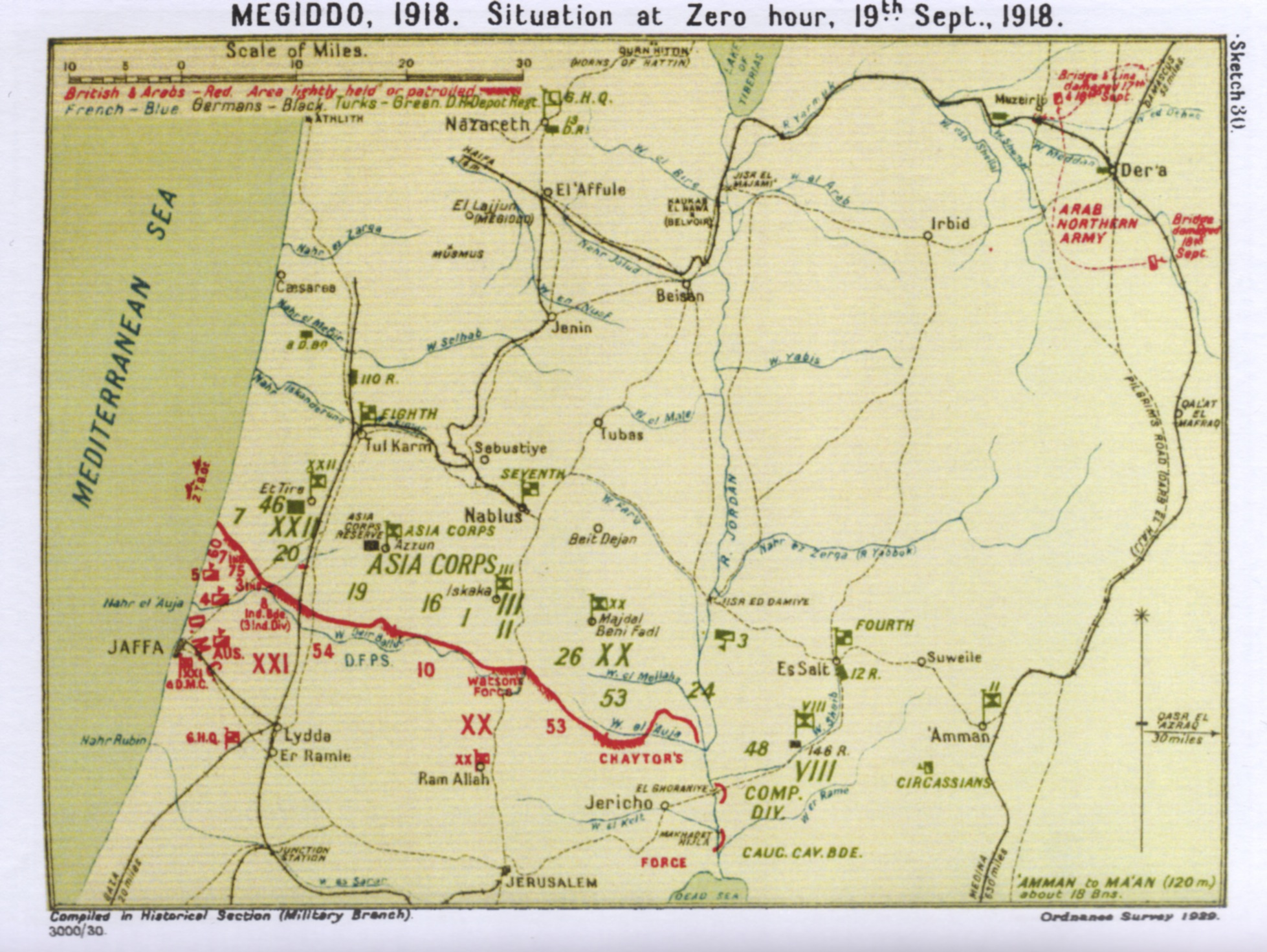
El croquis del mapa 30 de mostra la posició de la primera línia abans de la batalla de Meguidó el setembre de 1918

El 8 de juny de 1918, la 7a Divisió (Meerut) va atacar dos turons a 1,6 km del mar. Els seus objectius es van prendre ràpidament després de l'assalt de les 03.45h el 9 de juny per la 21a Brigada (Bareilly), però els defensors otomans van contraatacar a les 06.40h després de bombardejar amb força la brigada índia; aquests contraatacs sent rebutjats. Les baixes britàniques van ser 63 morts i 204 ferits; 110 presoners van ser capturats juntament amb dues metralladores pesades i cinc lleugeres. Els dos turons que havien estat útils llocs d'observació per a les unitats de l'exèrcit otomà es van consolidar i van romandre sota control britànic.
El 13 de juliol, un atac otomà al sortint de Ra-fat realitzat pels 3/3rs Gurkha Rifles (232a Brigada) va ser precedit per un dels bombardejos més intensos experimentats a Palestina. El bombardeig, que va durar poc més d'una hora, va començar a les 17.15h i va provocar l'incendi del poble, però els Gurkha es van enfrontar als atacants i van precipitar immediatament les seves defenses. La lluita va continuar fins a la foscor durant la qual van morir 52 soldats.
Durant la nit del 27 de juliol es va dur a terme una incursió reeixida per cinc pelotons 53è Sikhs (Força Frontera) (28a Brigada Índia) contra les trinxeres otomanes a «Piffer Ridge», a 3 km a l'est de la costa mediterrània a El Haram. La guarnició otomana va ser presa per sorpresa i 33 soldats van ser capturats a costa de quatre baixes.
Després d'un entrenament exhaustiu, la nit del 12 al 13 d'agost, la 10a Divisió (Irish) va dur a terme una incursió que consistia en una sèrie d'atacs a les defenses otomanes a la carena Burj-Ghurabeh, de 5 km de llarg, just a l'oest de la carretera de Jerusalem a Nablus i aproximadament a 2 km de la línia de front per regiments, brigades, companyies i pelotons de tropes índies. Estaven recolzats per 147 canons i obusos de la 53a Divisió d'artilleria (menys dues bateries d'obús i la IX Brigada Britànica d'artilleria de muntanya).
Un d'aquests atacs, el 12 d'agost, va ser en una carena de 4 km de llargada i costeruda a l'oest de la carretera de Nablus, que incloïa Khan Gharabe, i formava part del front del XX Cos on les defenses otomanes eren pràcticament contínues. La línia contraria estava defensada per 600 fusells del 33è Regiment otomà (11a Divisió). La força d'infanteria britànica i índia va fer un descens de diversos centenars de metres abans de pujar per terreny rocós escarpat. Tot i que les defenses otomanes estaven fortament protegides i ben cablejades, es va produir una ferotge lluita a prop, durant els quals els atacs des d'ambdós flancs van tenir un èxit total. El otomans van tenir grans pèrdues, estimades en 450, i es van capturar 250 presoners.
Va començar un bombardeig contra els filferros d'arç a les 21.55h del 12 d'agost, i poc després el 54è Sikh (Força Frontera) i dues companyies del 6è Regiment de Leinster del Príncep de Gal·les es van desplegar al sud-est de la carena del flanc dret, mentre que el 1/101è Granaders i dues companyies del 6è Regiment de Leinster del Príncep de Gal·les a l'extrem oest, estaven a més de 2,5 km de distància. Els dos regiments indis van avançar simultàniament, capturant les trinxeres otomans que flanquejaven, després les companyies del regiment de Leinster del Príncep de Gal·les van girar cap a l'interior acompanyades d'un bombardeig, que també va girar cap a l'interior des dels dos flancs davant d'ells. Tot i que les dues companyies de l'esquerra no van assolir els seus objectius, l'atac va tenir un èxit total i les forces es van retirar cap a les 12.15h del 13 d'agost. Les captures van incloure 239 presoners, 14 metralladores i les baixes otomanes es van estimar en 450, mentre que la 29a Brigada va patir 107 baixes.
Al mateix temps que l'atac es feia a l'oest de la carretera de Nablus, les Brigades 179a i 181a de la 60a Divisó (2/2a London) van dur a terme un atac a un front de 5 km a l'est de la carretera de Nablus principalment sense suport d'artilleria quan un front de 9 km des de Keen's Knoll fins a Kh. 'Amuriye va ser atacat. Table Hill, Bidston Hill, Forfar Hill Fife Knoll, Kh. 'Amuriye i el poble de Turmus 'Aya van ser atacats amb èxit, tot i que només vuit presoners van ser capturats amb un cost de 57 baixes.

## Operacions a la vall del Jordà

### La presa de Jericó (febrer de 1918)
Allenby volia estendre el seu flanc dret per incloure Jericó i la part nord de la Mar Morta. A mitjans de febrer, les divisions 53a (Welsh) i 60a (2/2a London) amb la 1a Brigada de Cavalleria Lleugera i les Brigades de Rifles Muntats de Nova Zelanda van atacar les defenses alemanyes i otomanes a l'est de Jerusalem retingudes per la seva 53a Divisió (Welsh) del seu XX Cos. A mesura que avançava l'atac d'infanteria a Talat ed Dumm i Jebel Ekteif, les brigades muntades es desplaçaven cap a la vall del Jordà des de Betlem; la Brigada de Rifles Muntats de Nova Zelanda va atacar amb èxit posicions a El Muntar i una forta posició que protegia Neby Musa, mentre la 1a Brigada de Cavalleria Lleugera arribava a la vall del Jordà i entrava a Jericó.

### Ocupació de la vall del Jordà
Al febrer va començar l'ocupació de la vall del Jordà, amb la Brigada de Rifles Muntats d'Auckland, que es van quedar per patrullar la zona després de la presa de Jericó. Durant els dos atacs de Transjordània, la vall del Jordà va ser protegida per les divisions muntades d'Anzac i d'Austràlia, la 4a i 5a divisions de cavalleria i la 20a Brigada Índia fins al setembre, quan la Força de Chaytor va començar la Tercera batalla del Transjordà avançant per capturar Jisr ed Damieh, Al-Salt i Amman.

### El primer avanç a la Transjordània
Abans que Jericó fos capturat, Allenby ja planejava creuar el riu Jordà i «llençar una gran incursió més enllà d'Al-Salt contra el ferrocarril del Hijaz». El primer atac a Amman, com és conegut pels britànics, va ser anomenat per l'exèrcit otomà la Primera Batalla del Jordà. Va tenir lloc entre el 21 i el 30 de març.
La força de Shea formada per la 60a (2/2a London) i les divisions muntades d'Anzac van creuar amb èxit el riu Jordà, van ocupar Al-Salt, van atacar Amman i van destruir parcialment trams del ferrocarril de Hijaz a uns 30-40 km a l'est de Jericó.
La 48a Divisió d'Infanteria otomana juntament amb la 3a i 46a Companyies d'Assalt i el 703è Batalló d'Infanteria alemany van defensar amb èxit Amman i van aturar l'avanç de la Força de Shea. Amb les seves línies de comunicació amenaçades per 2.000 reforços que es desplaçaven cap a Al-Salt des del nord, finalment es va ordenar la retirada, tot i que el principal objectiu; la destrucció d'un gran viaducte a Amman no va tenir èxit.
La retirada es va completar al vespre del 2 d'abril, deixant els únics guanys territorials dos caps de pont a Ghoraniye i Makhadet Hajla. Aquesta va ser la primera derrota de les unitats de la Força Expedicionària Egípcia des de la Segona Batalla de Gaza l'abril de 1917. Juntament amb el segon atac de Transjordània a Al-Salt el mes següent, aquests dos atacs van centrar l'atenció lluny del sector costaner mediterrani de la línia on l'atac de l'Imperi Britànic el setembre de 1918 tindria un èxit total.

### El segon avanç a la Transjordània
Després del primer atac infructuós de Transjordània a Amman per part de la força de Shea, Allenby va ordenar a un Chauvel reticent que ataquès Shunet Nimrin i Al-Salt amb una força un terç més gran que la que va atacar Amman. Però en les cinc setmanes entre aquestes dues operacions, el Quarter General britànic va estimar que les forces alemanyes i otomanes a la zona s'havien duplicat.
El segon atac de Transjordània va ser igualment infructuós; es va arriscar la captura d'una de les divisions muntades d'Allenby, però es va acceptar àmpliament perque va complir el seu objectiu estratègic de centrar l'atenció del seu oponent a la zona de Transjordània i lluny de la costa mediterrània, on faria un gran avanç al setembre.

### L'atac alemany i otomà
El 14 de juliol es van fer dos atacs per part de les forces alemanyes i otomanes; un als turons en un sortint defensats per la Cavalleria Lleugera Australiana que protegia les posicions de primera línia a la vall, on la força principalment alemanya va ser derrotada. Una segona operació va ser a l'est del riu Jordà a la plana, on una brigada de cavalleria otomana havia desplegat sis regiments per atacar els caps de pont d'El Hinu i Makhadet Hijla. Van ser atacats per llancers indis itinerants.

## El focus es mou cap al Front Oriental
L'ofensiva de primavera alemanya va ser llançada per Ludendorff al front occidental el mateix dia que va començar el primer atac de Transjordània a Amman i va eclipsar completament el seu fracàs. El potent assalt llançat a banda i banda del Somme per una força de 750.000 va col·lapsar el front britànic a Picardia en mans de només 300.000 homes. El 5è Exèrcit de Gough es va veure obligat a tornar gairebé a Amiens. En un dia, el 23 de març, les forces alemanyes van avançar 12 km i van capturar 600 canons; en total 1.000 canons i 160.000 van patir la pitjor derrota de la guerra. El gabinet de guerra britànic va reconèixer immediatament que almenys s'havia de posposar l'enderrocament de l'Imperi Otomà.
L'efecte d'aquesta ofensiva a la campanya de Palestina va ser descrit per Allenby l'1 d'abril de 1918: «Aquí, he atacat el ferrocarril del Hijaz a 40 milles a l'est de Jordània i he fet molts danys, però el meu petit espectacle es redueix ara fins a ser molt insuficient [insignificant] en comparació amb els esdeveniments a Europa». D'un dia per l'altre Palestina va passar de ser la primera prioritat del govern britànic a un «espectacle secundari».

### Reorganització de la infanteria de la Força Fronterera Oriental
La 52a Divisió (Lowland) va ser enviada a França a principis d'abril. La 74a Divisió (Yeomanry) juntament amb nou batallons d'infanteria britànic de cadascuna de les divisions 10a, 53a, 60a i 75a van ser enviades a França, entre maig i agost de 1918. El que quedava de les divisions va ser reforçat pels batallons de l'Exèrcit Indi Britànic per reformar les divisions. Les brigades d'infanteria es van reformar amb un batalló britànic i tres batallons de l'Exèrcit Indi Britànic, excepte una brigada de la 53a divisió que constava d'un batalló sud-africà i tres de l'Exèrcit Indi Britànic.
L'abril del 1918, 35 soldats d'infanteria indis i dos batallons de pioners indis es preparaven per traslladar-se a Palestina. Aquells batallons amb un total de 150 soldats, es van formar eliminant companyies completes dels regiments experimentats que servien a Mesopotàmia per formar nous batallons. Els batallons d'origen també van subministrar transport de primera línia i oficials experimentats amb servei en temps de guerra. Els 198 homes transferits del regiment 38è Dogras al 3/151è Batalló d'Infanteria Indi, incloïen l'oficial al comandament, dos altres oficials britànics i quatre oficials indis. Els sipais transferits també tenien molta experiència. El setembre de 1918, quan el 2/151è Batalló d'Infanteria Indi va proporcionar una guàrdia d'honor per a Allenby, entre els homes de la desfilada hi havia alguns que havien servit en cinc fronts diferents des de 1914 i en vuit campanyes prèvies a la guerra. No tots aquests batallons indis van servir a les divisions d'infanteria, alguns van ser emprats en defensa de les línies de comunicació.
La complexitat de la reorganització i reforma d'aquests batallons no va estar exempta de conseqüències. Dels 54 batallons de l'Exèrcit Indi Britànic desplegats a Palestina, 22 tenien experiència recent de combat, però cadascun havia perdut una companyia experimentada, que havia estat substituïda per reclutes. Es van formar 10 batallons a partir de tropes experimentades que mai havien lluitat ni entrenat juntes. Els altres 22 no havien vist cap servei previ a la guerra, en total gairebé un terç de les tropes eren reclutes. Dins de 44 batallons de l'Exèrcit Indi Britànic, els «oficials britànics menors no tenien experiència, i la majoria no sabia parlar hindustani. En un batalló, només un oficial indi parlava anglès i només dos oficials britànics podien comunicar-se amb els seus homes».
Dues divisions de l'Exèrcit Indi Britànic van arribar el gener i l'abril de 1918 des de la campanya de Mesopotàmia. Eren la 7a Divisió (Meerut) seguida de la 3a Divisió (Lahore). Només la 54a Divisió (East Anglian) va romandre, com abans, com una divisió totalment britànica.

### Reorganització de la cavalleria de la Força Fronterera Oriental

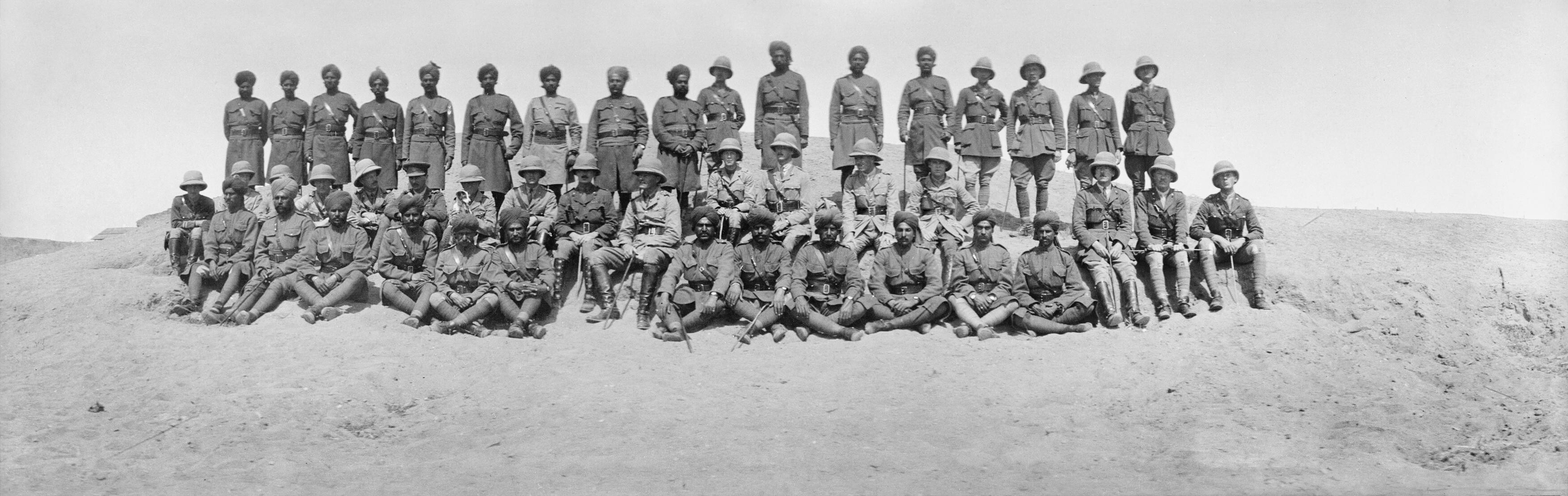
Oficials britànics i indis del 18è Llancers de l'Exèrcit Indi Britànic que estaven desplegats a Tel el Kebir a l'arribada de França l'abril de 1918

Les 4a i 5a divisions de cavalleria de l'Exèrcit Indi Britànic, que havien lluitat al front occidental des de 1914, es van dissoldre. Es van reformar a l'Orient Mitjà, amb regiments de yeomanry substituint els regiments de cavalleria regular britànics, que es van mantenir al front occidental. Nou regiments de yeomanry britànics de la Divisió Muntada Yeomanry (Cos Muntat del Desert) van ser enviats a França per reforçar la Força Expedicionària Britànica que lluitava contra l'ofensiva de primavera.
Tres dels regiments de yeomanry restants, l'1/1è Dorset Yeomanry, l'1/1è County of London Yeomanry i l'1/1è Staffordshire Yeomanry, que anteriorment havien format part de la 6a, 8a i 22a Brigades Muntades, juntament amb els nouvinguts de les unitats de l'Exèrcit Indi Britànic transferides des de França, van formar la 4a Divisió de Cavalleria. Altres dos dels regiments de yeomanry restants, l'1/1è de Royal Gloucestershire Hussars i l'1/1è de Sherwood Rangers Yeomanry que havien pertangut a la 5a i 7a Brigades Muntades, amb unitats de l'Exèrcit Indi Britànic recentment arribades transferides des de França, i la 15a (Servei Imperial) Brigada de Cavalleria, formada la 5a Divisió de Cavalleria. La 15a Brigada de Cavalleria (Servei Imperial) havia servit durant l'atac otomà al Canal de Suez i a l'atac al Sinaí i Palestina des de desembre de 1914, com a Brigada de Cavalleria del Servei Imperial. Tant la 4a com la 5a Divisions de Cavalleria van ser assignades al Cos Muntat del Desert que havia perdut la divisió de cavalleria Yeomanry durant la reorganització.
Cinc de les sis brigades de la 4a i 5a divisions de cavalleria estaven compostes per un yeomanry britànic i dos regiments de cavalleria indi. La 6a Brigada (en la 5a Divisió de Cavalleria), la 15a Brigada de Cavalleria (Servei Imperial), estava formada per tres regiments de Tropes del Servei Imperial, que representaven i eren mantinguts íntegrament pels principats indis de Jodhpur, Mysore i Hyderabad. Vuit dels divuit regiments de les sis brigades estaven armats i anomenats llancers. La 5a Brigada Muntada de la Divisió Muntada d'Austràlia també va ser desmuntada i enviada per reforçar la Força Expedicionària Britànica a França. Va ser substituïda per la recentment creada 5a Brigada de Cavalleria Lleugera que consistia en els 14è i 15è Regiments de Cavalleria Lleugera, formats per australians transferits de la Brigada de l'Imperial Camel Corps i el Régiment Mixte de Marche de Cavalerie francès. Completant aquesta divisió, la 3a i 4a Brigades de Cavalleria Lleugera estaven formades per tres regiments de cavalleira lleugera formats per un quarter general i tres esquadrons. Per conformar-se amb la 5a Brigada de Cavalleria Lleugera, els 522 soldats de cadascun d'aquests regiments estaven armats amb espases en lloc de baionetes, i fusells Lee-Enfield.

### El Grup d'Exèrcits Yıldırım
Els exèrcits otomans del Grup d'Exèrcits Yıldırım s'havien vist afeblits per les pèrdues considerables patides entre el 31 d'octubre i el 31 de desembre de 1917. El 7è Exèrcit va perdre 110 oficials i 1.886 homes morts, 213 oficials i 5.488 homes ferits, 79 oficials i 3.918 homes capturats, i 4.233 homes estaven desapareguts. Aquest exèrcit també havia perdut 7.305 fusells, 22 metralladores lleugeres, 73 metralladores pesades i 29 canons. El 8è Exèrcit va informar de 2.384 ferits, però no va desaparèixer cap fusell, metralladora o peça artilleria.
El total de víctimes otomanes durant el període va ser de 25.337 morts, ferits, capturats o desapareguts, mentre que les pèrdues britàniques durant el mateix període van ascendir a 18.000 homes. Durant el mateix període, els britànics van informar que 70 oficials i 1.474 homes van morir, 118 oficials i 3.163 homes van ser ferits, 95 oficials i 5.868 homes van ser capturats i 97 oficials i 4.877 homes van desaparèixer. Això va ser malgrat les probabilitats a favor dels britànics de més de 2:1 en infanteria i 8:1 en cavalleria, així com una gran superioritat d'artilleria, logística i naval. Per tant, és notable que qualsevol unitat otomana va sobreviure a l'embat i va fer que la retirada de la lluita otomana sota pressió fos un gran èxit.
|                                              | Fusells | Sabres | Metralladores | Art. Fusells [sic] |
| -------------------------------------------- | ------- | ------ | ------------- | ------------------ |
| 4t Exèrcit                                   | 8.050   | 2.375  | 221           | 30                 |
| 7è Exèrcit                                   | 12.850  | 750    | 289           | 28                 |
| 8è Exèrcit                                   | 15.870  | 1.000  | 314           | 1.309              |
| Línia de comunicacions del nord de Palestina | 950     | –      | 6             | –                  |

No obstant això, el Grup d'Exèrcits Yıldırım encara era una força de lluita competent a principis de 1918. Totes les divisió d'infanteria que havien lluitat a Beerxeba el 31 d'octubre estaven intactes i encara lluitaven, encara que algunes estaven considerablement reduïdes en força. Per compensar aquestes pèrdues, els reforços havien arribat el desembre de 1917. La 2a Divisió de Cavalleria Cucàsica i la 1a Divisió d'Infanteria havien estat traslladades a Palestina des del Caucas. De fet, al final de la campanya de Jerusalem, els soldats otomans semblaven els combatents més durs, obstinats i professionals. L'entrenament va continuar i a principis de febrer, el 20è Regiment d'Infanteria a nivell de regiment va rebre un entrenament intensiu en fortificació diürna i nocturna i simulacres de batalla.
Mentre Enver Paixà i l'Estat Major otomà es van mantenir centrats en l'ofensiva, els exèrcits otomans es van mantenir agressius i confiats. La seva primera línia estava ocupada pel 8è Exèrcit amb quarter general a Tul Keram defensant el sector costaner del Mediterrani, el 7è Exèrcit amb quarter general a Nablus defensant el sector de les Muntanyes de Judea, mentre que el 4t Exèrcit amb quarter general a Amman (fins després de la Primera batalla del Transjordà a Amman quan la seva seu es va traslladar a Al-Salt) defensava el sector de Transjordània. Però la superioritat aèria alemanya va acabar amb l'arribada dels caces S.E.5.a i Bristol, un dels quals va destruir tres exploradors alemanys Albatros el 12 de desembre. A partir del gener de 1918 aquests avions britànics dominaven cada cop més els cels.
L'alt comandament otomà estava insatisfet amb von Falkenhayn, el comandant del Grup d'Exèrcits Yıldırım a Palestina. Es va veure que havia estat el responsable de la derrota a Beerxeba i la seva negativa a permetre que els oficials de l'estat major otomà participessin en la planificació d'operacions de combat es va molestar. Enver Paixà el va substituir el 19 de febrer pel general Otto Liman von Sanders i sota aquest nou líder va canviar l'estil establert de «defensa activa i flexible» per una defensa més inflexible.

#### Arribada d'un nou comandant alemany
El general Otto Liman von Sanders va assumir el comandament de l'exèrcit otomà a Palestina de von Falkenhayn el 1r de març de 1918. En arribar, va ser evident per a ell que la línia del front otomà era especialment feble a l'oest del Jordània i va prendre mesures immediates per enfortir els dos flancs per una redistribució de les seves forces.
El maig de 1918, durant la pausa dels combats després dels dos atacs de Transjordània, des del seu quarter general de Natzaret, Liman va aprofitar per reorganitzar les forces de l'exèrcit otomà a Palestina. El 8è Exèrcit, que tenia la seu a Tul Keram sota el comandament de Djevad Paixà (el successor de Kress von Kressenstein), estava format pel XXII Cos (7a, 20a i 46a Divisions) i el Cos Asiàtic (16a i 19a Divisions, 701è, 702è i 703è batallons alemanys). Aquest exèrcit va mantenir una línia que va cap a l'est des de la costa mediterrània durant uns 20 km cap als turons de Farkha. El 7è Exèrcit de Mustafa Kemal Paixà (el successor de Fevzi), el quarter general del qual es trobava a Nablus, estava format pel III Cos (1a i 11a Divisions) i el XXIII Cos (26a i 53a Divisions), i mantenia la resta de la línia otomana cap a l'est des de Farkha fins a la riu Jordà; això representava un front d'uns 20 km, amb la seva força principal a banda i banda de la carretera de Jerusalem a Nablus.
Mentre mantenia la primera línia al riu Jordà, la 48a Divisió d'Infanteria va continuar entrenant, realitzant cursos sobre tàctiques de batalla, metralladores, granades de mà i llançaflames. Quan la 37a Divisió d'Infanteria va arribar del Caucas, les tropes de la divisió van realitzar un curs de dues setmanes sobre l'ús de granades de pal prop de Nablus.

## Els atacs àrabs
Els atacs àrabs es van fer a Maan entre el 15 i el 17 d'abril. Durant aquestes accions, van capturar 70 presoners i dues metralladores, i van ocupar temporalment l'estació de ferrocarril, però no van assolir capturar la posició principal.

## L'ofensiva de Meguidó

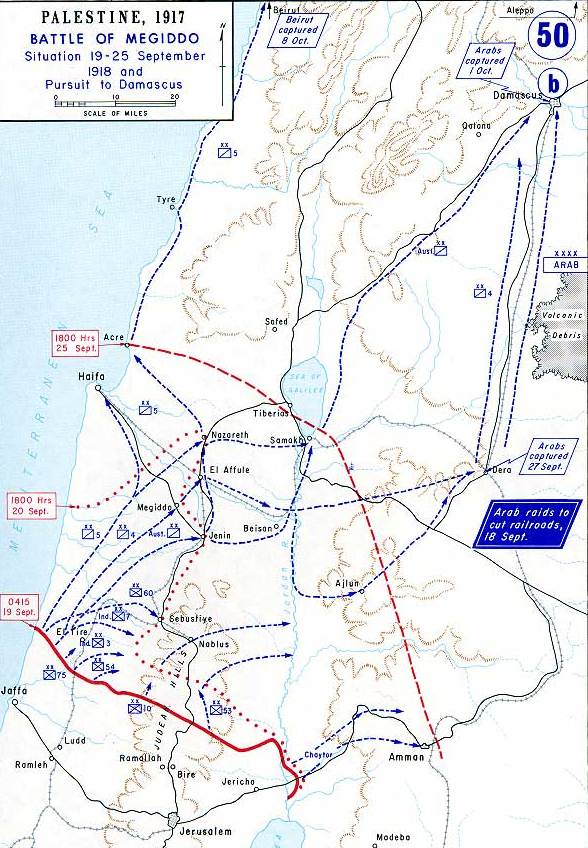
L'atac final d'Allenby, setembre de 1918

A mesura que s'acostava l'estació seca, Allenby tenia la intenció d'avançar per assegurar Tiberíades, Haifa i la vall del Yarmuk cap a Hauran, la mar de Galilea i Damasc. Els pobles que habiten la regió del camp de batalla de Sharon variaven molt pel que fa als seus antecedents, creences religioses i perspectives polítiques. Vivien des de Jericó cap al nord, hi havia jueus indígenes a Samaria, moravians a Galilea, alguns drusos, xiïtes de metawali i uns quants nussiri (pagans). A l'est hi havia els beduïns. A la ciutat de Haifa, aproximadament la meitat de la població era musulmana, i a Acre gairebé tots eren musulmans. A la plana d'Esdreló fins a Bet-Xean hi havia àrabs sunnites i una nova colònia jueva prop d'Afula. Musulmans, cristians i jueus vivien junts al nord de Galilea. Els cristians d'almenys cinc confessions formaven una gran majoria a la ciutat de Natzaret i als voltants. Els habitants de la part oriental d'aquesta zona del nord de Galilea eren predominantment jueus indígenes, que sempre havien habitat Tiberíades i Safed. A la regió del camp de batalla de Nablus, els habitants des de Beerxeba fins a Jericó també eren força diversos. La població era principalment àrab de la branca sunnita de l'Islam, amb alguns colons jueus i cristians. A Nablus, eren gairebé exclusivament musulmans, excepte els menys de 200 membres de la secta samaritana dels jueus originaris. A l'est de la vall del Jordà al districte d'Al-Salt hi havia cristians ortodoxos sirians i grecs, i prop d'Amman, circassians i turcmans.
Finalment, Allenby va llançar el seu atac llargament retardat el 19 de setembre de 1918. La campanya s'ha anomenat Batalla de Meguidó (que és una transliteració del nom hebreu d'una antiga ciutat coneguda a l'oest com a Harmagedon). Els britànics van fer grans esforços per enganyar l'exèrcit otomà quant al seu objectiu real de les operacions. Aquest esforç va tenir èxit i l'exèrcit otomà es va sorprendre quan els britànics van atacar de sobte Meguidó. Quan les tropes otomanes van començar una retirada a gran escala, la Royal Air Force (RAF) va bombardejar des de l'aire les columnes d'homes que fugien, i en una setmana, l'exèrcit otomà a Palestina va deixar d'existir com a força militar.
Diversos historiadors han reivindicat l'ofensiva que va resultar en la captura de la línia de Gaza a Beerxeba i Jerusalem, i l'operació de Meguidó va ser similar. En aquest sentit, s'argumenta que tots dos eren «un embolcall de cavalleria del flanc otomà» i que els avenços es van produir en llocs inesperats. A Gaza-Beerxeba, l'avanç es va produir a l'extrem oriental de la línia del front a Beerxeba en lloc de Gaza com havien esperat els otomans, mentre que a Meguidó l'avanç es va produir a la costa mediterrània, a l'extrem occidental de la línia del front, quan s'esperava a través del Jordà.

## La campanya de Síria

### Persecució a Damasc

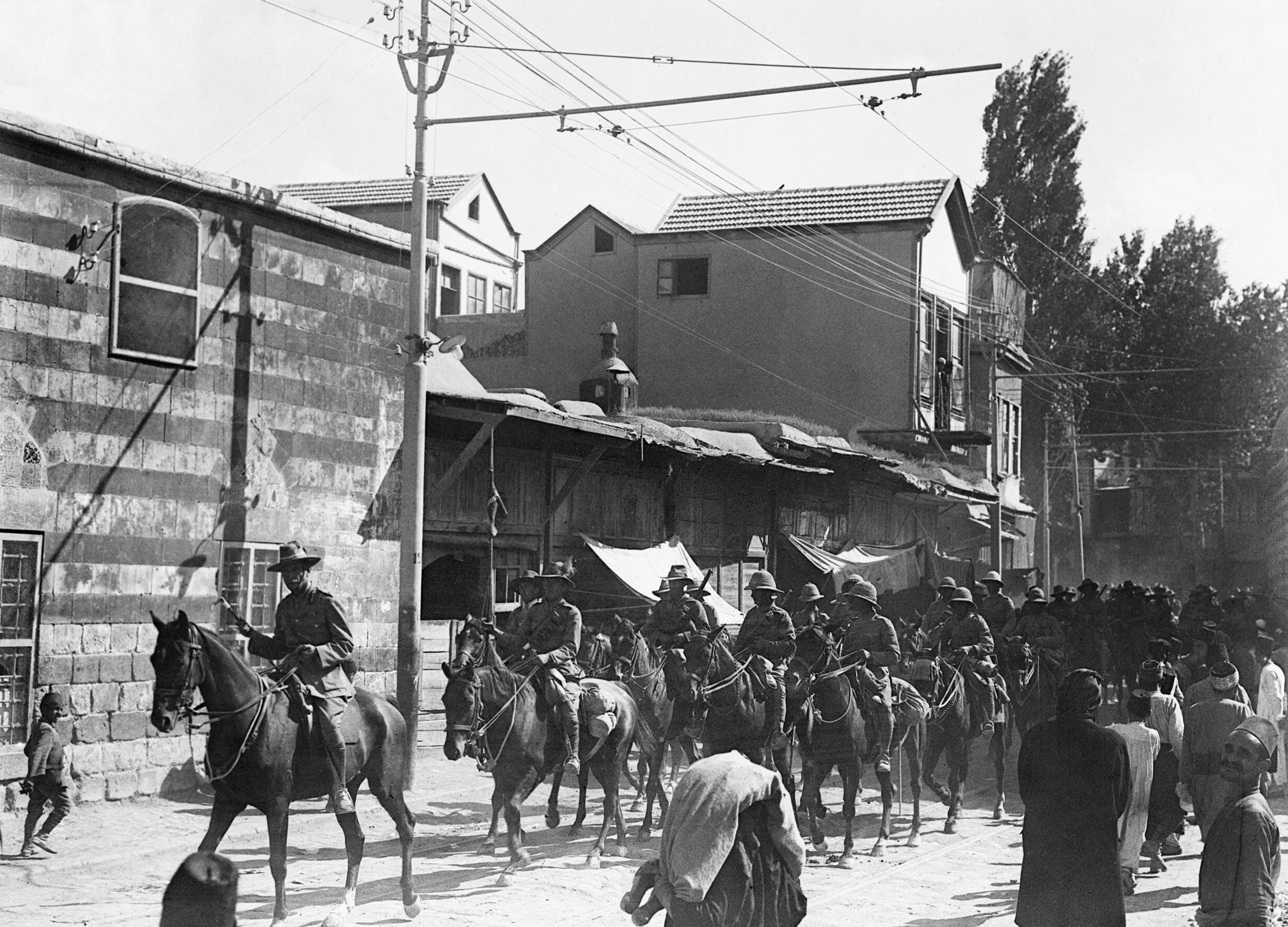
El tinent general Chauvel liderant la marxa per Damasc d'unitats australianes, britàniques, franceses, índies i neozelandeses, el 2 d'octubre de 1918

La guerra a Palestina havia acabat, però a Síria va durar un mes més. L'objectiu final dels exèrcits d'Allenby i Faisal era Damasc. Dues columnes aliades separades van marxar cap a Damasc. La primera, composta principalment per cavalleria australiana i índia, es va acostar des de Galilea, mentre que l'altra columna, formada per cavalleria índia i la milícia ad hoc seguint a T.E. Lawrence, va viatjar cap al nord al llarg del ferrocarril del Hijaz. Les tropes australianes de cavalleria lleugera van marxar sense trobar oposició cap a Damasc el 1r d'octubre de 1918, malgrat la presència d'uns 12.000 soldats otomans a la caserna de Baramkeh. El major Olden del 10è Regiment de Cavalleria Lleugera australiana va rebre la rendició oficial de la ciutat a les 7 del matí al Serai. Més tard d'aquell dia, els irregulars de Lawrence van entrar a Damasc.
Els habitants de la regió variaven molt pel que fa al seu origen, creences religioses i perspectives polítiques. A l'Hauran oriental, el gruix de la població eren drusos, mentre que al Jaulan hi vivien més circassians, metawali i alguns colons algerians. El districte sud de Jaulan era pobre i rocós, donant suport a una població molt petita i grups de nòmades del Wuld Ali al desert oriental, mentre que el nord és més fèrtil amb una gran colònia circassiana a Quneitra i als voltants. El districte nord-oest de Jaulan conté alguns pobles de metawali i algunes colònies algerianes a l'est, introduïdes per l'emir Abd el-Kader després d'haver-se refugiat a Damasc a la dècada del 1850. Entre aquests hi ha àrabs assentats semblants als de la plana de Nukra; mentre que a l'est hi ha àrabs beduïns.
Els avenços cap a Amman, durant la Tercera batalla del Transjordà de la Batalla de Meguidó, i a Damasc cap al final de la guerra van donar lloc a la incidència més alta de malària «que hagi patit mai les forces australianes».

### La captura d'Alep
Alep, la tercera ciutat més gran de l'Imperi Otomà, va ser capturada el 25 d'octubre. El govern otomà estava força preparat per sacrificar aquestes províncies no turques sense rendir-se. De fet, mentre aquesta batalla s'efectuava, l'Imperi Otomà va enviar una força expedicionària a Rússia per engrandir els elements ètnics turcs de l'imperi. Va ser només després de la rendició de Bulgària, que va posar l'Imperi Otomà en una posició vulnerable per a la invasió, que el govern otomà es va veure obligat a signar un armistici a Mudros el 30 d'octubre de 1918, i es va rendir totalment dos dies després.

## Resum
Els britànics i els seus dominis van patir un total de 51.451 baixes en les batalles: 12.873 morts/desapareguts, 37.193 ferits i 1.385 capturats. 503.377 més van ser hospitalitzats com a víctimes no relacionades amb les batalles, la majoria per malalties; 5.981 d'aquests van morir, i la majoria de la resta van tornar al seu servei. Es desconeix quantes de les víctimes no relacionades amb les batalles estaven en condicions prou greus com per requerir l'evacuació fora del teatre, tot i que la comparació amb la campanya de Mesopotàmia (on el 19% van ser evacuats) suggereix que el nombre és d'uns 100.000. Es desconeixen les víctimes de l'Índia que no són pels combats, mentre que les víctimes índies de les batalles van ser 10.526: 3.842 morts, 6.519 ferits i 165 desapareguts/capturats.
Les pèrdues totals otomanes són més difícils d'estimar, però gairebé segur que molt més grans: un exèrcit sencer es va perdre en els combats i l'Imperi Otomà va abocar un gran nombre de tropes al front durant els tres anys de combat. L'historiador estatunidenc Edward J. Erickson, amb accés als arxius otomans, va intentar estimar les víctimes otomanes pels combats d'aquesta campanya l'any 2001. No va intentar estimar les pèrdues a causa de malalties per a aquesta campanya, però va assenyalar que els otomans tenien uns x2,66 morts per malalties en proporció als morts en combat al llarg de la guerra (466.759 vers 175.220), amb la proporció més alta de víctimes no relacionades amb les batalles vers víctimes de combat al Caucas i Mesopotàmia. Les seves estimacions de baixes otomanes pels combats van ser les següents:
- Sinai 1915: 1.700 (192 morts en combat, 381 ferits en combat, 727 desapareguts en combat, 400 presoners de guerra).
- Sinai 1916: 1,.000 (250 morts en combat, 750 ferits en combat).
- 1a Gaza 1917: 1.650 (300 morts en combat, 750 ferits en combat, 600 presoners de guerra).
- 2a Gaza 1917: 1.660 (82 morts en combat, 1.336 ferits en combat, 242 desapareguts en combat).
- 3a Gaza/Jerusalem 1917: 28.057 (3.540 morts en combat, 8,982 ferits en combat, 9.100 desapareguts en combat, 6.435 presoners de guerra).
- 2a Jordà 1918: 3.000 (1.000 morts en combat, 2.000 ferits en combat).
- Meguidó/Síria 1918: 101.300 (10.000 morts en combat, 20.000 ferits en combat, 71.300 presoners de guerra).

Un total de 138.367 víctimes per les batalles (15.364 morts en combat, 34.199 ferits en combat, 10.069 desapareguts en combat, i 78.735 presoners de guerra). Les xifres de ferits en combat només inclouen pèrdues irrecuperables (inmobilitzats o morts per les ferides). Segons les estimacions d'Erickson, el nombre total de ferits va superar els ferits greus en 2,5:1 per a la guerra. L'aplicació d'aquesta mateixa proporció a la campanya del Sinaí i Palestina produeix un recompte total de víctimes en combat d'unes 189.600 (15.364 morts en combat, 10.069 desapareguts en combat, 85.497 ferits en combat, i 78.735 presoners de guerra). A més, la seva relació de morts per malalties vers morts en combat implica unes 40.900 morts per malalties al Sinaí-Palestina. Això suposaria un total de baixes d'aproximadament 230.500 (15.364 morts en combat, 10.069 desapareguts en combat, 40.900 morts per malalties, 85.497 ferits en combat, i 78.735 presoners de guerra).
Malgrat la incertesa del recompte de víctimes, les conseqüències històriques d'aquesta campanya són fàcils de discernir. La conquesta britànica de Palestina va conduir directament al Mandat britànic sobre Palestina i Transjordània que, al seu torn, va obrir el camí per a la creació dels estats d'Israel, Jordània, Líban i Síria.